# Каспаров против мира

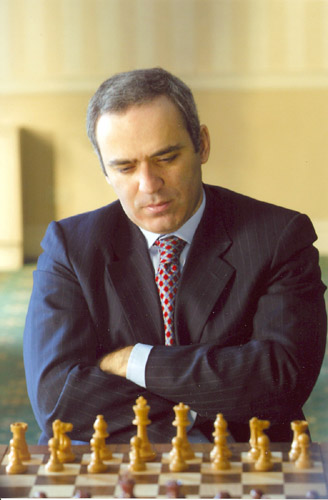
Гарри Каспаров

Каспаров против мира — шахматная партия, которую Гарри Каспаров сыграл в 1999 году через Интернет. Играя белыми фигурами, Каспаров противоборствовал с Всемирной командой. Ходы Всемирной команды определялись путём голосования по принципу множественности. В игре участвовало более 50 000 человек из более чем 75 стран.
Хозяином и спортивным промоутером этого матча был MSN Gaming Zone, при спонсорстве банка First USA. После 62 ходов, сыгранных за четыре месяца, Г. К. Каспаров выиграл игру. Вопреки ожиданиям, игра создавала смесь глубоких тактических и стратегических идей, и хотя действующий чемпион мира по шахматам победил, он признался, что не тратил столько усилий ни на какую другую игру в своей жизни. Позже он сказал: «Это величайшая игра в истории шахмат. Огромное количество идей, сложность и вклад, который она внесла в шахматы, делают её самой важной игрой, когда-либо исполнявшейся».

## Подготовка к матчу
В 1990-х годах Гарри Каспаров считался одним из сильнейших шахматистов мира. Он предложил Microsoft провести партию по заочным шахматам против пользователей Интернета, и корпорация с радостью согласилась. Событие должно было пройти на онлайн-платформе MSN Gaming Zone, набиравшей популярность.
Основным беспокойством со стороны Microsoft было то, что игра могла быстро превратиться фарс, если Команда мира совершит серию откровенно слабых ходов в начале партии. Предыдущий опыт проведения матча гроссмейстера против команды онлайн-игроков, принимавших коллективное решение на основе большинства голосов, подтверждал это опасение: в 1996 году Анатолий Карпов в подобном матче с лёгкостью обыграл коллективного соперника за 32 хода. Чтобы этого не допустить, был введён ряд изменений в регламент предстоящего матча. Команда мира получала гроссмейстеров, которые будут анализировать ситуацию и рекомендовать тот или иной ход, чтобы не допустить слабых ходов и проигрыша в партии. Тем не менее, Каспаров не хотел, чтобы матч превращался в обычную игру одного гроссмейстера против другого, поэтому в команду аналитики набирались молодые гроссмейстеры со всего мира: ими стали 16-летний Этьен Бакро, 19-летний Флорин Фелекан, 15-летняя Ирина Круш (к этому времени — уже чемпион США по шахматам среди женщин) и 14-летняя Элизабет Петц. Модератором и комментатором матча был выбран гроссмейстер Даниел Кинг; он не мог напрямую влиять на выбор ходов Команды мира, но выступал как независимый эксперт в случае, если между аналитиками не будет единства мнений. На ход Каспарову отводилось 12 часов, Команде мира — 12 часов на проведение анализа аналитиками и выдачу рекомендаций по возможным ходам, 18 часов — на обсуждение и голосование среди обычных игроков и 6 часов — на подтверждение голосования. MSN также предоставила отдельную доску обсуждений для координации игроков и анализа состояния партии.
Команде мира также позволялось пользоваться доступными пользователям компьютерными программами. Некоторые пользователи даже сформировали распределенную вычислительную сеть для анализа и выдачи вариантов Команде мира. Сам Каспаров время от времени обращался за советом к Юрию Дохояну и Борису Альтерману.
Матч начался 21 июня 1999 года с вступительного мероприятия в Брайант-парке (Нью-Йорк), на котором приняли участие Каспаров и аналитик Ирина Круш.

## Партия
Сицилианская защита (B52)
[FirstMove "0"]
[Event "Kasparov versus the World"]
[Date "21.06.1999"]
[White "Гарри Каспаров"]
[Black "Весь мир"]
[Result "1-0"]
[ECO "B52"]
[WhiteElo "?"]
[BlackElo "?"]
1. e4 c5 2. Nf3 d6 3. Bb5+ Bd7 4. Bxd7+ Qxd7 5. c4 Nc6 6. Nc3 Nf6 7. O-O g6 8. d4 cxd4 9. Nxd4 Bg7 10. Nde2 Qe6 11. Nd5 Qxe4 12. Nc7+ Kd7 13. Nxa8 Qxc4 14. Nb6+ axb6 15. Nc3 Ra8 16. a4 Ne4 17. Nxe4 Qxe4 18. Qb3 f5?! 19. Bg5 Qb4 20. Qf7 Be5 21. h3 Rxa4 22. Rxa4 Qxa4 23. Qxh7 Bxb2 24. Qxg6 Qe4 25. Qf7 Bd4 26. Qb3 f4 27. Qf7 Be5 28. h4?! b5 29. h5 Qc4? 30. Qf5+ Qe6 31. Qxe6+ Kxe6 32. g3 fxg3 33. fxg3 b4 34. Bf4 Bd4+ 35. Kh1 b3 36. g4 Kd5 37. g5 e6?! 38. h6 Ne7 39. Rd1 e5 40. Be3?! Kc4 41. Bxd4 exd4 42. Kg2 b2 43. Kf3 Kc3 44. h7 Ng6 45. Ke4 Kc2 46. Rh1 d3 47. Kf5 b1=Q 48. Rxb1 Kxb1 49. Kxg6 d2 50. h8=Q d1=Q 51. Qh7 b5?! 52. Kf6+ Kb2 53. Qh2+ Ka1 54. Qf4 b4? 55. Qxb4 Qf3+ 56. Kg7 d5 57. Qd4+ Kb1 58. g6 Qe4 59. Qg1+ Kb2 60. Qf2+ Kc1 61. Kf6 d4 62. g7 1-0
1. e4 c5 2. Кf3 d6 3. Сb5+
|   | a | b | c | d | e | f | g | h |   |
| - | --- | --- | --- | --- | --- | --- | --- | --- | - |
| 8 | a8 чёрная ладья · b8 чёрный конь · c8 чёрный слон · d8 чёрный ферзь · e8 чёрный король · f8 чёрный слон · g8 чёрный конь · h8 чёрная ладья · a7 чёрная пешка · b7 чёрная пешка · e7 чёрная пешка · f7 чёрная пешка · g7 чёрная пешка · h7 чёрная пешка · d6 чёрная пешка · b5 белый слон · c5 чёрная пешка · e4 белая пешка · f3 белый конь · a2 белая пешка · b2 белая пешка · c2 белая пешка · d2 белая пешка · f2 белая пешка · g2 белая пешка · h2 белая пешка · a1 белая ладья · b1 белый конь · c1 белый слон · d1 белый ферзь · e1 белый король · h1 белая ладья | a8 чёрная ладья · b8 чёрный конь · c8 чёрный слон · d8 чёрный ферзь · e8 чёрный король · f8 чёрный слон · g8 чёрный конь · h8 чёрная ладья · a7 чёрная пешка · b7 чёрная пешка · e7 чёрная пешка · f7 чёрная пешка · g7 чёрная пешка · h7 чёрная пешка · d6 чёрная пешка · b5 белый слон · c5 чёрная пешка · e4 белая пешка · f3 белый конь · a2 белая пешка · b2 белая пешка · c2 белая пешка · d2 белая пешка · f2 белая пешка · g2 белая пешка · h2 белая пешка · a1 белая ладья · b1 белый конь · c1 белый слон · d1 белый ферзь · e1 белый король · h1 белая ладья | a8 чёрная ладья · b8 чёрный конь · c8 чёрный слон · d8 чёрный ферзь · e8 чёрный король · f8 чёрный слон · g8 чёрный конь · h8 чёрная ладья · a7 чёрная пешка · b7 чёрная пешка · e7 чёрная пешка · f7 чёрная пешка · g7 чёрная пешка · h7 чёрная пешка · d6 чёрная пешка · b5 белый слон · c5 чёрная пешка · e4 белая пешка · f3 белый конь · a2 белая пешка · b2 белая пешка · c2 белая пешка · d2 белая пешка · f2 белая пешка · g2 белая пешка · h2 белая пешка · a1 белая ладья · b1 белый конь · c1 белый слон · d1 белый ферзь · e1 белый король · h1 белая ладья | a8 чёрная ладья · b8 чёрный конь · c8 чёрный слон · d8 чёрный ферзь · e8 чёрный король · f8 чёрный слон · g8 чёрный конь · h8 чёрная ладья · a7 чёрная пешка · b7 чёрная пешка · e7 чёрная пешка · f7 чёрная пешка · g7 чёрная пешка · h7 чёрная пешка · d6 чёрная пешка · b5 белый слон · c5 чёрная пешка · e4 белая пешка · f3 белый конь · a2 белая пешка · b2 белая пешка · c2 белая пешка · d2 белая пешка · f2 белая пешка · g2 белая пешка · h2 белая пешка · a1 белая ладья · b1 белый конь · c1 белый слон · d1 белый ферзь · e1 белый король · h1 белая ладья | a8 чёрная ладья · b8 чёрный конь · c8 чёрный слон · d8 чёрный ферзь · e8 чёрный король · f8 чёрный слон · g8 чёрный конь · h8 чёрная ладья · a7 чёрная пешка · b7 чёрная пешка · e7 чёрная пешка · f7 чёрная пешка · g7 чёрная пешка · h7 чёрная пешка · d6 чёрная пешка · b5 белый слон · c5 чёрная пешка · e4 белая пешка · f3 белый конь · a2 белая пешка · b2 белая пешка · c2 белая пешка · d2 белая пешка · f2 белая пешка · g2 белая пешка · h2 белая пешка · a1 белая ладья · b1 белый конь · c1 белый слон · d1 белый ферзь · e1 белый король · h1 белая ладья | a8 чёрная ладья · b8 чёрный конь · c8 чёрный слон · d8 чёрный ферзь · e8 чёрный король · f8 чёрный слон · g8 чёрный конь · h8 чёрная ладья · a7 чёрная пешка · b7 чёрная пешка · e7 чёрная пешка · f7 чёрная пешка · g7 чёрная пешка · h7 чёрная пешка · d6 чёрная пешка · b5 белый слон · c5 чёрная пешка · e4 белая пешка · f3 белый конь · a2 белая пешка · b2 белая пешка · c2 белая пешка · d2 белая пешка · f2 белая пешка · g2 белая пешка · h2 белая пешка · a1 белая ладья · b1 белый конь · c1 белый слон · d1 белый ферзь · e1 белый король · h1 белая ладья | a8 чёрная ладья · b8 чёрный конь · c8 чёрный слон · d8 чёрный ферзь · e8 чёрный король · f8 чёрный слон · g8 чёрный конь · h8 чёрная ладья · a7 чёрная пешка · b7 чёрная пешка · e7 чёрная пешка · f7 чёрная пешка · g7 чёрная пешка · h7 чёрная пешка · d6 чёрная пешка · b5 белый слон · c5 чёрная пешка · e4 белая пешка · f3 белый конь · a2 белая пешка · b2 белая пешка · c2 белая пешка · d2 белая пешка · f2 белая пешка · g2 белая пешка · h2 белая пешка · a1 белая ладья · b1 белый конь · c1 белый слон · d1 белый ферзь · e1 белый король · h1 белая ладья | a8 чёрная ладья · b8 чёрный конь · c8 чёрный слон · d8 чёрный ферзь · e8 чёрный король · f8 чёрный слон · g8 чёрный конь · h8 чёрная ладья · a7 чёрная пешка · b7 чёрная пешка · e7 чёрная пешка · f7 чёрная пешка · g7 чёрная пешка · h7 чёрная пешка · d6 чёрная пешка · b5 белый слон · c5 чёрная пешка · e4 белая пешка · f3 белый конь · a2 белая пешка · b2 белая пешка · c2 белая пешка · d2 белая пешка · f2 белая пешка · g2 белая пешка · h2 белая пешка · a1 белая ладья · b1 белый конь · c1 белый слон · d1 белый ферзь · e1 белый король · h1 белая ладья | 8 |
| 7 | a8 чёрная ладья · b8 чёрный конь · c8 чёрный слон · d8 чёрный ферзь · e8 чёрный король · f8 чёрный слон · g8 чёрный конь · h8 чёрная ладья · a7 чёрная пешка · b7 чёрная пешка · e7 чёрная пешка · f7 чёрная пешка · g7 чёрная пешка · h7 чёрная пешка · d6 чёрная пешка · b5 белый слон · c5 чёрная пешка · e4 белая пешка · f3 белый конь · a2 белая пешка · b2 белая пешка · c2 белая пешка · d2 белая пешка · f2 белая пешка · g2 белая пешка · h2 белая пешка · a1 белая ладья · b1 белый конь · c1 белый слон · d1 белый ферзь · e1 белый король · h1 белая ладья | a8 чёрная ладья · b8 чёрный конь · c8 чёрный слон · d8 чёрный ферзь · e8 чёрный король · f8 чёрный слон · g8 чёрный конь · h8 чёрная ладья · a7 чёрная пешка · b7 чёрная пешка · e7 чёрная пешка · f7 чёрная пешка · g7 чёрная пешка · h7 чёрная пешка · d6 чёрная пешка · b5 белый слон · c5 чёрная пешка · e4 белая пешка · f3 белый конь · a2 белая пешка · b2 белая пешка · c2 белая пешка · d2 белая пешка · f2 белая пешка · g2 белая пешка · h2 белая пешка · a1 белая ладья · b1 белый конь · c1 белый слон · d1 белый ферзь · e1 белый король · h1 белая ладья | a8 чёрная ладья · b8 чёрный конь · c8 чёрный слон · d8 чёрный ферзь · e8 чёрный король · f8 чёрный слон · g8 чёрный конь · h8 чёрная ладья · a7 чёрная пешка · b7 чёрная пешка · e7 чёрная пешка · f7 чёрная пешка · g7 чёрная пешка · h7 чёрная пешка · d6 чёрная пешка · b5 белый слон · c5 чёрная пешка · e4 белая пешка · f3 белый конь · a2 белая пешка · b2 белая пешка · c2 белая пешка · d2 белая пешка · f2 белая пешка · g2 белая пешка · h2 белая пешка · a1 белая ладья · b1 белый конь · c1 белый слон · d1 белый ферзь · e1 белый король · h1 белая ладья | a8 чёрная ладья · b8 чёрный конь · c8 чёрный слон · d8 чёрный ферзь · e8 чёрный король · f8 чёрный слон · g8 чёрный конь · h8 чёрная ладья · a7 чёрная пешка · b7 чёрная пешка · e7 чёрная пешка · f7 чёрная пешка · g7 чёрная пешка · h7 чёрная пешка · d6 чёрная пешка · b5 белый слон · c5 чёрная пешка · e4 белая пешка · f3 белый конь · a2 белая пешка · b2 белая пешка · c2 белая пешка · d2 белая пешка · f2 белая пешка · g2 белая пешка · h2 белая пешка · a1 белая ладья · b1 белый конь · c1 белый слон · d1 белый ферзь · e1 белый король · h1 белая ладья | a8 чёрная ладья · b8 чёрный конь · c8 чёрный слон · d8 чёрный ферзь · e8 чёрный король · f8 чёрный слон · g8 чёрный конь · h8 чёрная ладья · a7 чёрная пешка · b7 чёрная пешка · e7 чёрная пешка · f7 чёрная пешка · g7 чёрная пешка · h7 чёрная пешка · d6 чёрная пешка · b5 белый слон · c5 чёрная пешка · e4 белая пешка · f3 белый конь · a2 белая пешка · b2 белая пешка · c2 белая пешка · d2 белая пешка · f2 белая пешка · g2 белая пешка · h2 белая пешка · a1 белая ладья · b1 белый конь · c1 белый слон · d1 белый ферзь · e1 белый король · h1 белая ладья | a8 чёрная ладья · b8 чёрный конь · c8 чёрный слон · d8 чёрный ферзь · e8 чёрный король · f8 чёрный слон · g8 чёрный конь · h8 чёрная ладья · a7 чёрная пешка · b7 чёрная пешка · e7 чёрная пешка · f7 чёрная пешка · g7 чёрная пешка · h7 чёрная пешка · d6 чёрная пешка · b5 белый слон · c5 чёрная пешка · e4 белая пешка · f3 белый конь · a2 белая пешка · b2 белая пешка · c2 белая пешка · d2 белая пешка · f2 белая пешка · g2 белая пешка · h2 белая пешка · a1 белая ладья · b1 белый конь · c1 белый слон · d1 белый ферзь · e1 белый король · h1 белая ладья | a8 чёрная ладья · b8 чёрный конь · c8 чёрный слон · d8 чёрный ферзь · e8 чёрный король · f8 чёрный слон · g8 чёрный конь · h8 чёрная ладья · a7 чёрная пешка · b7 чёрная пешка · e7 чёрная пешка · f7 чёрная пешка · g7 чёрная пешка · h7 чёрная пешка · d6 чёрная пешка · b5 белый слон · c5 чёрная пешка · e4 белая пешка · f3 белый конь · a2 белая пешка · b2 белая пешка · c2 белая пешка · d2 белая пешка · f2 белая пешка · g2 белая пешка · h2 белая пешка · a1 белая ладья · b1 белый конь · c1 белый слон · d1 белый ферзь · e1 белый король · h1 белая ладья | a8 чёрная ладья · b8 чёрный конь · c8 чёрный слон · d8 чёрный ферзь · e8 чёрный король · f8 чёрный слон · g8 чёрный конь · h8 чёрная ладья · a7 чёрная пешка · b7 чёрная пешка · e7 чёрная пешка · f7 чёрная пешка · g7 чёрная пешка · h7 чёрная пешка · d6 чёрная пешка · b5 белый слон · c5 чёрная пешка · e4 белая пешка · f3 белый конь · a2 белая пешка · b2 белая пешка · c2 белая пешка · d2 белая пешка · f2 белая пешка · g2 белая пешка · h2 белая пешка · a1 белая ладья · b1 белый конь · c1 белый слон · d1 белый ферзь · e1 белый король · h1 белая ладья | 7 |
| 6 | a8 чёрная ладья · b8 чёрный конь · c8 чёрный слон · d8 чёрный ферзь · e8 чёрный король · f8 чёрный слон · g8 чёрный конь · h8 чёрная ладья · a7 чёрная пешка · b7 чёрная пешка · e7 чёрная пешка · f7 чёрная пешка · g7 чёрная пешка · h7 чёрная пешка · d6 чёрная пешка · b5 белый слон · c5 чёрная пешка · e4 белая пешка · f3 белый конь · a2 белая пешка · b2 белая пешка · c2 белая пешка · d2 белая пешка · f2 белая пешка · g2 белая пешка · h2 белая пешка · a1 белая ладья · b1 белый конь · c1 белый слон · d1 белый ферзь · e1 белый король · h1 белая ладья | a8 чёрная ладья · b8 чёрный конь · c8 чёрный слон · d8 чёрный ферзь · e8 чёрный король · f8 чёрный слон · g8 чёрный конь · h8 чёрная ладья · a7 чёрная пешка · b7 чёрная пешка · e7 чёрная пешка · f7 чёрная пешка · g7 чёрная пешка · h7 чёрная пешка · d6 чёрная пешка · b5 белый слон · c5 чёрная пешка · e4 белая пешка · f3 белый конь · a2 белая пешка · b2 белая пешка · c2 белая пешка · d2 белая пешка · f2 белая пешка · g2 белая пешка · h2 белая пешка · a1 белая ладья · b1 белый конь · c1 белый слон · d1 белый ферзь · e1 белый король · h1 белая ладья | a8 чёрная ладья · b8 чёрный конь · c8 чёрный слон · d8 чёрный ферзь · e8 чёрный король · f8 чёрный слон · g8 чёрный конь · h8 чёрная ладья · a7 чёрная пешка · b7 чёрная пешка · e7 чёрная пешка · f7 чёрная пешка · g7 чёрная пешка · h7 чёрная пешка · d6 чёрная пешка · b5 белый слон · c5 чёрная пешка · e4 белая пешка · f3 белый конь · a2 белая пешка · b2 белая пешка · c2 белая пешка · d2 белая пешка · f2 белая пешка · g2 белая пешка · h2 белая пешка · a1 белая ладья · b1 белый конь · c1 белый слон · d1 белый ферзь · e1 белый король · h1 белая ладья | a8 чёрная ладья · b8 чёрный конь · c8 чёрный слон · d8 чёрный ферзь · e8 чёрный король · f8 чёрный слон · g8 чёрный конь · h8 чёрная ладья · a7 чёрная пешка · b7 чёрная пешка · e7 чёрная пешка · f7 чёрная пешка · g7 чёрная пешка · h7 чёрная пешка · d6 чёрная пешка · b5 белый слон · c5 чёрная пешка · e4 белая пешка · f3 белый конь · a2 белая пешка · b2 белая пешка · c2 белая пешка · d2 белая пешка · f2 белая пешка · g2 белая пешка · h2 белая пешка · a1 белая ладья · b1 белый конь · c1 белый слон · d1 белый ферзь · e1 белый король · h1 белая ладья | a8 чёрная ладья · b8 чёрный конь · c8 чёрный слон · d8 чёрный ферзь · e8 чёрный король · f8 чёрный слон · g8 чёрный конь · h8 чёрная ладья · a7 чёрная пешка · b7 чёрная пешка · e7 чёрная пешка · f7 чёрная пешка · g7 чёрная пешка · h7 чёрная пешка · d6 чёрная пешка · b5 белый слон · c5 чёрная пешка · e4 белая пешка · f3 белый конь · a2 белая пешка · b2 белая пешка · c2 белая пешка · d2 белая пешка · f2 белая пешка · g2 белая пешка · h2 белая пешка · a1 белая ладья · b1 белый конь · c1 белый слон · d1 белый ферзь · e1 белый король · h1 белая ладья | a8 чёрная ладья · b8 чёрный конь · c8 чёрный слон · d8 чёрный ферзь · e8 чёрный король · f8 чёрный слон · g8 чёрный конь · h8 чёрная ладья · a7 чёрная пешка · b7 чёрная пешка · e7 чёрная пешка · f7 чёрная пешка · g7 чёрная пешка · h7 чёрная пешка · d6 чёрная пешка · b5 белый слон · c5 чёрная пешка · e4 белая пешка · f3 белый конь · a2 белая пешка · b2 белая пешка · c2 белая пешка · d2 белая пешка · f2 белая пешка · g2 белая пешка · h2 белая пешка · a1 белая ладья · b1 белый конь · c1 белый слон · d1 белый ферзь · e1 белый король · h1 белая ладья | a8 чёрная ладья · b8 чёрный конь · c8 чёрный слон · d8 чёрный ферзь · e8 чёрный король · f8 чёрный слон · g8 чёрный конь · h8 чёрная ладья · a7 чёрная пешка · b7 чёрная пешка · e7 чёрная пешка · f7 чёрная пешка · g7 чёрная пешка · h7 чёрная пешка · d6 чёрная пешка · b5 белый слон · c5 чёрная пешка · e4 белая пешка · f3 белый конь · a2 белая пешка · b2 белая пешка · c2 белая пешка · d2 белая пешка · f2 белая пешка · g2 белая пешка · h2 белая пешка · a1 белая ладья · b1 белый конь · c1 белый слон · d1 белый ферзь · e1 белый король · h1 белая ладья | a8 чёрная ладья · b8 чёрный конь · c8 чёрный слон · d8 чёрный ферзь · e8 чёрный король · f8 чёрный слон · g8 чёрный конь · h8 чёрная ладья · a7 чёрная пешка · b7 чёрная пешка · e7 чёрная пешка · f7 чёрная пешка · g7 чёрная пешка · h7 чёрная пешка · d6 чёрная пешка · b5 белый слон · c5 чёрная пешка · e4 белая пешка · f3 белый конь · a2 белая пешка · b2 белая пешка · c2 белая пешка · d2 белая пешка · f2 белая пешка · g2 белая пешка · h2 белая пешка · a1 белая ладья · b1 белый конь · c1 белый слон · d1 белый ферзь · e1 белый король · h1 белая ладья | 6 |
| 5 | a8 чёрная ладья · b8 чёрный конь · c8 чёрный слон · d8 чёрный ферзь · e8 чёрный король · f8 чёрный слон · g8 чёрный конь · h8 чёрная ладья · a7 чёрная пешка · b7 чёрная пешка · e7 чёрная пешка · f7 чёрная пешка · g7 чёрная пешка · h7 чёрная пешка · d6 чёрная пешка · b5 белый слон · c5 чёрная пешка · e4 белая пешка · f3 белый конь · a2 белая пешка · b2 белая пешка · c2 белая пешка · d2 белая пешка · f2 белая пешка · g2 белая пешка · h2 белая пешка · a1 белая ладья · b1 белый конь · c1 белый слон · d1 белый ферзь · e1 белый король · h1 белая ладья | a8 чёрная ладья · b8 чёрный конь · c8 чёрный слон · d8 чёрный ферзь · e8 чёрный король · f8 чёрный слон · g8 чёрный конь · h8 чёрная ладья · a7 чёрная пешка · b7 чёрная пешка · e7 чёрная пешка · f7 чёрная пешка · g7 чёрная пешка · h7 чёрная пешка · d6 чёрная пешка · b5 белый слон · c5 чёрная пешка · e4 белая пешка · f3 белый конь · a2 белая пешка · b2 белая пешка · c2 белая пешка · d2 белая пешка · f2 белая пешка · g2 белая пешка · h2 белая пешка · a1 белая ладья · b1 белый конь · c1 белый слон · d1 белый ферзь · e1 белый король · h1 белая ладья | a8 чёрная ладья · b8 чёрный конь · c8 чёрный слон · d8 чёрный ферзь · e8 чёрный король · f8 чёрный слон · g8 чёрный конь · h8 чёрная ладья · a7 чёрная пешка · b7 чёрная пешка · e7 чёрная пешка · f7 чёрная пешка · g7 чёрная пешка · h7 чёрная пешка · d6 чёрная пешка · b5 белый слон · c5 чёрная пешка · e4 белая пешка · f3 белый конь · a2 белая пешка · b2 белая пешка · c2 белая пешка · d2 белая пешка · f2 белая пешка · g2 белая пешка · h2 белая пешка · a1 белая ладья · b1 белый конь · c1 белый слон · d1 белый ферзь · e1 белый король · h1 белая ладья | a8 чёрная ладья · b8 чёрный конь · c8 чёрный слон · d8 чёрный ферзь · e8 чёрный король · f8 чёрный слон · g8 чёрный конь · h8 чёрная ладья · a7 чёрная пешка · b7 чёрная пешка · e7 чёрная пешка · f7 чёрная пешка · g7 чёрная пешка · h7 чёрная пешка · d6 чёрная пешка · b5 белый слон · c5 чёрная пешка · e4 белая пешка · f3 белый конь · a2 белая пешка · b2 белая пешка · c2 белая пешка · d2 белая пешка · f2 белая пешка · g2 белая пешка · h2 белая пешка · a1 белая ладья · b1 белый конь · c1 белый слон · d1 белый ферзь · e1 белый король · h1 белая ладья | a8 чёрная ладья · b8 чёрный конь · c8 чёрный слон · d8 чёрный ферзь · e8 чёрный король · f8 чёрный слон · g8 чёрный конь · h8 чёрная ладья · a7 чёрная пешка · b7 чёрная пешка · e7 чёрная пешка · f7 чёрная пешка · g7 чёрная пешка · h7 чёрная пешка · d6 чёрная пешка · b5 белый слон · c5 чёрная пешка · e4 белая пешка · f3 белый конь · a2 белая пешка · b2 белая пешка · c2 белая пешка · d2 белая пешка · f2 белая пешка · g2 белая пешка · h2 белая пешка · a1 белая ладья · b1 белый конь · c1 белый слон · d1 белый ферзь · e1 белый король · h1 белая ладья | a8 чёрная ладья · b8 чёрный конь · c8 чёрный слон · d8 чёрный ферзь · e8 чёрный король · f8 чёрный слон · g8 чёрный конь · h8 чёрная ладья · a7 чёрная пешка · b7 чёрная пешка · e7 чёрная пешка · f7 чёрная пешка · g7 чёрная пешка · h7 чёрная пешка · d6 чёрная пешка · b5 белый слон · c5 чёрная пешка · e4 белая пешка · f3 белый конь · a2 белая пешка · b2 белая пешка · c2 белая пешка · d2 белая пешка · f2 белая пешка · g2 белая пешка · h2 белая пешка · a1 белая ладья · b1 белый конь · c1 белый слон · d1 белый ферзь · e1 белый король · h1 белая ладья | a8 чёрная ладья · b8 чёрный конь · c8 чёрный слон · d8 чёрный ферзь · e8 чёрный король · f8 чёрный слон · g8 чёрный конь · h8 чёрная ладья · a7 чёрная пешка · b7 чёрная пешка · e7 чёрная пешка · f7 чёрная пешка · g7 чёрная пешка · h7 чёрная пешка · d6 чёрная пешка · b5 белый слон · c5 чёрная пешка · e4 белая пешка · f3 белый конь · a2 белая пешка · b2 белая пешка · c2 белая пешка · d2 белая пешка · f2 белая пешка · g2 белая пешка · h2 белая пешка · a1 белая ладья · b1 белый конь · c1 белый слон · d1 белый ферзь · e1 белый король · h1 белая ладья | a8 чёрная ладья · b8 чёрный конь · c8 чёрный слон · d8 чёрный ферзь · e8 чёрный король · f8 чёрный слон · g8 чёрный конь · h8 чёрная ладья · a7 чёрная пешка · b7 чёрная пешка · e7 чёрная пешка · f7 чёрная пешка · g7 чёрная пешка · h7 чёрная пешка · d6 чёрная пешка · b5 белый слон · c5 чёрная пешка · e4 белая пешка · f3 белый конь · a2 белая пешка · b2 белая пешка · c2 белая пешка · d2 белая пешка · f2 белая пешка · g2 белая пешка · h2 белая пешка · a1 белая ладья · b1 белый конь · c1 белый слон · d1 белый ферзь · e1 белый король · h1 белая ладья | 5 |
| 4 | a8 чёрная ладья · b8 чёрный конь · c8 чёрный слон · d8 чёрный ферзь · e8 чёрный король · f8 чёрный слон · g8 чёрный конь · h8 чёрная ладья · a7 чёрная пешка · b7 чёрная пешка · e7 чёрная пешка · f7 чёрная пешка · g7 чёрная пешка · h7 чёрная пешка · d6 чёрная пешка · b5 белый слон · c5 чёрная пешка · e4 белая пешка · f3 белый конь · a2 белая пешка · b2 белая пешка · c2 белая пешка · d2 белая пешка · f2 белая пешка · g2 белая пешка · h2 белая пешка · a1 белая ладья · b1 белый конь · c1 белый слон · d1 белый ферзь · e1 белый король · h1 белая ладья | a8 чёрная ладья · b8 чёрный конь · c8 чёрный слон · d8 чёрный ферзь · e8 чёрный король · f8 чёрный слон · g8 чёрный конь · h8 чёрная ладья · a7 чёрная пешка · b7 чёрная пешка · e7 чёрная пешка · f7 чёрная пешка · g7 чёрная пешка · h7 чёрная пешка · d6 чёрная пешка · b5 белый слон · c5 чёрная пешка · e4 белая пешка · f3 белый конь · a2 белая пешка · b2 белая пешка · c2 белая пешка · d2 белая пешка · f2 белая пешка · g2 белая пешка · h2 белая пешка · a1 белая ладья · b1 белый конь · c1 белый слон · d1 белый ферзь · e1 белый король · h1 белая ладья | a8 чёрная ладья · b8 чёрный конь · c8 чёрный слон · d8 чёрный ферзь · e8 чёрный король · f8 чёрный слон · g8 чёрный конь · h8 чёрная ладья · a7 чёрная пешка · b7 чёрная пешка · e7 чёрная пешка · f7 чёрная пешка · g7 чёрная пешка · h7 чёрная пешка · d6 чёрная пешка · b5 белый слон · c5 чёрная пешка · e4 белая пешка · f3 белый конь · a2 белая пешка · b2 белая пешка · c2 белая пешка · d2 белая пешка · f2 белая пешка · g2 белая пешка · h2 белая пешка · a1 белая ладья · b1 белый конь · c1 белый слон · d1 белый ферзь · e1 белый король · h1 белая ладья | a8 чёрная ладья · b8 чёрный конь · c8 чёрный слон · d8 чёрный ферзь · e8 чёрный король · f8 чёрный слон · g8 чёрный конь · h8 чёрная ладья · a7 чёрная пешка · b7 чёрная пешка · e7 чёрная пешка · f7 чёрная пешка · g7 чёрная пешка · h7 чёрная пешка · d6 чёрная пешка · b5 белый слон · c5 чёрная пешка · e4 белая пешка · f3 белый конь · a2 белая пешка · b2 белая пешка · c2 белая пешка · d2 белая пешка · f2 белая пешка · g2 белая пешка · h2 белая пешка · a1 белая ладья · b1 белый конь · c1 белый слон · d1 белый ферзь · e1 белый король · h1 белая ладья | a8 чёрная ладья · b8 чёрный конь · c8 чёрный слон · d8 чёрный ферзь · e8 чёрный король · f8 чёрный слон · g8 чёрный конь · h8 чёрная ладья · a7 чёрная пешка · b7 чёрная пешка · e7 чёрная пешка · f7 чёрная пешка · g7 чёрная пешка · h7 чёрная пешка · d6 чёрная пешка · b5 белый слон · c5 чёрная пешка · e4 белая пешка · f3 белый конь · a2 белая пешка · b2 белая пешка · c2 белая пешка · d2 белая пешка · f2 белая пешка · g2 белая пешка · h2 белая пешка · a1 белая ладья · b1 белый конь · c1 белый слон · d1 белый ферзь · e1 белый король · h1 белая ладья | a8 чёрная ладья · b8 чёрный конь · c8 чёрный слон · d8 чёрный ферзь · e8 чёрный король · f8 чёрный слон · g8 чёрный конь · h8 чёрная ладья · a7 чёрная пешка · b7 чёрная пешка · e7 чёрная пешка · f7 чёрная пешка · g7 чёрная пешка · h7 чёрная пешка · d6 чёрная пешка · b5 белый слон · c5 чёрная пешка · e4 белая пешка · f3 белый конь · a2 белая пешка · b2 белая пешка · c2 белая пешка · d2 белая пешка · f2 белая пешка · g2 белая пешка · h2 белая пешка · a1 белая ладья · b1 белый конь · c1 белый слон · d1 белый ферзь · e1 белый король · h1 белая ладья | a8 чёрная ладья · b8 чёрный конь · c8 чёрный слон · d8 чёрный ферзь · e8 чёрный король · f8 чёрный слон · g8 чёрный конь · h8 чёрная ладья · a7 чёрная пешка · b7 чёрная пешка · e7 чёрная пешка · f7 чёрная пешка · g7 чёрная пешка · h7 чёрная пешка · d6 чёрная пешка · b5 белый слон · c5 чёрная пешка · e4 белая пешка · f3 белый конь · a2 белая пешка · b2 белая пешка · c2 белая пешка · d2 белая пешка · f2 белая пешка · g2 белая пешка · h2 белая пешка · a1 белая ладья · b1 белый конь · c1 белый слон · d1 белый ферзь · e1 белый король · h1 белая ладья | a8 чёрная ладья · b8 чёрный конь · c8 чёрный слон · d8 чёрный ферзь · e8 чёрный король · f8 чёрный слон · g8 чёрный конь · h8 чёрная ладья · a7 чёрная пешка · b7 чёрная пешка · e7 чёрная пешка · f7 чёрная пешка · g7 чёрная пешка · h7 чёрная пешка · d6 чёрная пешка · b5 белый слон · c5 чёрная пешка · e4 белая пешка · f3 белый конь · a2 белая пешка · b2 белая пешка · c2 белая пешка · d2 белая пешка · f2 белая пешка · g2 белая пешка · h2 белая пешка · a1 белая ладья · b1 белый конь · c1 белый слон · d1 белый ферзь · e1 белый король · h1 белая ладья | 4 |
| 3 | a8 чёрная ладья · b8 чёрный конь · c8 чёрный слон · d8 чёрный ферзь · e8 чёрный король · f8 чёрный слон · g8 чёрный конь · h8 чёрная ладья · a7 чёрная пешка · b7 чёрная пешка · e7 чёрная пешка · f7 чёрная пешка · g7 чёрная пешка · h7 чёрная пешка · d6 чёрная пешка · b5 белый слон · c5 чёрная пешка · e4 белая пешка · f3 белый конь · a2 белая пешка · b2 белая пешка · c2 белая пешка · d2 белая пешка · f2 белая пешка · g2 белая пешка · h2 белая пешка · a1 белая ладья · b1 белый конь · c1 белый слон · d1 белый ферзь · e1 белый король · h1 белая ладья | a8 чёрная ладья · b8 чёрный конь · c8 чёрный слон · d8 чёрный ферзь · e8 чёрный король · f8 чёрный слон · g8 чёрный конь · h8 чёрная ладья · a7 чёрная пешка · b7 чёрная пешка · e7 чёрная пешка · f7 чёрная пешка · g7 чёрная пешка · h7 чёрная пешка · d6 чёрная пешка · b5 белый слон · c5 чёрная пешка · e4 белая пешка · f3 белый конь · a2 белая пешка · b2 белая пешка · c2 белая пешка · d2 белая пешка · f2 белая пешка · g2 белая пешка · h2 белая пешка · a1 белая ладья · b1 белый конь · c1 белый слон · d1 белый ферзь · e1 белый король · h1 белая ладья | a8 чёрная ладья · b8 чёрный конь · c8 чёрный слон · d8 чёрный ферзь · e8 чёрный король · f8 чёрный слон · g8 чёрный конь · h8 чёрная ладья · a7 чёрная пешка · b7 чёрная пешка · e7 чёрная пешка · f7 чёрная пешка · g7 чёрная пешка · h7 чёрная пешка · d6 чёрная пешка · b5 белый слон · c5 чёрная пешка · e4 белая пешка · f3 белый конь · a2 белая пешка · b2 белая пешка · c2 белая пешка · d2 белая пешка · f2 белая пешка · g2 белая пешка · h2 белая пешка · a1 белая ладья · b1 белый конь · c1 белый слон · d1 белый ферзь · e1 белый король · h1 белая ладья | a8 чёрная ладья · b8 чёрный конь · c8 чёрный слон · d8 чёрный ферзь · e8 чёрный король · f8 чёрный слон · g8 чёрный конь · h8 чёрная ладья · a7 чёрная пешка · b7 чёрная пешка · e7 чёрная пешка · f7 чёрная пешка · g7 чёрная пешка · h7 чёрная пешка · d6 чёрная пешка · b5 белый слон · c5 чёрная пешка · e4 белая пешка · f3 белый конь · a2 белая пешка · b2 белая пешка · c2 белая пешка · d2 белая пешка · f2 белая пешка · g2 белая пешка · h2 белая пешка · a1 белая ладья · b1 белый конь · c1 белый слон · d1 белый ферзь · e1 белый король · h1 белая ладья | a8 чёрная ладья · b8 чёрный конь · c8 чёрный слон · d8 чёрный ферзь · e8 чёрный король · f8 чёрный слон · g8 чёрный конь · h8 чёрная ладья · a7 чёрная пешка · b7 чёрная пешка · e7 чёрная пешка · f7 чёрная пешка · g7 чёрная пешка · h7 чёрная пешка · d6 чёрная пешка · b5 белый слон · c5 чёрная пешка · e4 белая пешка · f3 белый конь · a2 белая пешка · b2 белая пешка · c2 белая пешка · d2 белая пешка · f2 белая пешка · g2 белая пешка · h2 белая пешка · a1 белая ладья · b1 белый конь · c1 белый слон · d1 белый ферзь · e1 белый король · h1 белая ладья | a8 чёрная ладья · b8 чёрный конь · c8 чёрный слон · d8 чёрный ферзь · e8 чёрный король · f8 чёрный слон · g8 чёрный конь · h8 чёрная ладья · a7 чёрная пешка · b7 чёрная пешка · e7 чёрная пешка · f7 чёрная пешка · g7 чёрная пешка · h7 чёрная пешка · d6 чёрная пешка · b5 белый слон · c5 чёрная пешка · e4 белая пешка · f3 белый конь · a2 белая пешка · b2 белая пешка · c2 белая пешка · d2 белая пешка · f2 белая пешка · g2 белая пешка · h2 белая пешка · a1 белая ладья · b1 белый конь · c1 белый слон · d1 белый ферзь · e1 белый король · h1 белая ладья | a8 чёрная ладья · b8 чёрный конь · c8 чёрный слон · d8 чёрный ферзь · e8 чёрный король · f8 чёрный слон · g8 чёрный конь · h8 чёрная ладья · a7 чёрная пешка · b7 чёрная пешка · e7 чёрная пешка · f7 чёрная пешка · g7 чёрная пешка · h7 чёрная пешка · d6 чёрная пешка · b5 белый слон · c5 чёрная пешка · e4 белая пешка · f3 белый конь · a2 белая пешка · b2 белая пешка · c2 белая пешка · d2 белая пешка · f2 белая пешка · g2 белая пешка · h2 белая пешка · a1 белая ладья · b1 белый конь · c1 белый слон · d1 белый ферзь · e1 белый король · h1 белая ладья | a8 чёрная ладья · b8 чёрный конь · c8 чёрный слон · d8 чёрный ферзь · e8 чёрный король · f8 чёрный слон · g8 чёрный конь · h8 чёрная ладья · a7 чёрная пешка · b7 чёрная пешка · e7 чёрная пешка · f7 чёрная пешка · g7 чёрная пешка · h7 чёрная пешка · d6 чёрная пешка · b5 белый слон · c5 чёрная пешка · e4 белая пешка · f3 белый конь · a2 белая пешка · b2 белая пешка · c2 белая пешка · d2 белая пешка · f2 белая пешка · g2 белая пешка · h2 белая пешка · a1 белая ладья · b1 белый конь · c1 белый слон · d1 белый ферзь · e1 белый король · h1 белая ладья | 3 |
| 2 | a8 чёрная ладья · b8 чёрный конь · c8 чёрный слон · d8 чёрный ферзь · e8 чёрный король · f8 чёрный слон · g8 чёрный конь · h8 чёрная ладья · a7 чёрная пешка · b7 чёрная пешка · e7 чёрная пешка · f7 чёрная пешка · g7 чёрная пешка · h7 чёрная пешка · d6 чёрная пешка · b5 белый слон · c5 чёрная пешка · e4 белая пешка · f3 белый конь · a2 белая пешка · b2 белая пешка · c2 белая пешка · d2 белая пешка · f2 белая пешка · g2 белая пешка · h2 белая пешка · a1 белая ладья · b1 белый конь · c1 белый слон · d1 белый ферзь · e1 белый король · h1 белая ладья | a8 чёрная ладья · b8 чёрный конь · c8 чёрный слон · d8 чёрный ферзь · e8 чёрный король · f8 чёрный слон · g8 чёрный конь · h8 чёрная ладья · a7 чёрная пешка · b7 чёрная пешка · e7 чёрная пешка · f7 чёрная пешка · g7 чёрная пешка · h7 чёрная пешка · d6 чёрная пешка · b5 белый слон · c5 чёрная пешка · e4 белая пешка · f3 белый конь · a2 белая пешка · b2 белая пешка · c2 белая пешка · d2 белая пешка · f2 белая пешка · g2 белая пешка · h2 белая пешка · a1 белая ладья · b1 белый конь · c1 белый слон · d1 белый ферзь · e1 белый король · h1 белая ладья | a8 чёрная ладья · b8 чёрный конь · c8 чёрный слон · d8 чёрный ферзь · e8 чёрный король · f8 чёрный слон · g8 чёрный конь · h8 чёрная ладья · a7 чёрная пешка · b7 чёрная пешка · e7 чёрная пешка · f7 чёрная пешка · g7 чёрная пешка · h7 чёрная пешка · d6 чёрная пешка · b5 белый слон · c5 чёрная пешка · e4 белая пешка · f3 белый конь · a2 белая пешка · b2 белая пешка · c2 белая пешка · d2 белая пешка · f2 белая пешка · g2 белая пешка · h2 белая пешка · a1 белая ладья · b1 белый конь · c1 белый слон · d1 белый ферзь · e1 белый король · h1 белая ладья | a8 чёрная ладья · b8 чёрный конь · c8 чёрный слон · d8 чёрный ферзь · e8 чёрный король · f8 чёрный слон · g8 чёрный конь · h8 чёрная ладья · a7 чёрная пешка · b7 чёрная пешка · e7 чёрная пешка · f7 чёрная пешка · g7 чёрная пешка · h7 чёрная пешка · d6 чёрная пешка · b5 белый слон · c5 чёрная пешка · e4 белая пешка · f3 белый конь · a2 белая пешка · b2 белая пешка · c2 белая пешка · d2 белая пешка · f2 белая пешка · g2 белая пешка · h2 белая пешка · a1 белая ладья · b1 белый конь · c1 белый слон · d1 белый ферзь · e1 белый король · h1 белая ладья | a8 чёрная ладья · b8 чёрный конь · c8 чёрный слон · d8 чёрный ферзь · e8 чёрный король · f8 чёрный слон · g8 чёрный конь · h8 чёрная ладья · a7 чёрная пешка · b7 чёрная пешка · e7 чёрная пешка · f7 чёрная пешка · g7 чёрная пешка · h7 чёрная пешка · d6 чёрная пешка · b5 белый слон · c5 чёрная пешка · e4 белая пешка · f3 белый конь · a2 белая пешка · b2 белая пешка · c2 белая пешка · d2 белая пешка · f2 белая пешка · g2 белая пешка · h2 белая пешка · a1 белая ладья · b1 белый конь · c1 белый слон · d1 белый ферзь · e1 белый король · h1 белая ладья | a8 чёрная ладья · b8 чёрный конь · c8 чёрный слон · d8 чёрный ферзь · e8 чёрный король · f8 чёрный слон · g8 чёрный конь · h8 чёрная ладья · a7 чёрная пешка · b7 чёрная пешка · e7 чёрная пешка · f7 чёрная пешка · g7 чёрная пешка · h7 чёрная пешка · d6 чёрная пешка · b5 белый слон · c5 чёрная пешка · e4 белая пешка · f3 белый конь · a2 белая пешка · b2 белая пешка · c2 белая пешка · d2 белая пешка · f2 белая пешка · g2 белая пешка · h2 белая пешка · a1 белая ладья · b1 белый конь · c1 белый слон · d1 белый ферзь · e1 белый король · h1 белая ладья | a8 чёрная ладья · b8 чёрный конь · c8 чёрный слон · d8 чёрный ферзь · e8 чёрный король · f8 чёрный слон · g8 чёрный конь · h8 чёрная ладья · a7 чёрная пешка · b7 чёрная пешка · e7 чёрная пешка · f7 чёрная пешка · g7 чёрная пешка · h7 чёрная пешка · d6 чёрная пешка · b5 белый слон · c5 чёрная пешка · e4 белая пешка · f3 белый конь · a2 белая пешка · b2 белая пешка · c2 белая пешка · d2 белая пешка · f2 белая пешка · g2 белая пешка · h2 белая пешка · a1 белая ладья · b1 белый конь · c1 белый слон · d1 белый ферзь · e1 белый король · h1 белая ладья | a8 чёрная ладья · b8 чёрный конь · c8 чёрный слон · d8 чёрный ферзь · e8 чёрный король · f8 чёрный слон · g8 чёрный конь · h8 чёрная ладья · a7 чёрная пешка · b7 чёрная пешка · e7 чёрная пешка · f7 чёрная пешка · g7 чёрная пешка · h7 чёрная пешка · d6 чёрная пешка · b5 белый слон · c5 чёрная пешка · e4 белая пешка · f3 белый конь · a2 белая пешка · b2 белая пешка · c2 белая пешка · d2 белая пешка · f2 белая пешка · g2 белая пешка · h2 белая пешка · a1 белая ладья · b1 белый конь · c1 белый слон · d1 белый ферзь · e1 белый король · h1 белая ладья | 2 |
| 1 | a8 чёрная ладья · b8 чёрный конь · c8 чёрный слон · d8 чёрный ферзь · e8 чёрный король · f8 чёрный слон · g8 чёрный конь · h8 чёрная ладья · a7 чёрная пешка · b7 чёрная пешка · e7 чёрная пешка · f7 чёрная пешка · g7 чёрная пешка · h7 чёрная пешка · d6 чёрная пешка · b5 белый слон · c5 чёрная пешка · e4 белая пешка · f3 белый конь · a2 белая пешка · b2 белая пешка · c2 белая пешка · d2 белая пешка · f2 белая пешка · g2 белая пешка · h2 белая пешка · a1 белая ладья · b1 белый конь · c1 белый слон · d1 белый ферзь · e1 белый король · h1 белая ладья | a8 чёрная ладья · b8 чёрный конь · c8 чёрный слон · d8 чёрный ферзь · e8 чёрный король · f8 чёрный слон · g8 чёрный конь · h8 чёрная ладья · a7 чёрная пешка · b7 чёрная пешка · e7 чёрная пешка · f7 чёрная пешка · g7 чёрная пешка · h7 чёрная пешка · d6 чёрная пешка · b5 белый слон · c5 чёрная пешка · e4 белая пешка · f3 белый конь · a2 белая пешка · b2 белая пешка · c2 белая пешка · d2 белая пешка · f2 белая пешка · g2 белая пешка · h2 белая пешка · a1 белая ладья · b1 белый конь · c1 белый слон · d1 белый ферзь · e1 белый король · h1 белая ладья | a8 чёрная ладья · b8 чёрный конь · c8 чёрный слон · d8 чёрный ферзь · e8 чёрный король · f8 чёрный слон · g8 чёрный конь · h8 чёрная ладья · a7 чёрная пешка · b7 чёрная пешка · e7 чёрная пешка · f7 чёрная пешка · g7 чёрная пешка · h7 чёрная пешка · d6 чёрная пешка · b5 белый слон · c5 чёрная пешка · e4 белая пешка · f3 белый конь · a2 белая пешка · b2 белая пешка · c2 белая пешка · d2 белая пешка · f2 белая пешка · g2 белая пешка · h2 белая пешка · a1 белая ладья · b1 белый конь · c1 белый слон · d1 белый ферзь · e1 белый король · h1 белая ладья | a8 чёрная ладья · b8 чёрный конь · c8 чёрный слон · d8 чёрный ферзь · e8 чёрный король · f8 чёрный слон · g8 чёрный конь · h8 чёрная ладья · a7 чёрная пешка · b7 чёрная пешка · e7 чёрная пешка · f7 чёрная пешка · g7 чёрная пешка · h7 чёрная пешка · d6 чёрная пешка · b5 белый слон · c5 чёрная пешка · e4 белая пешка · f3 белый конь · a2 белая пешка · b2 белая пешка · c2 белая пешка · d2 белая пешка · f2 белая пешка · g2 белая пешка · h2 белая пешка · a1 белая ладья · b1 белый конь · c1 белый слон · d1 белый ферзь · e1 белый король · h1 белая ладья | a8 чёрная ладья · b8 чёрный конь · c8 чёрный слон · d8 чёрный ферзь · e8 чёрный король · f8 чёрный слон · g8 чёрный конь · h8 чёрная ладья · a7 чёрная пешка · b7 чёрная пешка · e7 чёрная пешка · f7 чёрная пешка · g7 чёрная пешка · h7 чёрная пешка · d6 чёрная пешка · b5 белый слон · c5 чёрная пешка · e4 белая пешка · f3 белый конь · a2 белая пешка · b2 белая пешка · c2 белая пешка · d2 белая пешка · f2 белая пешка · g2 белая пешка · h2 белая пешка · a1 белая ладья · b1 белый конь · c1 белый слон · d1 белый ферзь · e1 белый король · h1 белая ладья | a8 чёрная ладья · b8 чёрный конь · c8 чёрный слон · d8 чёрный ферзь · e8 чёрный король · f8 чёрный слон · g8 чёрный конь · h8 чёрная ладья · a7 чёрная пешка · b7 чёрная пешка · e7 чёрная пешка · f7 чёрная пешка · g7 чёрная пешка · h7 чёрная пешка · d6 чёрная пешка · b5 белый слон · c5 чёрная пешка · e4 белая пешка · f3 белый конь · a2 белая пешка · b2 белая пешка · c2 белая пешка · d2 белая пешка · f2 белая пешка · g2 белая пешка · h2 белая пешка · a1 белая ладья · b1 белый конь · c1 белый слон · d1 белый ферзь · e1 белый король · h1 белая ладья | a8 чёрная ладья · b8 чёрный конь · c8 чёрный слон · d8 чёрный ферзь · e8 чёрный король · f8 чёрный слон · g8 чёрный конь · h8 чёрная ладья · a7 чёрная пешка · b7 чёрная пешка · e7 чёрная пешка · f7 чёрная пешка · g7 чёрная пешка · h7 чёрная пешка · d6 чёрная пешка · b5 белый слон · c5 чёрная пешка · e4 белая пешка · f3 белый конь · a2 белая пешка · b2 белая пешка · c2 белая пешка · d2 белая пешка · f2 белая пешка · g2 белая пешка · h2 белая пешка · a1 белая ладья · b1 белый конь · c1 белый слон · d1 белый ферзь · e1 белый король · h1 белая ладья | a8 чёрная ладья · b8 чёрный конь · c8 чёрный слон · d8 чёрный ферзь · e8 чёрный король · f8 чёрный слон · g8 чёрный конь · h8 чёрная ладья · a7 чёрная пешка · b7 чёрная пешка · e7 чёрная пешка · f7 чёрная пешка · g7 чёрная пешка · h7 чёрная пешка · d6 чёрная пешка · b5 белый слон · c5 чёрная пешка · e4 белая пешка · f3 белый конь · a2 белая пешка · b2 белая пешка · c2 белая пешка · d2 белая пешка · f2 белая пешка · g2 белая пешка · h2 белая пешка · a1 белая ладья · b1 белый конь · c1 белый слон · d1 белый ферзь · e1 белый король · h1 белая ладья | 1 |
|   | a | b | c | d | e | f | g | h |   |

Каспаров начал партию 21 июня с хода 1. e4. Команда мира большинством голосов (41 %) выбрала 1. … c5, начиная Сицилианскую защиту. На третьем ходу Каспаров сыграл 3. Сb5+ — несвойственный для него ход. Позднее он прокомментировал, что он так сыграл под впечатлением партий против Василия Иванчука и Алексея Широва, в которых они обыграли Каспарова.
3… Сd7 4. Сxd7+ Фxd7 5. c4 Кc6
3 % участников голосовали за ход чёрных 4…Кxd7, однако оказались в меньшинстве против участников, считавших, что ферзь чёрных будет в безопасности, если белопольный слон белых будет заблокирован, и поэтому решивших развить коня на c6. Ходом на c4 Каспаров укрепил свои позиции на клетке d5 перед тем как развить ферзевого коня, который следующим ходом подключится к атаке на d5. Получившийся строй пешек образовал так называемую связку Мароци, сковывая позицию чёрных. Команда мира ответила на это атакой на клетку d4.
6. Кc3 Кf6 7. O-O g6
Теперь чёрные пытаются укрепить королевский фланг и развить слона, выставив его на вертикаль e или g. Вместо хода пешки на e6 или e5, из-за чего чернопольный слон будет заблокирован пешкой на d, Команда мира решила выполнить фланговое развитие оставшегося слона для контроля чёрных полей в центре доски. Каспаров немедленно разбил центр королевской пешкой для того, чтобы не допустить этого.
8. d4 cxd4 9. Кxd4 Сg7 10. Кde2
Центр доски слишком опасен для коня белых на d4, так как Команда мира угрожала вскрытым нападением конём с f6, раскрывая слона на g7. Обмен конями для Каспарова был бы слабым решением, так как после этого чёрная пешка на c6 стала бы контролировать поле d5; вместо этого гроссмейстер отступил. Более популярный сегодня ход 7. d4 и последующие 7… cxd4 8. Кxd4 Фe6 привели бы к потере ферзя. 7. d4 также допускает размен ферзями через 7… Фg4?! или 7… cxd4 8. Кxd4 Фg4.
10… Фe6!?
|   | a | b | c | d | e | f | g | h |   |
| - | --- | --- | --- | --- | --- | --- | --- | --- | - |
| 8 | a8 чёрная ладья · e8 чёрный король · h8 чёрная ладья · a7 чёрная пешка · b7 чёрная пешка · e7 чёрная пешка · f7 чёрная пешка · g7 чёрный слон · h7 чёрная пешка · c6 чёрный конь · d6 чёрная пешка · e6 чёрный ферзь · f6 чёрный конь · g6 чёрная пешка · c4 белая пешка · e4 белая пешка · c3 белый конь · a2 белая пешка · b2 белая пешка · e2 белый конь · f2 белая пешка · g2 белая пешка · h2 белая пешка · a1 белая ладья · c1 белый слон · d1 белый ферзь · f1 белая ладья · g1 белый король | a8 чёрная ладья · e8 чёрный король · h8 чёрная ладья · a7 чёрная пешка · b7 чёрная пешка · e7 чёрная пешка · f7 чёрная пешка · g7 чёрный слон · h7 чёрная пешка · c6 чёрный конь · d6 чёрная пешка · e6 чёрный ферзь · f6 чёрный конь · g6 чёрная пешка · c4 белая пешка · e4 белая пешка · c3 белый конь · a2 белая пешка · b2 белая пешка · e2 белый конь · f2 белая пешка · g2 белая пешка · h2 белая пешка · a1 белая ладья · c1 белый слон · d1 белый ферзь · f1 белая ладья · g1 белый король | a8 чёрная ладья · e8 чёрный король · h8 чёрная ладья · a7 чёрная пешка · b7 чёрная пешка · e7 чёрная пешка · f7 чёрная пешка · g7 чёрный слон · h7 чёрная пешка · c6 чёрный конь · d6 чёрная пешка · e6 чёрный ферзь · f6 чёрный конь · g6 чёрная пешка · c4 белая пешка · e4 белая пешка · c3 белый конь · a2 белая пешка · b2 белая пешка · e2 белый конь · f2 белая пешка · g2 белая пешка · h2 белая пешка · a1 белая ладья · c1 белый слон · d1 белый ферзь · f1 белая ладья · g1 белый король | a8 чёрная ладья · e8 чёрный король · h8 чёрная ладья · a7 чёрная пешка · b7 чёрная пешка · e7 чёрная пешка · f7 чёрная пешка · g7 чёрный слон · h7 чёрная пешка · c6 чёрный конь · d6 чёрная пешка · e6 чёрный ферзь · f6 чёрный конь · g6 чёрная пешка · c4 белая пешка · e4 белая пешка · c3 белый конь · a2 белая пешка · b2 белая пешка · e2 белый конь · f2 белая пешка · g2 белая пешка · h2 белая пешка · a1 белая ладья · c1 белый слон · d1 белый ферзь · f1 белая ладья · g1 белый король | a8 чёрная ладья · e8 чёрный король · h8 чёрная ладья · a7 чёрная пешка · b7 чёрная пешка · e7 чёрная пешка · f7 чёрная пешка · g7 чёрный слон · h7 чёрная пешка · c6 чёрный конь · d6 чёрная пешка · e6 чёрный ферзь · f6 чёрный конь · g6 чёрная пешка · c4 белая пешка · e4 белая пешка · c3 белый конь · a2 белая пешка · b2 белая пешка · e2 белый конь · f2 белая пешка · g2 белая пешка · h2 белая пешка · a1 белая ладья · c1 белый слон · d1 белый ферзь · f1 белая ладья · g1 белый король | a8 чёрная ладья · e8 чёрный король · h8 чёрная ладья · a7 чёрная пешка · b7 чёрная пешка · e7 чёрная пешка · f7 чёрная пешка · g7 чёрный слон · h7 чёрная пешка · c6 чёрный конь · d6 чёрная пешка · e6 чёрный ферзь · f6 чёрный конь · g6 чёрная пешка · c4 белая пешка · e4 белая пешка · c3 белый конь · a2 белая пешка · b2 белая пешка · e2 белый конь · f2 белая пешка · g2 белая пешка · h2 белая пешка · a1 белая ладья · c1 белый слон · d1 белый ферзь · f1 белая ладья · g1 белый король | a8 чёрная ладья · e8 чёрный король · h8 чёрная ладья · a7 чёрная пешка · b7 чёрная пешка · e7 чёрная пешка · f7 чёрная пешка · g7 чёрный слон · h7 чёрная пешка · c6 чёрный конь · d6 чёрная пешка · e6 чёрный ферзь · f6 чёрный конь · g6 чёрная пешка · c4 белая пешка · e4 белая пешка · c3 белый конь · a2 белая пешка · b2 белая пешка · e2 белый конь · f2 белая пешка · g2 белая пешка · h2 белая пешка · a1 белая ладья · c1 белый слон · d1 белый ферзь · f1 белая ладья · g1 белый король | a8 чёрная ладья · e8 чёрный король · h8 чёрная ладья · a7 чёрная пешка · b7 чёрная пешка · e7 чёрная пешка · f7 чёрная пешка · g7 чёрный слон · h7 чёрная пешка · c6 чёрный конь · d6 чёрная пешка · e6 чёрный ферзь · f6 чёрный конь · g6 чёрная пешка · c4 белая пешка · e4 белая пешка · c3 белый конь · a2 белая пешка · b2 белая пешка · e2 белый конь · f2 белая пешка · g2 белая пешка · h2 белая пешка · a1 белая ладья · c1 белый слон · d1 белый ферзь · f1 белая ладья · g1 белый король | 8 |
| 7 | a8 чёрная ладья · e8 чёрный король · h8 чёрная ладья · a7 чёрная пешка · b7 чёрная пешка · e7 чёрная пешка · f7 чёрная пешка · g7 чёрный слон · h7 чёрная пешка · c6 чёрный конь · d6 чёрная пешка · e6 чёрный ферзь · f6 чёрный конь · g6 чёрная пешка · c4 белая пешка · e4 белая пешка · c3 белый конь · a2 белая пешка · b2 белая пешка · e2 белый конь · f2 белая пешка · g2 белая пешка · h2 белая пешка · a1 белая ладья · c1 белый слон · d1 белый ферзь · f1 белая ладья · g1 белый король | a8 чёрная ладья · e8 чёрный король · h8 чёрная ладья · a7 чёрная пешка · b7 чёрная пешка · e7 чёрная пешка · f7 чёрная пешка · g7 чёрный слон · h7 чёрная пешка · c6 чёрный конь · d6 чёрная пешка · e6 чёрный ферзь · f6 чёрный конь · g6 чёрная пешка · c4 белая пешка · e4 белая пешка · c3 белый конь · a2 белая пешка · b2 белая пешка · e2 белый конь · f2 белая пешка · g2 белая пешка · h2 белая пешка · a1 белая ладья · c1 белый слон · d1 белый ферзь · f1 белая ладья · g1 белый король | a8 чёрная ладья · e8 чёрный король · h8 чёрная ладья · a7 чёрная пешка · b7 чёрная пешка · e7 чёрная пешка · f7 чёрная пешка · g7 чёрный слон · h7 чёрная пешка · c6 чёрный конь · d6 чёрная пешка · e6 чёрный ферзь · f6 чёрный конь · g6 чёрная пешка · c4 белая пешка · e4 белая пешка · c3 белый конь · a2 белая пешка · b2 белая пешка · e2 белый конь · f2 белая пешка · g2 белая пешка · h2 белая пешка · a1 белая ладья · c1 белый слон · d1 белый ферзь · f1 белая ладья · g1 белый король | a8 чёрная ладья · e8 чёрный король · h8 чёрная ладья · a7 чёрная пешка · b7 чёрная пешка · e7 чёрная пешка · f7 чёрная пешка · g7 чёрный слон · h7 чёрная пешка · c6 чёрный конь · d6 чёрная пешка · e6 чёрный ферзь · f6 чёрный конь · g6 чёрная пешка · c4 белая пешка · e4 белая пешка · c3 белый конь · a2 белая пешка · b2 белая пешка · e2 белый конь · f2 белая пешка · g2 белая пешка · h2 белая пешка · a1 белая ладья · c1 белый слон · d1 белый ферзь · f1 белая ладья · g1 белый король | a8 чёрная ладья · e8 чёрный король · h8 чёрная ладья · a7 чёрная пешка · b7 чёрная пешка · e7 чёрная пешка · f7 чёрная пешка · g7 чёрный слон · h7 чёрная пешка · c6 чёрный конь · d6 чёрная пешка · e6 чёрный ферзь · f6 чёрный конь · g6 чёрная пешка · c4 белая пешка · e4 белая пешка · c3 белый конь · a2 белая пешка · b2 белая пешка · e2 белый конь · f2 белая пешка · g2 белая пешка · h2 белая пешка · a1 белая ладья · c1 белый слон · d1 белый ферзь · f1 белая ладья · g1 белый король | a8 чёрная ладья · e8 чёрный король · h8 чёрная ладья · a7 чёрная пешка · b7 чёрная пешка · e7 чёрная пешка · f7 чёрная пешка · g7 чёрный слон · h7 чёрная пешка · c6 чёрный конь · d6 чёрная пешка · e6 чёрный ферзь · f6 чёрный конь · g6 чёрная пешка · c4 белая пешка · e4 белая пешка · c3 белый конь · a2 белая пешка · b2 белая пешка · e2 белый конь · f2 белая пешка · g2 белая пешка · h2 белая пешка · a1 белая ладья · c1 белый слон · d1 белый ферзь · f1 белая ладья · g1 белый король | a8 чёрная ладья · e8 чёрный король · h8 чёрная ладья · a7 чёрная пешка · b7 чёрная пешка · e7 чёрная пешка · f7 чёрная пешка · g7 чёрный слон · h7 чёрная пешка · c6 чёрный конь · d6 чёрная пешка · e6 чёрный ферзь · f6 чёрный конь · g6 чёрная пешка · c4 белая пешка · e4 белая пешка · c3 белый конь · a2 белая пешка · b2 белая пешка · e2 белый конь · f2 белая пешка · g2 белая пешка · h2 белая пешка · a1 белая ладья · c1 белый слон · d1 белый ферзь · f1 белая ладья · g1 белый король | a8 чёрная ладья · e8 чёрный король · h8 чёрная ладья · a7 чёрная пешка · b7 чёрная пешка · e7 чёрная пешка · f7 чёрная пешка · g7 чёрный слон · h7 чёрная пешка · c6 чёрный конь · d6 чёрная пешка · e6 чёрный ферзь · f6 чёрный конь · g6 чёрная пешка · c4 белая пешка · e4 белая пешка · c3 белый конь · a2 белая пешка · b2 белая пешка · e2 белый конь · f2 белая пешка · g2 белая пешка · h2 белая пешка · a1 белая ладья · c1 белый слон · d1 белый ферзь · f1 белая ладья · g1 белый король | 7 |
| 6 | a8 чёрная ладья · e8 чёрный король · h8 чёрная ладья · a7 чёрная пешка · b7 чёрная пешка · e7 чёрная пешка · f7 чёрная пешка · g7 чёрный слон · h7 чёрная пешка · c6 чёрный конь · d6 чёрная пешка · e6 чёрный ферзь · f6 чёрный конь · g6 чёрная пешка · c4 белая пешка · e4 белая пешка · c3 белый конь · a2 белая пешка · b2 белая пешка · e2 белый конь · f2 белая пешка · g2 белая пешка · h2 белая пешка · a1 белая ладья · c1 белый слон · d1 белый ферзь · f1 белая ладья · g1 белый король | a8 чёрная ладья · e8 чёрный король · h8 чёрная ладья · a7 чёрная пешка · b7 чёрная пешка · e7 чёрная пешка · f7 чёрная пешка · g7 чёрный слон · h7 чёрная пешка · c6 чёрный конь · d6 чёрная пешка · e6 чёрный ферзь · f6 чёрный конь · g6 чёрная пешка · c4 белая пешка · e4 белая пешка · c3 белый конь · a2 белая пешка · b2 белая пешка · e2 белый конь · f2 белая пешка · g2 белая пешка · h2 белая пешка · a1 белая ладья · c1 белый слон · d1 белый ферзь · f1 белая ладья · g1 белый король | a8 чёрная ладья · e8 чёрный король · h8 чёрная ладья · a7 чёрная пешка · b7 чёрная пешка · e7 чёрная пешка · f7 чёрная пешка · g7 чёрный слон · h7 чёрная пешка · c6 чёрный конь · d6 чёрная пешка · e6 чёрный ферзь · f6 чёрный конь · g6 чёрная пешка · c4 белая пешка · e4 белая пешка · c3 белый конь · a2 белая пешка · b2 белая пешка · e2 белый конь · f2 белая пешка · g2 белая пешка · h2 белая пешка · a1 белая ладья · c1 белый слон · d1 белый ферзь · f1 белая ладья · g1 белый король | a8 чёрная ладья · e8 чёрный король · h8 чёрная ладья · a7 чёрная пешка · b7 чёрная пешка · e7 чёрная пешка · f7 чёрная пешка · g7 чёрный слон · h7 чёрная пешка · c6 чёрный конь · d6 чёрная пешка · e6 чёрный ферзь · f6 чёрный конь · g6 чёрная пешка · c4 белая пешка · e4 белая пешка · c3 белый конь · a2 белая пешка · b2 белая пешка · e2 белый конь · f2 белая пешка · g2 белая пешка · h2 белая пешка · a1 белая ладья · c1 белый слон · d1 белый ферзь · f1 белая ладья · g1 белый король | a8 чёрная ладья · e8 чёрный король · h8 чёрная ладья · a7 чёрная пешка · b7 чёрная пешка · e7 чёрная пешка · f7 чёрная пешка · g7 чёрный слон · h7 чёрная пешка · c6 чёрный конь · d6 чёрная пешка · e6 чёрный ферзь · f6 чёрный конь · g6 чёрная пешка · c4 белая пешка · e4 белая пешка · c3 белый конь · a2 белая пешка · b2 белая пешка · e2 белый конь · f2 белая пешка · g2 белая пешка · h2 белая пешка · a1 белая ладья · c1 белый слон · d1 белый ферзь · f1 белая ладья · g1 белый король | a8 чёрная ладья · e8 чёрный король · h8 чёрная ладья · a7 чёрная пешка · b7 чёрная пешка · e7 чёрная пешка · f7 чёрная пешка · g7 чёрный слон · h7 чёрная пешка · c6 чёрный конь · d6 чёрная пешка · e6 чёрный ферзь · f6 чёрный конь · g6 чёрная пешка · c4 белая пешка · e4 белая пешка · c3 белый конь · a2 белая пешка · b2 белая пешка · e2 белый конь · f2 белая пешка · g2 белая пешка · h2 белая пешка · a1 белая ладья · c1 белый слон · d1 белый ферзь · f1 белая ладья · g1 белый король | a8 чёрная ладья · e8 чёрный король · h8 чёрная ладья · a7 чёрная пешка · b7 чёрная пешка · e7 чёрная пешка · f7 чёрная пешка · g7 чёрный слон · h7 чёрная пешка · c6 чёрный конь · d6 чёрная пешка · e6 чёрный ферзь · f6 чёрный конь · g6 чёрная пешка · c4 белая пешка · e4 белая пешка · c3 белый конь · a2 белая пешка · b2 белая пешка · e2 белый конь · f2 белая пешка · g2 белая пешка · h2 белая пешка · a1 белая ладья · c1 белый слон · d1 белый ферзь · f1 белая ладья · g1 белый король | a8 чёрная ладья · e8 чёрный король · h8 чёрная ладья · a7 чёрная пешка · b7 чёрная пешка · e7 чёрная пешка · f7 чёрная пешка · g7 чёрный слон · h7 чёрная пешка · c6 чёрный конь · d6 чёрная пешка · e6 чёрный ферзь · f6 чёрный конь · g6 чёрная пешка · c4 белая пешка · e4 белая пешка · c3 белый конь · a2 белая пешка · b2 белая пешка · e2 белый конь · f2 белая пешка · g2 белая пешка · h2 белая пешка · a1 белая ладья · c1 белый слон · d1 белый ферзь · f1 белая ладья · g1 белый король | 6 |
| 5 | a8 чёрная ладья · e8 чёрный король · h8 чёрная ладья · a7 чёрная пешка · b7 чёрная пешка · e7 чёрная пешка · f7 чёрная пешка · g7 чёрный слон · h7 чёрная пешка · c6 чёрный конь · d6 чёрная пешка · e6 чёрный ферзь · f6 чёрный конь · g6 чёрная пешка · c4 белая пешка · e4 белая пешка · c3 белый конь · a2 белая пешка · b2 белая пешка · e2 белый конь · f2 белая пешка · g2 белая пешка · h2 белая пешка · a1 белая ладья · c1 белый слон · d1 белый ферзь · f1 белая ладья · g1 белый король | a8 чёрная ладья · e8 чёрный король · h8 чёрная ладья · a7 чёрная пешка · b7 чёрная пешка · e7 чёрная пешка · f7 чёрная пешка · g7 чёрный слон · h7 чёрная пешка · c6 чёрный конь · d6 чёрная пешка · e6 чёрный ферзь · f6 чёрный конь · g6 чёрная пешка · c4 белая пешка · e4 белая пешка · c3 белый конь · a2 белая пешка · b2 белая пешка · e2 белый конь · f2 белая пешка · g2 белая пешка · h2 белая пешка · a1 белая ладья · c1 белый слон · d1 белый ферзь · f1 белая ладья · g1 белый король | a8 чёрная ладья · e8 чёрный король · h8 чёрная ладья · a7 чёрная пешка · b7 чёрная пешка · e7 чёрная пешка · f7 чёрная пешка · g7 чёрный слон · h7 чёрная пешка · c6 чёрный конь · d6 чёрная пешка · e6 чёрный ферзь · f6 чёрный конь · g6 чёрная пешка · c4 белая пешка · e4 белая пешка · c3 белый конь · a2 белая пешка · b2 белая пешка · e2 белый конь · f2 белая пешка · g2 белая пешка · h2 белая пешка · a1 белая ладья · c1 белый слон · d1 белый ферзь · f1 белая ладья · g1 белый король | a8 чёрная ладья · e8 чёрный король · h8 чёрная ладья · a7 чёрная пешка · b7 чёрная пешка · e7 чёрная пешка · f7 чёрная пешка · g7 чёрный слон · h7 чёрная пешка · c6 чёрный конь · d6 чёрная пешка · e6 чёрный ферзь · f6 чёрный конь · g6 чёрная пешка · c4 белая пешка · e4 белая пешка · c3 белый конь · a2 белая пешка · b2 белая пешка · e2 белый конь · f2 белая пешка · g2 белая пешка · h2 белая пешка · a1 белая ладья · c1 белый слон · d1 белый ферзь · f1 белая ладья · g1 белый король | a8 чёрная ладья · e8 чёрный король · h8 чёрная ладья · a7 чёрная пешка · b7 чёрная пешка · e7 чёрная пешка · f7 чёрная пешка · g7 чёрный слон · h7 чёрная пешка · c6 чёрный конь · d6 чёрная пешка · e6 чёрный ферзь · f6 чёрный конь · g6 чёрная пешка · c4 белая пешка · e4 белая пешка · c3 белый конь · a2 белая пешка · b2 белая пешка · e2 белый конь · f2 белая пешка · g2 белая пешка · h2 белая пешка · a1 белая ладья · c1 белый слон · d1 белый ферзь · f1 белая ладья · g1 белый король | a8 чёрная ладья · e8 чёрный король · h8 чёрная ладья · a7 чёрная пешка · b7 чёрная пешка · e7 чёрная пешка · f7 чёрная пешка · g7 чёрный слон · h7 чёрная пешка · c6 чёрный конь · d6 чёрная пешка · e6 чёрный ферзь · f6 чёрный конь · g6 чёрная пешка · c4 белая пешка · e4 белая пешка · c3 белый конь · a2 белая пешка · b2 белая пешка · e2 белый конь · f2 белая пешка · g2 белая пешка · h2 белая пешка · a1 белая ладья · c1 белый слон · d1 белый ферзь · f1 белая ладья · g1 белый король | a8 чёрная ладья · e8 чёрный король · h8 чёрная ладья · a7 чёрная пешка · b7 чёрная пешка · e7 чёрная пешка · f7 чёрная пешка · g7 чёрный слон · h7 чёрная пешка · c6 чёрный конь · d6 чёрная пешка · e6 чёрный ферзь · f6 чёрный конь · g6 чёрная пешка · c4 белая пешка · e4 белая пешка · c3 белый конь · a2 белая пешка · b2 белая пешка · e2 белый конь · f2 белая пешка · g2 белая пешка · h2 белая пешка · a1 белая ладья · c1 белый слон · d1 белый ферзь · f1 белая ладья · g1 белый король | a8 чёрная ладья · e8 чёрный король · h8 чёрная ладья · a7 чёрная пешка · b7 чёрная пешка · e7 чёрная пешка · f7 чёрная пешка · g7 чёрный слон · h7 чёрная пешка · c6 чёрный конь · d6 чёрная пешка · e6 чёрный ферзь · f6 чёрный конь · g6 чёрная пешка · c4 белая пешка · e4 белая пешка · c3 белый конь · a2 белая пешка · b2 белая пешка · e2 белый конь · f2 белая пешка · g2 белая пешка · h2 белая пешка · a1 белая ладья · c1 белый слон · d1 белый ферзь · f1 белая ладья · g1 белый король | 5 |
| 4 | a8 чёрная ладья · e8 чёрный король · h8 чёрная ладья · a7 чёрная пешка · b7 чёрная пешка · e7 чёрная пешка · f7 чёрная пешка · g7 чёрный слон · h7 чёрная пешка · c6 чёрный конь · d6 чёрная пешка · e6 чёрный ферзь · f6 чёрный конь · g6 чёрная пешка · c4 белая пешка · e4 белая пешка · c3 белый конь · a2 белая пешка · b2 белая пешка · e2 белый конь · f2 белая пешка · g2 белая пешка · h2 белая пешка · a1 белая ладья · c1 белый слон · d1 белый ферзь · f1 белая ладья · g1 белый король | a8 чёрная ладья · e8 чёрный король · h8 чёрная ладья · a7 чёрная пешка · b7 чёрная пешка · e7 чёрная пешка · f7 чёрная пешка · g7 чёрный слон · h7 чёрная пешка · c6 чёрный конь · d6 чёрная пешка · e6 чёрный ферзь · f6 чёрный конь · g6 чёрная пешка · c4 белая пешка · e4 белая пешка · c3 белый конь · a2 белая пешка · b2 белая пешка · e2 белый конь · f2 белая пешка · g2 белая пешка · h2 белая пешка · a1 белая ладья · c1 белый слон · d1 белый ферзь · f1 белая ладья · g1 белый король | a8 чёрная ладья · e8 чёрный король · h8 чёрная ладья · a7 чёрная пешка · b7 чёрная пешка · e7 чёрная пешка · f7 чёрная пешка · g7 чёрный слон · h7 чёрная пешка · c6 чёрный конь · d6 чёрная пешка · e6 чёрный ферзь · f6 чёрный конь · g6 чёрная пешка · c4 белая пешка · e4 белая пешка · c3 белый конь · a2 белая пешка · b2 белая пешка · e2 белый конь · f2 белая пешка · g2 белая пешка · h2 белая пешка · a1 белая ладья · c1 белый слон · d1 белый ферзь · f1 белая ладья · g1 белый король | a8 чёрная ладья · e8 чёрный король · h8 чёрная ладья · a7 чёрная пешка · b7 чёрная пешка · e7 чёрная пешка · f7 чёрная пешка · g7 чёрный слон · h7 чёрная пешка · c6 чёрный конь · d6 чёрная пешка · e6 чёрный ферзь · f6 чёрный конь · g6 чёрная пешка · c4 белая пешка · e4 белая пешка · c3 белый конь · a2 белая пешка · b2 белая пешка · e2 белый конь · f2 белая пешка · g2 белая пешка · h2 белая пешка · a1 белая ладья · c1 белый слон · d1 белый ферзь · f1 белая ладья · g1 белый король | a8 чёрная ладья · e8 чёрный король · h8 чёрная ладья · a7 чёрная пешка · b7 чёрная пешка · e7 чёрная пешка · f7 чёрная пешка · g7 чёрный слон · h7 чёрная пешка · c6 чёрный конь · d6 чёрная пешка · e6 чёрный ферзь · f6 чёрный конь · g6 чёрная пешка · c4 белая пешка · e4 белая пешка · c3 белый конь · a2 белая пешка · b2 белая пешка · e2 белый конь · f2 белая пешка · g2 белая пешка · h2 белая пешка · a1 белая ладья · c1 белый слон · d1 белый ферзь · f1 белая ладья · g1 белый король | a8 чёрная ладья · e8 чёрный король · h8 чёрная ладья · a7 чёрная пешка · b7 чёрная пешка · e7 чёрная пешка · f7 чёрная пешка · g7 чёрный слон · h7 чёрная пешка · c6 чёрный конь · d6 чёрная пешка · e6 чёрный ферзь · f6 чёрный конь · g6 чёрная пешка · c4 белая пешка · e4 белая пешка · c3 белый конь · a2 белая пешка · b2 белая пешка · e2 белый конь · f2 белая пешка · g2 белая пешка · h2 белая пешка · a1 белая ладья · c1 белый слон · d1 белый ферзь · f1 белая ладья · g1 белый король | a8 чёрная ладья · e8 чёрный король · h8 чёрная ладья · a7 чёрная пешка · b7 чёрная пешка · e7 чёрная пешка · f7 чёрная пешка · g7 чёрный слон · h7 чёрная пешка · c6 чёрный конь · d6 чёрная пешка · e6 чёрный ферзь · f6 чёрный конь · g6 чёрная пешка · c4 белая пешка · e4 белая пешка · c3 белый конь · a2 белая пешка · b2 белая пешка · e2 белый конь · f2 белая пешка · g2 белая пешка · h2 белая пешка · a1 белая ладья · c1 белый слон · d1 белый ферзь · f1 белая ладья · g1 белый король | a8 чёрная ладья · e8 чёрный король · h8 чёрная ладья · a7 чёрная пешка · b7 чёрная пешка · e7 чёрная пешка · f7 чёрная пешка · g7 чёрный слон · h7 чёрная пешка · c6 чёрный конь · d6 чёрная пешка · e6 чёрный ферзь · f6 чёрный конь · g6 чёрная пешка · c4 белая пешка · e4 белая пешка · c3 белый конь · a2 белая пешка · b2 белая пешка · e2 белый конь · f2 белая пешка · g2 белая пешка · h2 белая пешка · a1 белая ладья · c1 белый слон · d1 белый ферзь · f1 белая ладья · g1 белый король | 4 |
| 3 | a8 чёрная ладья · e8 чёрный король · h8 чёрная ладья · a7 чёрная пешка · b7 чёрная пешка · e7 чёрная пешка · f7 чёрная пешка · g7 чёрный слон · h7 чёрная пешка · c6 чёрный конь · d6 чёрная пешка · e6 чёрный ферзь · f6 чёрный конь · g6 чёрная пешка · c4 белая пешка · e4 белая пешка · c3 белый конь · a2 белая пешка · b2 белая пешка · e2 белый конь · f2 белая пешка · g2 белая пешка · h2 белая пешка · a1 белая ладья · c1 белый слон · d1 белый ферзь · f1 белая ладья · g1 белый король | a8 чёрная ладья · e8 чёрный король · h8 чёрная ладья · a7 чёрная пешка · b7 чёрная пешка · e7 чёрная пешка · f7 чёрная пешка · g7 чёрный слон · h7 чёрная пешка · c6 чёрный конь · d6 чёрная пешка · e6 чёрный ферзь · f6 чёрный конь · g6 чёрная пешка · c4 белая пешка · e4 белая пешка · c3 белый конь · a2 белая пешка · b2 белая пешка · e2 белый конь · f2 белая пешка · g2 белая пешка · h2 белая пешка · a1 белая ладья · c1 белый слон · d1 белый ферзь · f1 белая ладья · g1 белый король | a8 чёрная ладья · e8 чёрный король · h8 чёрная ладья · a7 чёрная пешка · b7 чёрная пешка · e7 чёрная пешка · f7 чёрная пешка · g7 чёрный слон · h7 чёрная пешка · c6 чёрный конь · d6 чёрная пешка · e6 чёрный ферзь · f6 чёрный конь · g6 чёрная пешка · c4 белая пешка · e4 белая пешка · c3 белый конь · a2 белая пешка · b2 белая пешка · e2 белый конь · f2 белая пешка · g2 белая пешка · h2 белая пешка · a1 белая ладья · c1 белый слон · d1 белый ферзь · f1 белая ладья · g1 белый король | a8 чёрная ладья · e8 чёрный король · h8 чёрная ладья · a7 чёрная пешка · b7 чёрная пешка · e7 чёрная пешка · f7 чёрная пешка · g7 чёрный слон · h7 чёрная пешка · c6 чёрный конь · d6 чёрная пешка · e6 чёрный ферзь · f6 чёрный конь · g6 чёрная пешка · c4 белая пешка · e4 белая пешка · c3 белый конь · a2 белая пешка · b2 белая пешка · e2 белый конь · f2 белая пешка · g2 белая пешка · h2 белая пешка · a1 белая ладья · c1 белый слон · d1 белый ферзь · f1 белая ладья · g1 белый король | a8 чёрная ладья · e8 чёрный король · h8 чёрная ладья · a7 чёрная пешка · b7 чёрная пешка · e7 чёрная пешка · f7 чёрная пешка · g7 чёрный слон · h7 чёрная пешка · c6 чёрный конь · d6 чёрная пешка · e6 чёрный ферзь · f6 чёрный конь · g6 чёрная пешка · c4 белая пешка · e4 белая пешка · c3 белый конь · a2 белая пешка · b2 белая пешка · e2 белый конь · f2 белая пешка · g2 белая пешка · h2 белая пешка · a1 белая ладья · c1 белый слон · d1 белый ферзь · f1 белая ладья · g1 белый король | a8 чёрная ладья · e8 чёрный король · h8 чёрная ладья · a7 чёрная пешка · b7 чёрная пешка · e7 чёрная пешка · f7 чёрная пешка · g7 чёрный слон · h7 чёрная пешка · c6 чёрный конь · d6 чёрная пешка · e6 чёрный ферзь · f6 чёрный конь · g6 чёрная пешка · c4 белая пешка · e4 белая пешка · c3 белый конь · a2 белая пешка · b2 белая пешка · e2 белый конь · f2 белая пешка · g2 белая пешка · h2 белая пешка · a1 белая ладья · c1 белый слон · d1 белый ферзь · f1 белая ладья · g1 белый король | a8 чёрная ладья · e8 чёрный король · h8 чёрная ладья · a7 чёрная пешка · b7 чёрная пешка · e7 чёрная пешка · f7 чёрная пешка · g7 чёрный слон · h7 чёрная пешка · c6 чёрный конь · d6 чёрная пешка · e6 чёрный ферзь · f6 чёрный конь · g6 чёрная пешка · c4 белая пешка · e4 белая пешка · c3 белый конь · a2 белая пешка · b2 белая пешка · e2 белый конь · f2 белая пешка · g2 белая пешка · h2 белая пешка · a1 белая ладья · c1 белый слон · d1 белый ферзь · f1 белая ладья · g1 белый король | a8 чёрная ладья · e8 чёрный король · h8 чёрная ладья · a7 чёрная пешка · b7 чёрная пешка · e7 чёрная пешка · f7 чёрная пешка · g7 чёрный слон · h7 чёрная пешка · c6 чёрный конь · d6 чёрная пешка · e6 чёрный ферзь · f6 чёрный конь · g6 чёрная пешка · c4 белая пешка · e4 белая пешка · c3 белый конь · a2 белая пешка · b2 белая пешка · e2 белый конь · f2 белая пешка · g2 белая пешка · h2 белая пешка · a1 белая ладья · c1 белый слон · d1 белый ферзь · f1 белая ладья · g1 белый король | 3 |
| 2 | a8 чёрная ладья · e8 чёрный король · h8 чёрная ладья · a7 чёрная пешка · b7 чёрная пешка · e7 чёрная пешка · f7 чёрная пешка · g7 чёрный слон · h7 чёрная пешка · c6 чёрный конь · d6 чёрная пешка · e6 чёрный ферзь · f6 чёрный конь · g6 чёрная пешка · c4 белая пешка · e4 белая пешка · c3 белый конь · a2 белая пешка · b2 белая пешка · e2 белый конь · f2 белая пешка · g2 белая пешка · h2 белая пешка · a1 белая ладья · c1 белый слон · d1 белый ферзь · f1 белая ладья · g1 белый король | a8 чёрная ладья · e8 чёрный король · h8 чёрная ладья · a7 чёрная пешка · b7 чёрная пешка · e7 чёрная пешка · f7 чёрная пешка · g7 чёрный слон · h7 чёрная пешка · c6 чёрный конь · d6 чёрная пешка · e6 чёрный ферзь · f6 чёрный конь · g6 чёрная пешка · c4 белая пешка · e4 белая пешка · c3 белый конь · a2 белая пешка · b2 белая пешка · e2 белый конь · f2 белая пешка · g2 белая пешка · h2 белая пешка · a1 белая ладья · c1 белый слон · d1 белый ферзь · f1 белая ладья · g1 белый король | a8 чёрная ладья · e8 чёрный король · h8 чёрная ладья · a7 чёрная пешка · b7 чёрная пешка · e7 чёрная пешка · f7 чёрная пешка · g7 чёрный слон · h7 чёрная пешка · c6 чёрный конь · d6 чёрная пешка · e6 чёрный ферзь · f6 чёрный конь · g6 чёрная пешка · c4 белая пешка · e4 белая пешка · c3 белый конь · a2 белая пешка · b2 белая пешка · e2 белый конь · f2 белая пешка · g2 белая пешка · h2 белая пешка · a1 белая ладья · c1 белый слон · d1 белый ферзь · f1 белая ладья · g1 белый король | a8 чёрная ладья · e8 чёрный король · h8 чёрная ладья · a7 чёрная пешка · b7 чёрная пешка · e7 чёрная пешка · f7 чёрная пешка · g7 чёрный слон · h7 чёрная пешка · c6 чёрный конь · d6 чёрная пешка · e6 чёрный ферзь · f6 чёрный конь · g6 чёрная пешка · c4 белая пешка · e4 белая пешка · c3 белый конь · a2 белая пешка · b2 белая пешка · e2 белый конь · f2 белая пешка · g2 белая пешка · h2 белая пешка · a1 белая ладья · c1 белый слон · d1 белый ферзь · f1 белая ладья · g1 белый король | a8 чёрная ладья · e8 чёрный король · h8 чёрная ладья · a7 чёрная пешка · b7 чёрная пешка · e7 чёрная пешка · f7 чёрная пешка · g7 чёрный слон · h7 чёрная пешка · c6 чёрный конь · d6 чёрная пешка · e6 чёрный ферзь · f6 чёрный конь · g6 чёрная пешка · c4 белая пешка · e4 белая пешка · c3 белый конь · a2 белая пешка · b2 белая пешка · e2 белый конь · f2 белая пешка · g2 белая пешка · h2 белая пешка · a1 белая ладья · c1 белый слон · d1 белый ферзь · f1 белая ладья · g1 белый король | a8 чёрная ладья · e8 чёрный король · h8 чёрная ладья · a7 чёрная пешка · b7 чёрная пешка · e7 чёрная пешка · f7 чёрная пешка · g7 чёрный слон · h7 чёрная пешка · c6 чёрный конь · d6 чёрная пешка · e6 чёрный ферзь · f6 чёрный конь · g6 чёрная пешка · c4 белая пешка · e4 белая пешка · c3 белый конь · a2 белая пешка · b2 белая пешка · e2 белый конь · f2 белая пешка · g2 белая пешка · h2 белая пешка · a1 белая ладья · c1 белый слон · d1 белый ферзь · f1 белая ладья · g1 белый король | a8 чёрная ладья · e8 чёрный король · h8 чёрная ладья · a7 чёрная пешка · b7 чёрная пешка · e7 чёрная пешка · f7 чёрная пешка · g7 чёрный слон · h7 чёрная пешка · c6 чёрный конь · d6 чёрная пешка · e6 чёрный ферзь · f6 чёрный конь · g6 чёрная пешка · c4 белая пешка · e4 белая пешка · c3 белый конь · a2 белая пешка · b2 белая пешка · e2 белый конь · f2 белая пешка · g2 белая пешка · h2 белая пешка · a1 белая ладья · c1 белый слон · d1 белый ферзь · f1 белая ладья · g1 белый король | a8 чёрная ладья · e8 чёрный король · h8 чёрная ладья · a7 чёрная пешка · b7 чёрная пешка · e7 чёрная пешка · f7 чёрная пешка · g7 чёрный слон · h7 чёрная пешка · c6 чёрный конь · d6 чёрная пешка · e6 чёрный ферзь · f6 чёрный конь · g6 чёрная пешка · c4 белая пешка · e4 белая пешка · c3 белый конь · a2 белая пешка · b2 белая пешка · e2 белый конь · f2 белая пешка · g2 белая пешка · h2 белая пешка · a1 белая ладья · c1 белый слон · d1 белый ферзь · f1 белая ладья · g1 белый король | 2 |
| 1 | a8 чёрная ладья · e8 чёрный король · h8 чёрная ладья · a7 чёрная пешка · b7 чёрная пешка · e7 чёрная пешка · f7 чёрная пешка · g7 чёрный слон · h7 чёрная пешка · c6 чёрный конь · d6 чёрная пешка · e6 чёрный ферзь · f6 чёрный конь · g6 чёрная пешка · c4 белая пешка · e4 белая пешка · c3 белый конь · a2 белая пешка · b2 белая пешка · e2 белый конь · f2 белая пешка · g2 белая пешка · h2 белая пешка · a1 белая ладья · c1 белый слон · d1 белый ферзь · f1 белая ладья · g1 белый король | a8 чёрная ладья · e8 чёрный король · h8 чёрная ладья · a7 чёрная пешка · b7 чёрная пешка · e7 чёрная пешка · f7 чёрная пешка · g7 чёрный слон · h7 чёрная пешка · c6 чёрный конь · d6 чёрная пешка · e6 чёрный ферзь · f6 чёрный конь · g6 чёрная пешка · c4 белая пешка · e4 белая пешка · c3 белый конь · a2 белая пешка · b2 белая пешка · e2 белый конь · f2 белая пешка · g2 белая пешка · h2 белая пешка · a1 белая ладья · c1 белый слон · d1 белый ферзь · f1 белая ладья · g1 белый король | a8 чёрная ладья · e8 чёрный король · h8 чёрная ладья · a7 чёрная пешка · b7 чёрная пешка · e7 чёрная пешка · f7 чёрная пешка · g7 чёрный слон · h7 чёрная пешка · c6 чёрный конь · d6 чёрная пешка · e6 чёрный ферзь · f6 чёрный конь · g6 чёрная пешка · c4 белая пешка · e4 белая пешка · c3 белый конь · a2 белая пешка · b2 белая пешка · e2 белый конь · f2 белая пешка · g2 белая пешка · h2 белая пешка · a1 белая ладья · c1 белый слон · d1 белый ферзь · f1 белая ладья · g1 белый король | a8 чёрная ладья · e8 чёрный король · h8 чёрная ладья · a7 чёрная пешка · b7 чёрная пешка · e7 чёрная пешка · f7 чёрная пешка · g7 чёрный слон · h7 чёрная пешка · c6 чёрный конь · d6 чёрная пешка · e6 чёрный ферзь · f6 чёрный конь · g6 чёрная пешка · c4 белая пешка · e4 белая пешка · c3 белый конь · a2 белая пешка · b2 белая пешка · e2 белый конь · f2 белая пешка · g2 белая пешка · h2 белая пешка · a1 белая ладья · c1 белый слон · d1 белый ферзь · f1 белая ладья · g1 белый король | a8 чёрная ладья · e8 чёрный король · h8 чёрная ладья · a7 чёрная пешка · b7 чёрная пешка · e7 чёрная пешка · f7 чёрная пешка · g7 чёрный слон · h7 чёрная пешка · c6 чёрный конь · d6 чёрная пешка · e6 чёрный ферзь · f6 чёрный конь · g6 чёрная пешка · c4 белая пешка · e4 белая пешка · c3 белый конь · a2 белая пешка · b2 белая пешка · e2 белый конь · f2 белая пешка · g2 белая пешка · h2 белая пешка · a1 белая ладья · c1 белый слон · d1 белый ферзь · f1 белая ладья · g1 белый король | a8 чёрная ладья · e8 чёрный король · h8 чёрная ладья · a7 чёрная пешка · b7 чёрная пешка · e7 чёрная пешка · f7 чёрная пешка · g7 чёрный слон · h7 чёрная пешка · c6 чёрный конь · d6 чёрная пешка · e6 чёрный ферзь · f6 чёрный конь · g6 чёрная пешка · c4 белая пешка · e4 белая пешка · c3 белый конь · a2 белая пешка · b2 белая пешка · e2 белый конь · f2 белая пешка · g2 белая пешка · h2 белая пешка · a1 белая ладья · c1 белый слон · d1 белый ферзь · f1 белая ладья · g1 белый король | a8 чёрная ладья · e8 чёрный король · h8 чёрная ладья · a7 чёрная пешка · b7 чёрная пешка · e7 чёрная пешка · f7 чёрная пешка · g7 чёрный слон · h7 чёрная пешка · c6 чёрный конь · d6 чёрная пешка · e6 чёрный ферзь · f6 чёрный конь · g6 чёрная пешка · c4 белая пешка · e4 белая пешка · c3 белый конь · a2 белая пешка · b2 белая пешка · e2 белый конь · f2 белая пешка · g2 белая пешка · h2 белая пешка · a1 белая ладья · c1 белый слон · d1 белый ферзь · f1 белая ладья · g1 белый король | a8 чёрная ладья · e8 чёрный король · h8 чёрная ладья · a7 чёрная пешка · b7 чёрная пешка · e7 чёрная пешка · f7 чёрная пешка · g7 чёрный слон · h7 чёрная пешка · c6 чёрный конь · d6 чёрная пешка · e6 чёрный ферзь · f6 чёрный конь · g6 чёрная пешка · c4 белая пешка · e4 белая пешка · c3 белый конь · a2 белая пешка · b2 белая пешка · e2 белый конь · f2 белая пешка · g2 белая пешка · h2 белая пешка · a1 белая ладья · c1 белый слон · d1 белый ферзь · f1 белая ладья · g1 белый король | 1 |
|   | a | b | c | d | e | f | g | h |   |

Чёрные вместо того, чтобы укрепить свои позиции, решили сделать рискованный ход. Этот ход стал неожиданностью для Каспарова, так как до этого никто подобным образом не играл. Ирина Круш обнаружила этот вариант среди предложений и, проанализировав, рекомендовала Элизабет Петц включить его в список для голосования. Их совместная позиция, а также довольно оживлённое обсуждение среди участников Команды мира склонили мнение большинства (53 %) в пользу этого хода. После этого MSN попросила аналитиков не координировать свои предложения дабы увеличить разнообразие предлагаемых ходов.
После данного матча согласно ChessBase ход 10… Фe6 получил значительное распространение, хотя 10… О-О оставался также популярным.
Десятый ход стал поворотной точкой для Мировой команды; дискуссия Круш оживила обсуждение и значительно повысило интерес к партии. Неожиданный ход раскрыл множество возможностей. Ферзь чёрных взял на вилку центральные пешки Каспарова, и одну из них ему придётся потерять. Контратака 11. Фb3 приведёт к ответному 11… О-О 12. Фxb7 Лfc8 и Команда мира, отыграв центральную пешку, окажется в предпочтительной позиции. Каспаров вынужден вступить в оживлённую схватку в центре доски.
11. Кd5 Фxe4 12. Кc7+ Крd7 13. Кxa8 Фxc4 14. Кb6+ axb6
|   | a | b | c | d | e | f | g | h |   |
| - | --- | --- | --- | --- | --- | --- | --- | --- | - |
| 8 | h8 чёрная ладья · b7 чёрная пешка · d7 чёрный король · e7 чёрная пешка · f7 чёрная пешка · g7 чёрный слон · h7 чёрная пешка · b6 чёрная пешка · c6 чёрный конь · d6 чёрная пешка · f6 чёрный конь · g6 чёрная пешка · c4 чёрный ферзь · a2 белая пешка · b2 белая пешка · e2 белый конь · f2 белая пешка · g2 белая пешка · h2 белая пешка · a1 белая ладья · c1 белый слон · d1 белый ферзь · f1 белая ладья · g1 белый король | h8 чёрная ладья · b7 чёрная пешка · d7 чёрный король · e7 чёрная пешка · f7 чёрная пешка · g7 чёрный слон · h7 чёрная пешка · b6 чёрная пешка · c6 чёрный конь · d6 чёрная пешка · f6 чёрный конь · g6 чёрная пешка · c4 чёрный ферзь · a2 белая пешка · b2 белая пешка · e2 белый конь · f2 белая пешка · g2 белая пешка · h2 белая пешка · a1 белая ладья · c1 белый слон · d1 белый ферзь · f1 белая ладья · g1 белый король | h8 чёрная ладья · b7 чёрная пешка · d7 чёрный король · e7 чёрная пешка · f7 чёрная пешка · g7 чёрный слон · h7 чёрная пешка · b6 чёрная пешка · c6 чёрный конь · d6 чёрная пешка · f6 чёрный конь · g6 чёрная пешка · c4 чёрный ферзь · a2 белая пешка · b2 белая пешка · e2 белый конь · f2 белая пешка · g2 белая пешка · h2 белая пешка · a1 белая ладья · c1 белый слон · d1 белый ферзь · f1 белая ладья · g1 белый король | h8 чёрная ладья · b7 чёрная пешка · d7 чёрный король · e7 чёрная пешка · f7 чёрная пешка · g7 чёрный слон · h7 чёрная пешка · b6 чёрная пешка · c6 чёрный конь · d6 чёрная пешка · f6 чёрный конь · g6 чёрная пешка · c4 чёрный ферзь · a2 белая пешка · b2 белая пешка · e2 белый конь · f2 белая пешка · g2 белая пешка · h2 белая пешка · a1 белая ладья · c1 белый слон · d1 белый ферзь · f1 белая ладья · g1 белый король | h8 чёрная ладья · b7 чёрная пешка · d7 чёрный король · e7 чёрная пешка · f7 чёрная пешка · g7 чёрный слон · h7 чёрная пешка · b6 чёрная пешка · c6 чёрный конь · d6 чёрная пешка · f6 чёрный конь · g6 чёрная пешка · c4 чёрный ферзь · a2 белая пешка · b2 белая пешка · e2 белый конь · f2 белая пешка · g2 белая пешка · h2 белая пешка · a1 белая ладья · c1 белый слон · d1 белый ферзь · f1 белая ладья · g1 белый король | h8 чёрная ладья · b7 чёрная пешка · d7 чёрный король · e7 чёрная пешка · f7 чёрная пешка · g7 чёрный слон · h7 чёрная пешка · b6 чёрная пешка · c6 чёрный конь · d6 чёрная пешка · f6 чёрный конь · g6 чёрная пешка · c4 чёрный ферзь · a2 белая пешка · b2 белая пешка · e2 белый конь · f2 белая пешка · g2 белая пешка · h2 белая пешка · a1 белая ладья · c1 белый слон · d1 белый ферзь · f1 белая ладья · g1 белый король | h8 чёрная ладья · b7 чёрная пешка · d7 чёрный король · e7 чёрная пешка · f7 чёрная пешка · g7 чёрный слон · h7 чёрная пешка · b6 чёрная пешка · c6 чёрный конь · d6 чёрная пешка · f6 чёрный конь · g6 чёрная пешка · c4 чёрный ферзь · a2 белая пешка · b2 белая пешка · e2 белый конь · f2 белая пешка · g2 белая пешка · h2 белая пешка · a1 белая ладья · c1 белый слон · d1 белый ферзь · f1 белая ладья · g1 белый король | h8 чёрная ладья · b7 чёрная пешка · d7 чёрный король · e7 чёрная пешка · f7 чёрная пешка · g7 чёрный слон · h7 чёрная пешка · b6 чёрная пешка · c6 чёрный конь · d6 чёрная пешка · f6 чёрный конь · g6 чёрная пешка · c4 чёрный ферзь · a2 белая пешка · b2 белая пешка · e2 белый конь · f2 белая пешка · g2 белая пешка · h2 белая пешка · a1 белая ладья · c1 белый слон · d1 белый ферзь · f1 белая ладья · g1 белый король | 8 |
| 7 | h8 чёрная ладья · b7 чёрная пешка · d7 чёрный король · e7 чёрная пешка · f7 чёрная пешка · g7 чёрный слон · h7 чёрная пешка · b6 чёрная пешка · c6 чёрный конь · d6 чёрная пешка · f6 чёрный конь · g6 чёрная пешка · c4 чёрный ферзь · a2 белая пешка · b2 белая пешка · e2 белый конь · f2 белая пешка · g2 белая пешка · h2 белая пешка · a1 белая ладья · c1 белый слон · d1 белый ферзь · f1 белая ладья · g1 белый король | h8 чёрная ладья · b7 чёрная пешка · d7 чёрный король · e7 чёрная пешка · f7 чёрная пешка · g7 чёрный слон · h7 чёрная пешка · b6 чёрная пешка · c6 чёрный конь · d6 чёрная пешка · f6 чёрный конь · g6 чёрная пешка · c4 чёрный ферзь · a2 белая пешка · b2 белая пешка · e2 белый конь · f2 белая пешка · g2 белая пешка · h2 белая пешка · a1 белая ладья · c1 белый слон · d1 белый ферзь · f1 белая ладья · g1 белый король | h8 чёрная ладья · b7 чёрная пешка · d7 чёрный король · e7 чёрная пешка · f7 чёрная пешка · g7 чёрный слон · h7 чёрная пешка · b6 чёрная пешка · c6 чёрный конь · d6 чёрная пешка · f6 чёрный конь · g6 чёрная пешка · c4 чёрный ферзь · a2 белая пешка · b2 белая пешка · e2 белый конь · f2 белая пешка · g2 белая пешка · h2 белая пешка · a1 белая ладья · c1 белый слон · d1 белый ферзь · f1 белая ладья · g1 белый король | h8 чёрная ладья · b7 чёрная пешка · d7 чёрный король · e7 чёрная пешка · f7 чёрная пешка · g7 чёрный слон · h7 чёрная пешка · b6 чёрная пешка · c6 чёрный конь · d6 чёрная пешка · f6 чёрный конь · g6 чёрная пешка · c4 чёрный ферзь · a2 белая пешка · b2 белая пешка · e2 белый конь · f2 белая пешка · g2 белая пешка · h2 белая пешка · a1 белая ладья · c1 белый слон · d1 белый ферзь · f1 белая ладья · g1 белый король | h8 чёрная ладья · b7 чёрная пешка · d7 чёрный король · e7 чёрная пешка · f7 чёрная пешка · g7 чёрный слон · h7 чёрная пешка · b6 чёрная пешка · c6 чёрный конь · d6 чёрная пешка · f6 чёрный конь · g6 чёрная пешка · c4 чёрный ферзь · a2 белая пешка · b2 белая пешка · e2 белый конь · f2 белая пешка · g2 белая пешка · h2 белая пешка · a1 белая ладья · c1 белый слон · d1 белый ферзь · f1 белая ладья · g1 белый король | h8 чёрная ладья · b7 чёрная пешка · d7 чёрный король · e7 чёрная пешка · f7 чёрная пешка · g7 чёрный слон · h7 чёрная пешка · b6 чёрная пешка · c6 чёрный конь · d6 чёрная пешка · f6 чёрный конь · g6 чёрная пешка · c4 чёрный ферзь · a2 белая пешка · b2 белая пешка · e2 белый конь · f2 белая пешка · g2 белая пешка · h2 белая пешка · a1 белая ладья · c1 белый слон · d1 белый ферзь · f1 белая ладья · g1 белый король | h8 чёрная ладья · b7 чёрная пешка · d7 чёрный король · e7 чёрная пешка · f7 чёрная пешка · g7 чёрный слон · h7 чёрная пешка · b6 чёрная пешка · c6 чёрный конь · d6 чёрная пешка · f6 чёрный конь · g6 чёрная пешка · c4 чёрный ферзь · a2 белая пешка · b2 белая пешка · e2 белый конь · f2 белая пешка · g2 белая пешка · h2 белая пешка · a1 белая ладья · c1 белый слон · d1 белый ферзь · f1 белая ладья · g1 белый король | h8 чёрная ладья · b7 чёрная пешка · d7 чёрный король · e7 чёрная пешка · f7 чёрная пешка · g7 чёрный слон · h7 чёрная пешка · b6 чёрная пешка · c6 чёрный конь · d6 чёрная пешка · f6 чёрный конь · g6 чёрная пешка · c4 чёрный ферзь · a2 белая пешка · b2 белая пешка · e2 белый конь · f2 белая пешка · g2 белая пешка · h2 белая пешка · a1 белая ладья · c1 белый слон · d1 белый ферзь · f1 белая ладья · g1 белый король | 7 |
| 6 | h8 чёрная ладья · b7 чёрная пешка · d7 чёрный король · e7 чёрная пешка · f7 чёрная пешка · g7 чёрный слон · h7 чёрная пешка · b6 чёрная пешка · c6 чёрный конь · d6 чёрная пешка · f6 чёрный конь · g6 чёрная пешка · c4 чёрный ферзь · a2 белая пешка · b2 белая пешка · e2 белый конь · f2 белая пешка · g2 белая пешка · h2 белая пешка · a1 белая ладья · c1 белый слон · d1 белый ферзь · f1 белая ладья · g1 белый король | h8 чёрная ладья · b7 чёрная пешка · d7 чёрный король · e7 чёрная пешка · f7 чёрная пешка · g7 чёрный слон · h7 чёрная пешка · b6 чёрная пешка · c6 чёрный конь · d6 чёрная пешка · f6 чёрный конь · g6 чёрная пешка · c4 чёрный ферзь · a2 белая пешка · b2 белая пешка · e2 белый конь · f2 белая пешка · g2 белая пешка · h2 белая пешка · a1 белая ладья · c1 белый слон · d1 белый ферзь · f1 белая ладья · g1 белый король | h8 чёрная ладья · b7 чёрная пешка · d7 чёрный король · e7 чёрная пешка · f7 чёрная пешка · g7 чёрный слон · h7 чёрная пешка · b6 чёрная пешка · c6 чёрный конь · d6 чёрная пешка · f6 чёрный конь · g6 чёрная пешка · c4 чёрный ферзь · a2 белая пешка · b2 белая пешка · e2 белый конь · f2 белая пешка · g2 белая пешка · h2 белая пешка · a1 белая ладья · c1 белый слон · d1 белый ферзь · f1 белая ладья · g1 белый король | h8 чёрная ладья · b7 чёрная пешка · d7 чёрный король · e7 чёрная пешка · f7 чёрная пешка · g7 чёрный слон · h7 чёрная пешка · b6 чёрная пешка · c6 чёрный конь · d6 чёрная пешка · f6 чёрный конь · g6 чёрная пешка · c4 чёрный ферзь · a2 белая пешка · b2 белая пешка · e2 белый конь · f2 белая пешка · g2 белая пешка · h2 белая пешка · a1 белая ладья · c1 белый слон · d1 белый ферзь · f1 белая ладья · g1 белый король | h8 чёрная ладья · b7 чёрная пешка · d7 чёрный король · e7 чёрная пешка · f7 чёрная пешка · g7 чёрный слон · h7 чёрная пешка · b6 чёрная пешка · c6 чёрный конь · d6 чёрная пешка · f6 чёрный конь · g6 чёрная пешка · c4 чёрный ферзь · a2 белая пешка · b2 белая пешка · e2 белый конь · f2 белая пешка · g2 белая пешка · h2 белая пешка · a1 белая ладья · c1 белый слон · d1 белый ферзь · f1 белая ладья · g1 белый король | h8 чёрная ладья · b7 чёрная пешка · d7 чёрный король · e7 чёрная пешка · f7 чёрная пешка · g7 чёрный слон · h7 чёрная пешка · b6 чёрная пешка · c6 чёрный конь · d6 чёрная пешка · f6 чёрный конь · g6 чёрная пешка · c4 чёрный ферзь · a2 белая пешка · b2 белая пешка · e2 белый конь · f2 белая пешка · g2 белая пешка · h2 белая пешка · a1 белая ладья · c1 белый слон · d1 белый ферзь · f1 белая ладья · g1 белый король | h8 чёрная ладья · b7 чёрная пешка · d7 чёрный король · e7 чёрная пешка · f7 чёрная пешка · g7 чёрный слон · h7 чёрная пешка · b6 чёрная пешка · c6 чёрный конь · d6 чёрная пешка · f6 чёрный конь · g6 чёрная пешка · c4 чёрный ферзь · a2 белая пешка · b2 белая пешка · e2 белый конь · f2 белая пешка · g2 белая пешка · h2 белая пешка · a1 белая ладья · c1 белый слон · d1 белый ферзь · f1 белая ладья · g1 белый король | h8 чёрная ладья · b7 чёрная пешка · d7 чёрный король · e7 чёрная пешка · f7 чёрная пешка · g7 чёрный слон · h7 чёрная пешка · b6 чёрная пешка · c6 чёрный конь · d6 чёрная пешка · f6 чёрный конь · g6 чёрная пешка · c4 чёрный ферзь · a2 белая пешка · b2 белая пешка · e2 белый конь · f2 белая пешка · g2 белая пешка · h2 белая пешка · a1 белая ладья · c1 белый слон · d1 белый ферзь · f1 белая ладья · g1 белый король | 6 |
| 5 | h8 чёрная ладья · b7 чёрная пешка · d7 чёрный король · e7 чёрная пешка · f7 чёрная пешка · g7 чёрный слон · h7 чёрная пешка · b6 чёрная пешка · c6 чёрный конь · d6 чёрная пешка · f6 чёрный конь · g6 чёрная пешка · c4 чёрный ферзь · a2 белая пешка · b2 белая пешка · e2 белый конь · f2 белая пешка · g2 белая пешка · h2 белая пешка · a1 белая ладья · c1 белый слон · d1 белый ферзь · f1 белая ладья · g1 белый король | h8 чёрная ладья · b7 чёрная пешка · d7 чёрный король · e7 чёрная пешка · f7 чёрная пешка · g7 чёрный слон · h7 чёрная пешка · b6 чёрная пешка · c6 чёрный конь · d6 чёрная пешка · f6 чёрный конь · g6 чёрная пешка · c4 чёрный ферзь · a2 белая пешка · b2 белая пешка · e2 белый конь · f2 белая пешка · g2 белая пешка · h2 белая пешка · a1 белая ладья · c1 белый слон · d1 белый ферзь · f1 белая ладья · g1 белый король | h8 чёрная ладья · b7 чёрная пешка · d7 чёрный король · e7 чёрная пешка · f7 чёрная пешка · g7 чёрный слон · h7 чёрная пешка · b6 чёрная пешка · c6 чёрный конь · d6 чёрная пешка · f6 чёрный конь · g6 чёрная пешка · c4 чёрный ферзь · a2 белая пешка · b2 белая пешка · e2 белый конь · f2 белая пешка · g2 белая пешка · h2 белая пешка · a1 белая ладья · c1 белый слон · d1 белый ферзь · f1 белая ладья · g1 белый король | h8 чёрная ладья · b7 чёрная пешка · d7 чёрный король · e7 чёрная пешка · f7 чёрная пешка · g7 чёрный слон · h7 чёрная пешка · b6 чёрная пешка · c6 чёрный конь · d6 чёрная пешка · f6 чёрный конь · g6 чёрная пешка · c4 чёрный ферзь · a2 белая пешка · b2 белая пешка · e2 белый конь · f2 белая пешка · g2 белая пешка · h2 белая пешка · a1 белая ладья · c1 белый слон · d1 белый ферзь · f1 белая ладья · g1 белый король | h8 чёрная ладья · b7 чёрная пешка · d7 чёрный король · e7 чёрная пешка · f7 чёрная пешка · g7 чёрный слон · h7 чёрная пешка · b6 чёрная пешка · c6 чёрный конь · d6 чёрная пешка · f6 чёрный конь · g6 чёрная пешка · c4 чёрный ферзь · a2 белая пешка · b2 белая пешка · e2 белый конь · f2 белая пешка · g2 белая пешка · h2 белая пешка · a1 белая ладья · c1 белый слон · d1 белый ферзь · f1 белая ладья · g1 белый король | h8 чёрная ладья · b7 чёрная пешка · d7 чёрный король · e7 чёрная пешка · f7 чёрная пешка · g7 чёрный слон · h7 чёрная пешка · b6 чёрная пешка · c6 чёрный конь · d6 чёрная пешка · f6 чёрный конь · g6 чёрная пешка · c4 чёрный ферзь · a2 белая пешка · b2 белая пешка · e2 белый конь · f2 белая пешка · g2 белая пешка · h2 белая пешка · a1 белая ладья · c1 белый слон · d1 белый ферзь · f1 белая ладья · g1 белый король | h8 чёрная ладья · b7 чёрная пешка · d7 чёрный король · e7 чёрная пешка · f7 чёрная пешка · g7 чёрный слон · h7 чёрная пешка · b6 чёрная пешка · c6 чёрный конь · d6 чёрная пешка · f6 чёрный конь · g6 чёрная пешка · c4 чёрный ферзь · a2 белая пешка · b2 белая пешка · e2 белый конь · f2 белая пешка · g2 белая пешка · h2 белая пешка · a1 белая ладья · c1 белый слон · d1 белый ферзь · f1 белая ладья · g1 белый король | h8 чёрная ладья · b7 чёрная пешка · d7 чёрный король · e7 чёрная пешка · f7 чёрная пешка · g7 чёрный слон · h7 чёрная пешка · b6 чёрная пешка · c6 чёрный конь · d6 чёрная пешка · f6 чёрный конь · g6 чёрная пешка · c4 чёрный ферзь · a2 белая пешка · b2 белая пешка · e2 белый конь · f2 белая пешка · g2 белая пешка · h2 белая пешка · a1 белая ладья · c1 белый слон · d1 белый ферзь · f1 белая ладья · g1 белый король | 5 |
| 4 | h8 чёрная ладья · b7 чёрная пешка · d7 чёрный король · e7 чёрная пешка · f7 чёрная пешка · g7 чёрный слон · h7 чёрная пешка · b6 чёрная пешка · c6 чёрный конь · d6 чёрная пешка · f6 чёрный конь · g6 чёрная пешка · c4 чёрный ферзь · a2 белая пешка · b2 белая пешка · e2 белый конь · f2 белая пешка · g2 белая пешка · h2 белая пешка · a1 белая ладья · c1 белый слон · d1 белый ферзь · f1 белая ладья · g1 белый король | h8 чёрная ладья · b7 чёрная пешка · d7 чёрный король · e7 чёрная пешка · f7 чёрная пешка · g7 чёрный слон · h7 чёрная пешка · b6 чёрная пешка · c6 чёрный конь · d6 чёрная пешка · f6 чёрный конь · g6 чёрная пешка · c4 чёрный ферзь · a2 белая пешка · b2 белая пешка · e2 белый конь · f2 белая пешка · g2 белая пешка · h2 белая пешка · a1 белая ладья · c1 белый слон · d1 белый ферзь · f1 белая ладья · g1 белый король | h8 чёрная ладья · b7 чёрная пешка · d7 чёрный король · e7 чёрная пешка · f7 чёрная пешка · g7 чёрный слон · h7 чёрная пешка · b6 чёрная пешка · c6 чёрный конь · d6 чёрная пешка · f6 чёрный конь · g6 чёрная пешка · c4 чёрный ферзь · a2 белая пешка · b2 белая пешка · e2 белый конь · f2 белая пешка · g2 белая пешка · h2 белая пешка · a1 белая ладья · c1 белый слон · d1 белый ферзь · f1 белая ладья · g1 белый король | h8 чёрная ладья · b7 чёрная пешка · d7 чёрный король · e7 чёрная пешка · f7 чёрная пешка · g7 чёрный слон · h7 чёрная пешка · b6 чёрная пешка · c6 чёрный конь · d6 чёрная пешка · f6 чёрный конь · g6 чёрная пешка · c4 чёрный ферзь · a2 белая пешка · b2 белая пешка · e2 белый конь · f2 белая пешка · g2 белая пешка · h2 белая пешка · a1 белая ладья · c1 белый слон · d1 белый ферзь · f1 белая ладья · g1 белый король | h8 чёрная ладья · b7 чёрная пешка · d7 чёрный король · e7 чёрная пешка · f7 чёрная пешка · g7 чёрный слон · h7 чёрная пешка · b6 чёрная пешка · c6 чёрный конь · d6 чёрная пешка · f6 чёрный конь · g6 чёрная пешка · c4 чёрный ферзь · a2 белая пешка · b2 белая пешка · e2 белый конь · f2 белая пешка · g2 белая пешка · h2 белая пешка · a1 белая ладья · c1 белый слон · d1 белый ферзь · f1 белая ладья · g1 белый король | h8 чёрная ладья · b7 чёрная пешка · d7 чёрный король · e7 чёрная пешка · f7 чёрная пешка · g7 чёрный слон · h7 чёрная пешка · b6 чёрная пешка · c6 чёрный конь · d6 чёрная пешка · f6 чёрный конь · g6 чёрная пешка · c4 чёрный ферзь · a2 белая пешка · b2 белая пешка · e2 белый конь · f2 белая пешка · g2 белая пешка · h2 белая пешка · a1 белая ладья · c1 белый слон · d1 белый ферзь · f1 белая ладья · g1 белый король | h8 чёрная ладья · b7 чёрная пешка · d7 чёрный король · e7 чёрная пешка · f7 чёрная пешка · g7 чёрный слон · h7 чёрная пешка · b6 чёрная пешка · c6 чёрный конь · d6 чёрная пешка · f6 чёрный конь · g6 чёрная пешка · c4 чёрный ферзь · a2 белая пешка · b2 белая пешка · e2 белый конь · f2 белая пешка · g2 белая пешка · h2 белая пешка · a1 белая ладья · c1 белый слон · d1 белый ферзь · f1 белая ладья · g1 белый король | h8 чёрная ладья · b7 чёрная пешка · d7 чёрный король · e7 чёрная пешка · f7 чёрная пешка · g7 чёрный слон · h7 чёрная пешка · b6 чёрная пешка · c6 чёрный конь · d6 чёрная пешка · f6 чёрный конь · g6 чёрная пешка · c4 чёрный ферзь · a2 белая пешка · b2 белая пешка · e2 белый конь · f2 белая пешка · g2 белая пешка · h2 белая пешка · a1 белая ладья · c1 белый слон · d1 белый ферзь · f1 белая ладья · g1 белый король | 4 |
| 3 | h8 чёрная ладья · b7 чёрная пешка · d7 чёрный король · e7 чёрная пешка · f7 чёрная пешка · g7 чёрный слон · h7 чёрная пешка · b6 чёрная пешка · c6 чёрный конь · d6 чёрная пешка · f6 чёрный конь · g6 чёрная пешка · c4 чёрный ферзь · a2 белая пешка · b2 белая пешка · e2 белый конь · f2 белая пешка · g2 белая пешка · h2 белая пешка · a1 белая ладья · c1 белый слон · d1 белый ферзь · f1 белая ладья · g1 белый король | h8 чёрная ладья · b7 чёрная пешка · d7 чёрный король · e7 чёрная пешка · f7 чёрная пешка · g7 чёрный слон · h7 чёрная пешка · b6 чёрная пешка · c6 чёрный конь · d6 чёрная пешка · f6 чёрный конь · g6 чёрная пешка · c4 чёрный ферзь · a2 белая пешка · b2 белая пешка · e2 белый конь · f2 белая пешка · g2 белая пешка · h2 белая пешка · a1 белая ладья · c1 белый слон · d1 белый ферзь · f1 белая ладья · g1 белый король | h8 чёрная ладья · b7 чёрная пешка · d7 чёрный король · e7 чёрная пешка · f7 чёрная пешка · g7 чёрный слон · h7 чёрная пешка · b6 чёрная пешка · c6 чёрный конь · d6 чёрная пешка · f6 чёрный конь · g6 чёрная пешка · c4 чёрный ферзь · a2 белая пешка · b2 белая пешка · e2 белый конь · f2 белая пешка · g2 белая пешка · h2 белая пешка · a1 белая ладья · c1 белый слон · d1 белый ферзь · f1 белая ладья · g1 белый король | h8 чёрная ладья · b7 чёрная пешка · d7 чёрный король · e7 чёрная пешка · f7 чёрная пешка · g7 чёрный слон · h7 чёрная пешка · b6 чёрная пешка · c6 чёрный конь · d6 чёрная пешка · f6 чёрный конь · g6 чёрная пешка · c4 чёрный ферзь · a2 белая пешка · b2 белая пешка · e2 белый конь · f2 белая пешка · g2 белая пешка · h2 белая пешка · a1 белая ладья · c1 белый слон · d1 белый ферзь · f1 белая ладья · g1 белый король | h8 чёрная ладья · b7 чёрная пешка · d7 чёрный король · e7 чёрная пешка · f7 чёрная пешка · g7 чёрный слон · h7 чёрная пешка · b6 чёрная пешка · c6 чёрный конь · d6 чёрная пешка · f6 чёрный конь · g6 чёрная пешка · c4 чёрный ферзь · a2 белая пешка · b2 белая пешка · e2 белый конь · f2 белая пешка · g2 белая пешка · h2 белая пешка · a1 белая ладья · c1 белый слон · d1 белый ферзь · f1 белая ладья · g1 белый король | h8 чёрная ладья · b7 чёрная пешка · d7 чёрный король · e7 чёрная пешка · f7 чёрная пешка · g7 чёрный слон · h7 чёрная пешка · b6 чёрная пешка · c6 чёрный конь · d6 чёрная пешка · f6 чёрный конь · g6 чёрная пешка · c4 чёрный ферзь · a2 белая пешка · b2 белая пешка · e2 белый конь · f2 белая пешка · g2 белая пешка · h2 белая пешка · a1 белая ладья · c1 белый слон · d1 белый ферзь · f1 белая ладья · g1 белый король | h8 чёрная ладья · b7 чёрная пешка · d7 чёрный король · e7 чёрная пешка · f7 чёрная пешка · g7 чёрный слон · h7 чёрная пешка · b6 чёрная пешка · c6 чёрный конь · d6 чёрная пешка · f6 чёрный конь · g6 чёрная пешка · c4 чёрный ферзь · a2 белая пешка · b2 белая пешка · e2 белый конь · f2 белая пешка · g2 белая пешка · h2 белая пешка · a1 белая ладья · c1 белый слон · d1 белый ферзь · f1 белая ладья · g1 белый король | h8 чёрная ладья · b7 чёрная пешка · d7 чёрный король · e7 чёрная пешка · f7 чёрная пешка · g7 чёрный слон · h7 чёрная пешка · b6 чёрная пешка · c6 чёрный конь · d6 чёрная пешка · f6 чёрный конь · g6 чёрная пешка · c4 чёрный ферзь · a2 белая пешка · b2 белая пешка · e2 белый конь · f2 белая пешка · g2 белая пешка · h2 белая пешка · a1 белая ладья · c1 белый слон · d1 белый ферзь · f1 белая ладья · g1 белый король | 3 |
| 2 | h8 чёрная ладья · b7 чёрная пешка · d7 чёрный король · e7 чёрная пешка · f7 чёрная пешка · g7 чёрный слон · h7 чёрная пешка · b6 чёрная пешка · c6 чёрный конь · d6 чёрная пешка · f6 чёрный конь · g6 чёрная пешка · c4 чёрный ферзь · a2 белая пешка · b2 белая пешка · e2 белый конь · f2 белая пешка · g2 белая пешка · h2 белая пешка · a1 белая ладья · c1 белый слон · d1 белый ферзь · f1 белая ладья · g1 белый король | h8 чёрная ладья · b7 чёрная пешка · d7 чёрный король · e7 чёрная пешка · f7 чёрная пешка · g7 чёрный слон · h7 чёрная пешка · b6 чёрная пешка · c6 чёрный конь · d6 чёрная пешка · f6 чёрный конь · g6 чёрная пешка · c4 чёрный ферзь · a2 белая пешка · b2 белая пешка · e2 белый конь · f2 белая пешка · g2 белая пешка · h2 белая пешка · a1 белая ладья · c1 белый слон · d1 белый ферзь · f1 белая ладья · g1 белый король | h8 чёрная ладья · b7 чёрная пешка · d7 чёрный король · e7 чёрная пешка · f7 чёрная пешка · g7 чёрный слон · h7 чёрная пешка · b6 чёрная пешка · c6 чёрный конь · d6 чёрная пешка · f6 чёрный конь · g6 чёрная пешка · c4 чёрный ферзь · a2 белая пешка · b2 белая пешка · e2 белый конь · f2 белая пешка · g2 белая пешка · h2 белая пешка · a1 белая ладья · c1 белый слон · d1 белый ферзь · f1 белая ладья · g1 белый король | h8 чёрная ладья · b7 чёрная пешка · d7 чёрный король · e7 чёрная пешка · f7 чёрная пешка · g7 чёрный слон · h7 чёрная пешка · b6 чёрная пешка · c6 чёрный конь · d6 чёрная пешка · f6 чёрный конь · g6 чёрная пешка · c4 чёрный ферзь · a2 белая пешка · b2 белая пешка · e2 белый конь · f2 белая пешка · g2 белая пешка · h2 белая пешка · a1 белая ладья · c1 белый слон · d1 белый ферзь · f1 белая ладья · g1 белый король | h8 чёрная ладья · b7 чёрная пешка · d7 чёрный король · e7 чёрная пешка · f7 чёрная пешка · g7 чёрный слон · h7 чёрная пешка · b6 чёрная пешка · c6 чёрный конь · d6 чёрная пешка · f6 чёрный конь · g6 чёрная пешка · c4 чёрный ферзь · a2 белая пешка · b2 белая пешка · e2 белый конь · f2 белая пешка · g2 белая пешка · h2 белая пешка · a1 белая ладья · c1 белый слон · d1 белый ферзь · f1 белая ладья · g1 белый король | h8 чёрная ладья · b7 чёрная пешка · d7 чёрный король · e7 чёрная пешка · f7 чёрная пешка · g7 чёрный слон · h7 чёрная пешка · b6 чёрная пешка · c6 чёрный конь · d6 чёрная пешка · f6 чёрный конь · g6 чёрная пешка · c4 чёрный ферзь · a2 белая пешка · b2 белая пешка · e2 белый конь · f2 белая пешка · g2 белая пешка · h2 белая пешка · a1 белая ладья · c1 белый слон · d1 белый ферзь · f1 белая ладья · g1 белый король | h8 чёрная ладья · b7 чёрная пешка · d7 чёрный король · e7 чёрная пешка · f7 чёрная пешка · g7 чёрный слон · h7 чёрная пешка · b6 чёрная пешка · c6 чёрный конь · d6 чёрная пешка · f6 чёрный конь · g6 чёрная пешка · c4 чёрный ферзь · a2 белая пешка · b2 белая пешка · e2 белый конь · f2 белая пешка · g2 белая пешка · h2 белая пешка · a1 белая ладья · c1 белый слон · d1 белый ферзь · f1 белая ладья · g1 белый король | h8 чёрная ладья · b7 чёрная пешка · d7 чёрный король · e7 чёрная пешка · f7 чёрная пешка · g7 чёрный слон · h7 чёрная пешка · b6 чёрная пешка · c6 чёрный конь · d6 чёрная пешка · f6 чёрный конь · g6 чёрная пешка · c4 чёрный ферзь · a2 белая пешка · b2 белая пешка · e2 белый конь · f2 белая пешка · g2 белая пешка · h2 белая пешка · a1 белая ладья · c1 белый слон · d1 белый ферзь · f1 белая ладья · g1 белый король | 2 |
| 1 | h8 чёрная ладья · b7 чёрная пешка · d7 чёрный король · e7 чёрная пешка · f7 чёрная пешка · g7 чёрный слон · h7 чёрная пешка · b6 чёрная пешка · c6 чёрный конь · d6 чёрная пешка · f6 чёрный конь · g6 чёрная пешка · c4 чёрный ферзь · a2 белая пешка · b2 белая пешка · e2 белый конь · f2 белая пешка · g2 белая пешка · h2 белая пешка · a1 белая ладья · c1 белый слон · d1 белый ферзь · f1 белая ладья · g1 белый король | h8 чёрная ладья · b7 чёрная пешка · d7 чёрный король · e7 чёрная пешка · f7 чёрная пешка · g7 чёрный слон · h7 чёрная пешка · b6 чёрная пешка · c6 чёрный конь · d6 чёрная пешка · f6 чёрный конь · g6 чёрная пешка · c4 чёрный ферзь · a2 белая пешка · b2 белая пешка · e2 белый конь · f2 белая пешка · g2 белая пешка · h2 белая пешка · a1 белая ладья · c1 белый слон · d1 белый ферзь · f1 белая ладья · g1 белый король | h8 чёрная ладья · b7 чёрная пешка · d7 чёрный король · e7 чёрная пешка · f7 чёрная пешка · g7 чёрный слон · h7 чёрная пешка · b6 чёрная пешка · c6 чёрный конь · d6 чёрная пешка · f6 чёрный конь · g6 чёрная пешка · c4 чёрный ферзь · a2 белая пешка · b2 белая пешка · e2 белый конь · f2 белая пешка · g2 белая пешка · h2 белая пешка · a1 белая ладья · c1 белый слон · d1 белый ферзь · f1 белая ладья · g1 белый король | h8 чёрная ладья · b7 чёрная пешка · d7 чёрный король · e7 чёрная пешка · f7 чёрная пешка · g7 чёрный слон · h7 чёрная пешка · b6 чёрная пешка · c6 чёрный конь · d6 чёрная пешка · f6 чёрный конь · g6 чёрная пешка · c4 чёрный ферзь · a2 белая пешка · b2 белая пешка · e2 белый конь · f2 белая пешка · g2 белая пешка · h2 белая пешка · a1 белая ладья · c1 белый слон · d1 белый ферзь · f1 белая ладья · g1 белый король | h8 чёрная ладья · b7 чёрная пешка · d7 чёрный король · e7 чёрная пешка · f7 чёрная пешка · g7 чёрный слон · h7 чёрная пешка · b6 чёрная пешка · c6 чёрный конь · d6 чёрная пешка · f6 чёрный конь · g6 чёрная пешка · c4 чёрный ферзь · a2 белая пешка · b2 белая пешка · e2 белый конь · f2 белая пешка · g2 белая пешка · h2 белая пешка · a1 белая ладья · c1 белый слон · d1 белый ферзь · f1 белая ладья · g1 белый король | h8 чёрная ладья · b7 чёрная пешка · d7 чёрный король · e7 чёрная пешка · f7 чёрная пешка · g7 чёрный слон · h7 чёрная пешка · b6 чёрная пешка · c6 чёрный конь · d6 чёрная пешка · f6 чёрный конь · g6 чёрная пешка · c4 чёрный ферзь · a2 белая пешка · b2 белая пешка · e2 белый конь · f2 белая пешка · g2 белая пешка · h2 белая пешка · a1 белая ладья · c1 белый слон · d1 белый ферзь · f1 белая ладья · g1 белый король | h8 чёрная ладья · b7 чёрная пешка · d7 чёрный король · e7 чёрная пешка · f7 чёрная пешка · g7 чёрный слон · h7 чёрная пешка · b6 чёрная пешка · c6 чёрный конь · d6 чёрная пешка · f6 чёрный конь · g6 чёрная пешка · c4 чёрный ферзь · a2 белая пешка · b2 белая пешка · e2 белый конь · f2 белая пешка · g2 белая пешка · h2 белая пешка · a1 белая ладья · c1 белый слон · d1 белый ферзь · f1 белая ладья · g1 белый король | h8 чёрная ладья · b7 чёрная пешка · d7 чёрный король · e7 чёрная пешка · f7 чёрная пешка · g7 чёрный слон · h7 чёрная пешка · b6 чёрная пешка · c6 чёрный конь · d6 чёрная пешка · f6 чёрный конь · g6 чёрная пешка · c4 чёрный ферзь · a2 белая пешка · b2 белая пешка · e2 белый конь · f2 белая пешка · g2 белая пешка · h2 белая пешка · a1 белая ладья · c1 белый слон · d1 белый ферзь · f1 белая ладья · g1 белый король | 1 |
|   | a | b | c | d | e | f | g | h |   |

После вынужденных ходов с обеих сторон, Каспаров пожертвовал конём, чтобы у чёрных оказались сдвоенные пешки. Силы всё ещё равны, но позиционно Команда мира, несмотря на открытую вертикаль, сдвоенные пешки и незащищённого короля, имеют преимущество в развитии и пешечным строем контролируют центр доски. Без поддержки в центре Каспаров не может угрожать королю чёрных. Каспаров ответил на вызов отличным ходом, выбранным из альтернатив, которые позволили бы Команде мира проявить сильную инициативу. Например, было заманчиво атаковать чёрного ферзя и, возможно, вывести ферзевого слона ходом 15. b3, но это побудило бы Команду мира сменить атаку на королевский фланг ходом 15. …Фh4. Ход 15. Сe3 позволил бы Команде мира сыграть 15… Кd5, выводя чёрного коня на то поле, которое она хотела занять. Сделанный ход Каспарова оспаривал d5, несколько притуплял влияние слона чёрных на g7 и сохранял компактную, гибкую позицию.
15. Кc3!
На пятнадцатом ходу Команда мира оживлённо обсуждала несколько заманчивых сценариев развития игры, включая 15… e6 (всё ещё оспаривая d5), 15… d5 (занимая центральную позицию), 15… Кe4 (размениваясь с Каспаровым позициями), 15… Лd8 (с намерением сделать искусственную рокировку и активировать пешки в центре), 15… Лa8 (оказывая давление на ферзевом фланге и угрожая продвижением ладьи на a5) и 15… b5 (угрожая коню белых и оказывая давления на ферзевом фланге). Множество доступных сильных ходов отразилось в том, что команда аналитиков рекомендовала четыре возможных варианта.
Начиная с этого момента, множество шахматных клубов начало на ежедневной основе анализировать промежуточные результаты игры, публикуемые на официальном сайте MSN. Среди них была санкт-петербургская гроссмейстерская школа Александра Халифмана. Анализируя позицию Команды мира, она рекомендовала сделать ход 15… b5, который также предлагала Петц. Многие ожидали, что такая рекомендация склонит большинство голосов в пользу этого хода, однако первое место с 48 % голосов получил ход 15… Лa8 от Джонатана Спилмена.
15… Лa8
Пятнадцатый ход отразил возросшую координацию внутри Мировой команды: Круш вела сводную аналитику всех предложений и отказов со всей доски обсуждений, что позволяло команде не только концентрироваться на наиболее перспективных действиях, но и помогало ориентироваться в всём многообразии более ранних предложений. Благодаря этому команда могла не только находить хороший ход, но и получала консенсус относительно его качества. Круш быстро стала центром всех общих действий Команды мира, благодаря чему качество аналитики значительно повысилось.
16. a4!
Этот ход был направлен на противодействие манёвру 16… Лa5, на которое теперь можно было бы ответить 17. Кb5!, парализуя ферзевый фланг чёрных. Одновременно Каспаров грозил ходом ладьи на Лa3, что могло сорвать планы чёрных в нескольких продолжениях. Наконец, 16. a4 предотвратило продвижение сдвоенных пешек на вертикали b, сделав их мишенями в будущем. Игра оставалась очень неясной и динамичной, но вдруг оказалось, что Мировая команда борется за сохранение равновесия.
И снова на шестнадцатом ходу все аналитики выдали различные рекомендации. Предложение Круш 16… Кe4 собрало 50 % голосов, на втором месте с 14 % голосов оказался ход 16… Кd4.
16… Кe4 17. Кxe4 Фxe4 18. Фb3
|   | a | b | c | d | e | f | g | h |   |
| - | --- | --- | --- | --- | --- | --- | --- | --- | - |
| 8 | a8 чёрная ладья · b7 чёрная пешка · d7 чёрный король · e7 чёрная пешка · f7 чёрная пешка · g7 чёрный слон · h7 чёрная пешка · b6 чёрная пешка · c6 чёрный конь · d6 чёрная пешка · g6 чёрная пешка · a4 белая пешка · e4 чёрный ферзь · b3 белый ферзь · b2 белая пешка · f2 белая пешка · g2 белая пешка · h2 белая пешка · a1 белая ладья · c1 белый слон · f1 белая ладья · g1 белый король | a8 чёрная ладья · b7 чёрная пешка · d7 чёрный король · e7 чёрная пешка · f7 чёрная пешка · g7 чёрный слон · h7 чёрная пешка · b6 чёрная пешка · c6 чёрный конь · d6 чёрная пешка · g6 чёрная пешка · a4 белая пешка · e4 чёрный ферзь · b3 белый ферзь · b2 белая пешка · f2 белая пешка · g2 белая пешка · h2 белая пешка · a1 белая ладья · c1 белый слон · f1 белая ладья · g1 белый король | a8 чёрная ладья · b7 чёрная пешка · d7 чёрный король · e7 чёрная пешка · f7 чёрная пешка · g7 чёрный слон · h7 чёрная пешка · b6 чёрная пешка · c6 чёрный конь · d6 чёрная пешка · g6 чёрная пешка · a4 белая пешка · e4 чёрный ферзь · b3 белый ферзь · b2 белая пешка · f2 белая пешка · g2 белая пешка · h2 белая пешка · a1 белая ладья · c1 белый слон · f1 белая ладья · g1 белый король | a8 чёрная ладья · b7 чёрная пешка · d7 чёрный король · e7 чёрная пешка · f7 чёрная пешка · g7 чёрный слон · h7 чёрная пешка · b6 чёрная пешка · c6 чёрный конь · d6 чёрная пешка · g6 чёрная пешка · a4 белая пешка · e4 чёрный ферзь · b3 белый ферзь · b2 белая пешка · f2 белая пешка · g2 белая пешка · h2 белая пешка · a1 белая ладья · c1 белый слон · f1 белая ладья · g1 белый король | a8 чёрная ладья · b7 чёрная пешка · d7 чёрный король · e7 чёрная пешка · f7 чёрная пешка · g7 чёрный слон · h7 чёрная пешка · b6 чёрная пешка · c6 чёрный конь · d6 чёрная пешка · g6 чёрная пешка · a4 белая пешка · e4 чёрный ферзь · b3 белый ферзь · b2 белая пешка · f2 белая пешка · g2 белая пешка · h2 белая пешка · a1 белая ладья · c1 белый слон · f1 белая ладья · g1 белый король | a8 чёрная ладья · b7 чёрная пешка · d7 чёрный король · e7 чёрная пешка · f7 чёрная пешка · g7 чёрный слон · h7 чёрная пешка · b6 чёрная пешка · c6 чёрный конь · d6 чёрная пешка · g6 чёрная пешка · a4 белая пешка · e4 чёрный ферзь · b3 белый ферзь · b2 белая пешка · f2 белая пешка · g2 белая пешка · h2 белая пешка · a1 белая ладья · c1 белый слон · f1 белая ладья · g1 белый король | a8 чёрная ладья · b7 чёрная пешка · d7 чёрный король · e7 чёрная пешка · f7 чёрная пешка · g7 чёрный слон · h7 чёрная пешка · b6 чёрная пешка · c6 чёрный конь · d6 чёрная пешка · g6 чёрная пешка · a4 белая пешка · e4 чёрный ферзь · b3 белый ферзь · b2 белая пешка · f2 белая пешка · g2 белая пешка · h2 белая пешка · a1 белая ладья · c1 белый слон · f1 белая ладья · g1 белый король | a8 чёрная ладья · b7 чёрная пешка · d7 чёрный король · e7 чёрная пешка · f7 чёрная пешка · g7 чёрный слон · h7 чёрная пешка · b6 чёрная пешка · c6 чёрный конь · d6 чёрная пешка · g6 чёрная пешка · a4 белая пешка · e4 чёрный ферзь · b3 белый ферзь · b2 белая пешка · f2 белая пешка · g2 белая пешка · h2 белая пешка · a1 белая ладья · c1 белый слон · f1 белая ладья · g1 белый король | 8 |
| 7 | a8 чёрная ладья · b7 чёрная пешка · d7 чёрный король · e7 чёрная пешка · f7 чёрная пешка · g7 чёрный слон · h7 чёрная пешка · b6 чёрная пешка · c6 чёрный конь · d6 чёрная пешка · g6 чёрная пешка · a4 белая пешка · e4 чёрный ферзь · b3 белый ферзь · b2 белая пешка · f2 белая пешка · g2 белая пешка · h2 белая пешка · a1 белая ладья · c1 белый слон · f1 белая ладья · g1 белый король | a8 чёрная ладья · b7 чёрная пешка · d7 чёрный король · e7 чёрная пешка · f7 чёрная пешка · g7 чёрный слон · h7 чёрная пешка · b6 чёрная пешка · c6 чёрный конь · d6 чёрная пешка · g6 чёрная пешка · a4 белая пешка · e4 чёрный ферзь · b3 белый ферзь · b2 белая пешка · f2 белая пешка · g2 белая пешка · h2 белая пешка · a1 белая ладья · c1 белый слон · f1 белая ладья · g1 белый король | a8 чёрная ладья · b7 чёрная пешка · d7 чёрный король · e7 чёрная пешка · f7 чёрная пешка · g7 чёрный слон · h7 чёрная пешка · b6 чёрная пешка · c6 чёрный конь · d6 чёрная пешка · g6 чёрная пешка · a4 белая пешка · e4 чёрный ферзь · b3 белый ферзь · b2 белая пешка · f2 белая пешка · g2 белая пешка · h2 белая пешка · a1 белая ладья · c1 белый слон · f1 белая ладья · g1 белый король | a8 чёрная ладья · b7 чёрная пешка · d7 чёрный король · e7 чёрная пешка · f7 чёрная пешка · g7 чёрный слон · h7 чёрная пешка · b6 чёрная пешка · c6 чёрный конь · d6 чёрная пешка · g6 чёрная пешка · a4 белая пешка · e4 чёрный ферзь · b3 белый ферзь · b2 белая пешка · f2 белая пешка · g2 белая пешка · h2 белая пешка · a1 белая ладья · c1 белый слон · f1 белая ладья · g1 белый король | a8 чёрная ладья · b7 чёрная пешка · d7 чёрный король · e7 чёрная пешка · f7 чёрная пешка · g7 чёрный слон · h7 чёрная пешка · b6 чёрная пешка · c6 чёрный конь · d6 чёрная пешка · g6 чёрная пешка · a4 белая пешка · e4 чёрный ферзь · b3 белый ферзь · b2 белая пешка · f2 белая пешка · g2 белая пешка · h2 белая пешка · a1 белая ладья · c1 белый слон · f1 белая ладья · g1 белый король | a8 чёрная ладья · b7 чёрная пешка · d7 чёрный король · e7 чёрная пешка · f7 чёрная пешка · g7 чёрный слон · h7 чёрная пешка · b6 чёрная пешка · c6 чёрный конь · d6 чёрная пешка · g6 чёрная пешка · a4 белая пешка · e4 чёрный ферзь · b3 белый ферзь · b2 белая пешка · f2 белая пешка · g2 белая пешка · h2 белая пешка · a1 белая ладья · c1 белый слон · f1 белая ладья · g1 белый король | a8 чёрная ладья · b7 чёрная пешка · d7 чёрный король · e7 чёрная пешка · f7 чёрная пешка · g7 чёрный слон · h7 чёрная пешка · b6 чёрная пешка · c6 чёрный конь · d6 чёрная пешка · g6 чёрная пешка · a4 белая пешка · e4 чёрный ферзь · b3 белый ферзь · b2 белая пешка · f2 белая пешка · g2 белая пешка · h2 белая пешка · a1 белая ладья · c1 белый слон · f1 белая ладья · g1 белый король | a8 чёрная ладья · b7 чёрная пешка · d7 чёрный король · e7 чёрная пешка · f7 чёрная пешка · g7 чёрный слон · h7 чёрная пешка · b6 чёрная пешка · c6 чёрный конь · d6 чёрная пешка · g6 чёрная пешка · a4 белая пешка · e4 чёрный ферзь · b3 белый ферзь · b2 белая пешка · f2 белая пешка · g2 белая пешка · h2 белая пешка · a1 белая ладья · c1 белый слон · f1 белая ладья · g1 белый король | 7 |
| 6 | a8 чёрная ладья · b7 чёрная пешка · d7 чёрный король · e7 чёрная пешка · f7 чёрная пешка · g7 чёрный слон · h7 чёрная пешка · b6 чёрная пешка · c6 чёрный конь · d6 чёрная пешка · g6 чёрная пешка · a4 белая пешка · e4 чёрный ферзь · b3 белый ферзь · b2 белая пешка · f2 белая пешка · g2 белая пешка · h2 белая пешка · a1 белая ладья · c1 белый слон · f1 белая ладья · g1 белый король | a8 чёрная ладья · b7 чёрная пешка · d7 чёрный король · e7 чёрная пешка · f7 чёрная пешка · g7 чёрный слон · h7 чёрная пешка · b6 чёрная пешка · c6 чёрный конь · d6 чёрная пешка · g6 чёрная пешка · a4 белая пешка · e4 чёрный ферзь · b3 белый ферзь · b2 белая пешка · f2 белая пешка · g2 белая пешка · h2 белая пешка · a1 белая ладья · c1 белый слон · f1 белая ладья · g1 белый король | a8 чёрная ладья · b7 чёрная пешка · d7 чёрный король · e7 чёрная пешка · f7 чёрная пешка · g7 чёрный слон · h7 чёрная пешка · b6 чёрная пешка · c6 чёрный конь · d6 чёрная пешка · g6 чёрная пешка · a4 белая пешка · e4 чёрный ферзь · b3 белый ферзь · b2 белая пешка · f2 белая пешка · g2 белая пешка · h2 белая пешка · a1 белая ладья · c1 белый слон · f1 белая ладья · g1 белый король | a8 чёрная ладья · b7 чёрная пешка · d7 чёрный король · e7 чёрная пешка · f7 чёрная пешка · g7 чёрный слон · h7 чёрная пешка · b6 чёрная пешка · c6 чёрный конь · d6 чёрная пешка · g6 чёрная пешка · a4 белая пешка · e4 чёрный ферзь · b3 белый ферзь · b2 белая пешка · f2 белая пешка · g2 белая пешка · h2 белая пешка · a1 белая ладья · c1 белый слон · f1 белая ладья · g1 белый король | a8 чёрная ладья · b7 чёрная пешка · d7 чёрный король · e7 чёрная пешка · f7 чёрная пешка · g7 чёрный слон · h7 чёрная пешка · b6 чёрная пешка · c6 чёрный конь · d6 чёрная пешка · g6 чёрная пешка · a4 белая пешка · e4 чёрный ферзь · b3 белый ферзь · b2 белая пешка · f2 белая пешка · g2 белая пешка · h2 белая пешка · a1 белая ладья · c1 белый слон · f1 белая ладья · g1 белый король | a8 чёрная ладья · b7 чёрная пешка · d7 чёрный король · e7 чёрная пешка · f7 чёрная пешка · g7 чёрный слон · h7 чёрная пешка · b6 чёрная пешка · c6 чёрный конь · d6 чёрная пешка · g6 чёрная пешка · a4 белая пешка · e4 чёрный ферзь · b3 белый ферзь · b2 белая пешка · f2 белая пешка · g2 белая пешка · h2 белая пешка · a1 белая ладья · c1 белый слон · f1 белая ладья · g1 белый король | a8 чёрная ладья · b7 чёрная пешка · d7 чёрный король · e7 чёрная пешка · f7 чёрная пешка · g7 чёрный слон · h7 чёрная пешка · b6 чёрная пешка · c6 чёрный конь · d6 чёрная пешка · g6 чёрная пешка · a4 белая пешка · e4 чёрный ферзь · b3 белый ферзь · b2 белая пешка · f2 белая пешка · g2 белая пешка · h2 белая пешка · a1 белая ладья · c1 белый слон · f1 белая ладья · g1 белый король | a8 чёрная ладья · b7 чёрная пешка · d7 чёрный король · e7 чёрная пешка · f7 чёрная пешка · g7 чёрный слон · h7 чёрная пешка · b6 чёрная пешка · c6 чёрный конь · d6 чёрная пешка · g6 чёрная пешка · a4 белая пешка · e4 чёрный ферзь · b3 белый ферзь · b2 белая пешка · f2 белая пешка · g2 белая пешка · h2 белая пешка · a1 белая ладья · c1 белый слон · f1 белая ладья · g1 белый король | 6 |
| 5 | a8 чёрная ладья · b7 чёрная пешка · d7 чёрный король · e7 чёрная пешка · f7 чёрная пешка · g7 чёрный слон · h7 чёрная пешка · b6 чёрная пешка · c6 чёрный конь · d6 чёрная пешка · g6 чёрная пешка · a4 белая пешка · e4 чёрный ферзь · b3 белый ферзь · b2 белая пешка · f2 белая пешка · g2 белая пешка · h2 белая пешка · a1 белая ладья · c1 белый слон · f1 белая ладья · g1 белый король | a8 чёрная ладья · b7 чёрная пешка · d7 чёрный король · e7 чёрная пешка · f7 чёрная пешка · g7 чёрный слон · h7 чёрная пешка · b6 чёрная пешка · c6 чёрный конь · d6 чёрная пешка · g6 чёрная пешка · a4 белая пешка · e4 чёрный ферзь · b3 белый ферзь · b2 белая пешка · f2 белая пешка · g2 белая пешка · h2 белая пешка · a1 белая ладья · c1 белый слон · f1 белая ладья · g1 белый король | a8 чёрная ладья · b7 чёрная пешка · d7 чёрный король · e7 чёрная пешка · f7 чёрная пешка · g7 чёрный слон · h7 чёрная пешка · b6 чёрная пешка · c6 чёрный конь · d6 чёрная пешка · g6 чёрная пешка · a4 белая пешка · e4 чёрный ферзь · b3 белый ферзь · b2 белая пешка · f2 белая пешка · g2 белая пешка · h2 белая пешка · a1 белая ладья · c1 белый слон · f1 белая ладья · g1 белый король | a8 чёрная ладья · b7 чёрная пешка · d7 чёрный король · e7 чёрная пешка · f7 чёрная пешка · g7 чёрный слон · h7 чёрная пешка · b6 чёрная пешка · c6 чёрный конь · d6 чёрная пешка · g6 чёрная пешка · a4 белая пешка · e4 чёрный ферзь · b3 белый ферзь · b2 белая пешка · f2 белая пешка · g2 белая пешка · h2 белая пешка · a1 белая ладья · c1 белый слон · f1 белая ладья · g1 белый король | a8 чёрная ладья · b7 чёрная пешка · d7 чёрный король · e7 чёрная пешка · f7 чёрная пешка · g7 чёрный слон · h7 чёрная пешка · b6 чёрная пешка · c6 чёрный конь · d6 чёрная пешка · g6 чёрная пешка · a4 белая пешка · e4 чёрный ферзь · b3 белый ферзь · b2 белая пешка · f2 белая пешка · g2 белая пешка · h2 белая пешка · a1 белая ладья · c1 белый слон · f1 белая ладья · g1 белый король | a8 чёрная ладья · b7 чёрная пешка · d7 чёрный король · e7 чёрная пешка · f7 чёрная пешка · g7 чёрный слон · h7 чёрная пешка · b6 чёрная пешка · c6 чёрный конь · d6 чёрная пешка · g6 чёрная пешка · a4 белая пешка · e4 чёрный ферзь · b3 белый ферзь · b2 белая пешка · f2 белая пешка · g2 белая пешка · h2 белая пешка · a1 белая ладья · c1 белый слон · f1 белая ладья · g1 белый король | a8 чёрная ладья · b7 чёрная пешка · d7 чёрный король · e7 чёрная пешка · f7 чёрная пешка · g7 чёрный слон · h7 чёрная пешка · b6 чёрная пешка · c6 чёрный конь · d6 чёрная пешка · g6 чёрная пешка · a4 белая пешка · e4 чёрный ферзь · b3 белый ферзь · b2 белая пешка · f2 белая пешка · g2 белая пешка · h2 белая пешка · a1 белая ладья · c1 белый слон · f1 белая ладья · g1 белый король | a8 чёрная ладья · b7 чёрная пешка · d7 чёрный король · e7 чёрная пешка · f7 чёрная пешка · g7 чёрный слон · h7 чёрная пешка · b6 чёрная пешка · c6 чёрный конь · d6 чёрная пешка · g6 чёрная пешка · a4 белая пешка · e4 чёрный ферзь · b3 белый ферзь · b2 белая пешка · f2 белая пешка · g2 белая пешка · h2 белая пешка · a1 белая ладья · c1 белый слон · f1 белая ладья · g1 белый король | 5 |
| 4 | a8 чёрная ладья · b7 чёрная пешка · d7 чёрный король · e7 чёрная пешка · f7 чёрная пешка · g7 чёрный слон · h7 чёрная пешка · b6 чёрная пешка · c6 чёрный конь · d6 чёрная пешка · g6 чёрная пешка · a4 белая пешка · e4 чёрный ферзь · b3 белый ферзь · b2 белая пешка · f2 белая пешка · g2 белая пешка · h2 белая пешка · a1 белая ладья · c1 белый слон · f1 белая ладья · g1 белый король | a8 чёрная ладья · b7 чёрная пешка · d7 чёрный король · e7 чёрная пешка · f7 чёрная пешка · g7 чёрный слон · h7 чёрная пешка · b6 чёрная пешка · c6 чёрный конь · d6 чёрная пешка · g6 чёрная пешка · a4 белая пешка · e4 чёрный ферзь · b3 белый ферзь · b2 белая пешка · f2 белая пешка · g2 белая пешка · h2 белая пешка · a1 белая ладья · c1 белый слон · f1 белая ладья · g1 белый король | a8 чёрная ладья · b7 чёрная пешка · d7 чёрный король · e7 чёрная пешка · f7 чёрная пешка · g7 чёрный слон · h7 чёрная пешка · b6 чёрная пешка · c6 чёрный конь · d6 чёрная пешка · g6 чёрная пешка · a4 белая пешка · e4 чёрный ферзь · b3 белый ферзь · b2 белая пешка · f2 белая пешка · g2 белая пешка · h2 белая пешка · a1 белая ладья · c1 белый слон · f1 белая ладья · g1 белый король | a8 чёрная ладья · b7 чёрная пешка · d7 чёрный король · e7 чёрная пешка · f7 чёрная пешка · g7 чёрный слон · h7 чёрная пешка · b6 чёрная пешка · c6 чёрный конь · d6 чёрная пешка · g6 чёрная пешка · a4 белая пешка · e4 чёрный ферзь · b3 белый ферзь · b2 белая пешка · f2 белая пешка · g2 белая пешка · h2 белая пешка · a1 белая ладья · c1 белый слон · f1 белая ладья · g1 белый король | a8 чёрная ладья · b7 чёрная пешка · d7 чёрный король · e7 чёрная пешка · f7 чёрная пешка · g7 чёрный слон · h7 чёрная пешка · b6 чёрная пешка · c6 чёрный конь · d6 чёрная пешка · g6 чёрная пешка · a4 белая пешка · e4 чёрный ферзь · b3 белый ферзь · b2 белая пешка · f2 белая пешка · g2 белая пешка · h2 белая пешка · a1 белая ладья · c1 белый слон · f1 белая ладья · g1 белый король | a8 чёрная ладья · b7 чёрная пешка · d7 чёрный король · e7 чёрная пешка · f7 чёрная пешка · g7 чёрный слон · h7 чёрная пешка · b6 чёрная пешка · c6 чёрный конь · d6 чёрная пешка · g6 чёрная пешка · a4 белая пешка · e4 чёрный ферзь · b3 белый ферзь · b2 белая пешка · f2 белая пешка · g2 белая пешка · h2 белая пешка · a1 белая ладья · c1 белый слон · f1 белая ладья · g1 белый король | a8 чёрная ладья · b7 чёрная пешка · d7 чёрный король · e7 чёрная пешка · f7 чёрная пешка · g7 чёрный слон · h7 чёрная пешка · b6 чёрная пешка · c6 чёрный конь · d6 чёрная пешка · g6 чёрная пешка · a4 белая пешка · e4 чёрный ферзь · b3 белый ферзь · b2 белая пешка · f2 белая пешка · g2 белая пешка · h2 белая пешка · a1 белая ладья · c1 белый слон · f1 белая ладья · g1 белый король | a8 чёрная ладья · b7 чёрная пешка · d7 чёрный король · e7 чёрная пешка · f7 чёрная пешка · g7 чёрный слон · h7 чёрная пешка · b6 чёрная пешка · c6 чёрный конь · d6 чёрная пешка · g6 чёрная пешка · a4 белая пешка · e4 чёрный ферзь · b3 белый ферзь · b2 белая пешка · f2 белая пешка · g2 белая пешка · h2 белая пешка · a1 белая ладья · c1 белый слон · f1 белая ладья · g1 белый король | 4 |
| 3 | a8 чёрная ладья · b7 чёрная пешка · d7 чёрный король · e7 чёрная пешка · f7 чёрная пешка · g7 чёрный слон · h7 чёрная пешка · b6 чёрная пешка · c6 чёрный конь · d6 чёрная пешка · g6 чёрная пешка · a4 белая пешка · e4 чёрный ферзь · b3 белый ферзь · b2 белая пешка · f2 белая пешка · g2 белая пешка · h2 белая пешка · a1 белая ладья · c1 белый слон · f1 белая ладья · g1 белый король | a8 чёрная ладья · b7 чёрная пешка · d7 чёрный король · e7 чёрная пешка · f7 чёрная пешка · g7 чёрный слон · h7 чёрная пешка · b6 чёрная пешка · c6 чёрный конь · d6 чёрная пешка · g6 чёрная пешка · a4 белая пешка · e4 чёрный ферзь · b3 белый ферзь · b2 белая пешка · f2 белая пешка · g2 белая пешка · h2 белая пешка · a1 белая ладья · c1 белый слон · f1 белая ладья · g1 белый король | a8 чёрная ладья · b7 чёрная пешка · d7 чёрный король · e7 чёрная пешка · f7 чёрная пешка · g7 чёрный слон · h7 чёрная пешка · b6 чёрная пешка · c6 чёрный конь · d6 чёрная пешка · g6 чёрная пешка · a4 белая пешка · e4 чёрный ферзь · b3 белый ферзь · b2 белая пешка · f2 белая пешка · g2 белая пешка · h2 белая пешка · a1 белая ладья · c1 белый слон · f1 белая ладья · g1 белый король | a8 чёрная ладья · b7 чёрная пешка · d7 чёрный король · e7 чёрная пешка · f7 чёрная пешка · g7 чёрный слон · h7 чёрная пешка · b6 чёрная пешка · c6 чёрный конь · d6 чёрная пешка · g6 чёрная пешка · a4 белая пешка · e4 чёрный ферзь · b3 белый ферзь · b2 белая пешка · f2 белая пешка · g2 белая пешка · h2 белая пешка · a1 белая ладья · c1 белый слон · f1 белая ладья · g1 белый король | a8 чёрная ладья · b7 чёрная пешка · d7 чёрный король · e7 чёрная пешка · f7 чёрная пешка · g7 чёрный слон · h7 чёрная пешка · b6 чёрная пешка · c6 чёрный конь · d6 чёрная пешка · g6 чёрная пешка · a4 белая пешка · e4 чёрный ферзь · b3 белый ферзь · b2 белая пешка · f2 белая пешка · g2 белая пешка · h2 белая пешка · a1 белая ладья · c1 белый слон · f1 белая ладья · g1 белый король | a8 чёрная ладья · b7 чёрная пешка · d7 чёрный король · e7 чёрная пешка · f7 чёрная пешка · g7 чёрный слон · h7 чёрная пешка · b6 чёрная пешка · c6 чёрный конь · d6 чёрная пешка · g6 чёрная пешка · a4 белая пешка · e4 чёрный ферзь · b3 белый ферзь · b2 белая пешка · f2 белая пешка · g2 белая пешка · h2 белая пешка · a1 белая ладья · c1 белый слон · f1 белая ладья · g1 белый король | a8 чёрная ладья · b7 чёрная пешка · d7 чёрный король · e7 чёрная пешка · f7 чёрная пешка · g7 чёрный слон · h7 чёрная пешка · b6 чёрная пешка · c6 чёрный конь · d6 чёрная пешка · g6 чёрная пешка · a4 белая пешка · e4 чёрный ферзь · b3 белый ферзь · b2 белая пешка · f2 белая пешка · g2 белая пешка · h2 белая пешка · a1 белая ладья · c1 белый слон · f1 белая ладья · g1 белый король | a8 чёрная ладья · b7 чёрная пешка · d7 чёрный король · e7 чёрная пешка · f7 чёрная пешка · g7 чёрный слон · h7 чёрная пешка · b6 чёрная пешка · c6 чёрный конь · d6 чёрная пешка · g6 чёрная пешка · a4 белая пешка · e4 чёрный ферзь · b3 белый ферзь · b2 белая пешка · f2 белая пешка · g2 белая пешка · h2 белая пешка · a1 белая ладья · c1 белый слон · f1 белая ладья · g1 белый король | 3 |
| 2 | a8 чёрная ладья · b7 чёрная пешка · d7 чёрный король · e7 чёрная пешка · f7 чёрная пешка · g7 чёрный слон · h7 чёрная пешка · b6 чёрная пешка · c6 чёрный конь · d6 чёрная пешка · g6 чёрная пешка · a4 белая пешка · e4 чёрный ферзь · b3 белый ферзь · b2 белая пешка · f2 белая пешка · g2 белая пешка · h2 белая пешка · a1 белая ладья · c1 белый слон · f1 белая ладья · g1 белый король | a8 чёрная ладья · b7 чёрная пешка · d7 чёрный король · e7 чёрная пешка · f7 чёрная пешка · g7 чёрный слон · h7 чёрная пешка · b6 чёрная пешка · c6 чёрный конь · d6 чёрная пешка · g6 чёрная пешка · a4 белая пешка · e4 чёрный ферзь · b3 белый ферзь · b2 белая пешка · f2 белая пешка · g2 белая пешка · h2 белая пешка · a1 белая ладья · c1 белый слон · f1 белая ладья · g1 белый король | a8 чёрная ладья · b7 чёрная пешка · d7 чёрный король · e7 чёрная пешка · f7 чёрная пешка · g7 чёрный слон · h7 чёрная пешка · b6 чёрная пешка · c6 чёрный конь · d6 чёрная пешка · g6 чёрная пешка · a4 белая пешка · e4 чёрный ферзь · b3 белый ферзь · b2 белая пешка · f2 белая пешка · g2 белая пешка · h2 белая пешка · a1 белая ладья · c1 белый слон · f1 белая ладья · g1 белый король | a8 чёрная ладья · b7 чёрная пешка · d7 чёрный король · e7 чёрная пешка · f7 чёрная пешка · g7 чёрный слон · h7 чёрная пешка · b6 чёрная пешка · c6 чёрный конь · d6 чёрная пешка · g6 чёрная пешка · a4 белая пешка · e4 чёрный ферзь · b3 белый ферзь · b2 белая пешка · f2 белая пешка · g2 белая пешка · h2 белая пешка · a1 белая ладья · c1 белый слон · f1 белая ладья · g1 белый король | a8 чёрная ладья · b7 чёрная пешка · d7 чёрный король · e7 чёрная пешка · f7 чёрная пешка · g7 чёрный слон · h7 чёрная пешка · b6 чёрная пешка · c6 чёрный конь · d6 чёрная пешка · g6 чёрная пешка · a4 белая пешка · e4 чёрный ферзь · b3 белый ферзь · b2 белая пешка · f2 белая пешка · g2 белая пешка · h2 белая пешка · a1 белая ладья · c1 белый слон · f1 белая ладья · g1 белый король | a8 чёрная ладья · b7 чёрная пешка · d7 чёрный король · e7 чёрная пешка · f7 чёрная пешка · g7 чёрный слон · h7 чёрная пешка · b6 чёрная пешка · c6 чёрный конь · d6 чёрная пешка · g6 чёрная пешка · a4 белая пешка · e4 чёрный ферзь · b3 белый ферзь · b2 белая пешка · f2 белая пешка · g2 белая пешка · h2 белая пешка · a1 белая ладья · c1 белый слон · f1 белая ладья · g1 белый король | a8 чёрная ладья · b7 чёрная пешка · d7 чёрный король · e7 чёрная пешка · f7 чёрная пешка · g7 чёрный слон · h7 чёрная пешка · b6 чёрная пешка · c6 чёрный конь · d6 чёрная пешка · g6 чёрная пешка · a4 белая пешка · e4 чёрный ферзь · b3 белый ферзь · b2 белая пешка · f2 белая пешка · g2 белая пешка · h2 белая пешка · a1 белая ладья · c1 белый слон · f1 белая ладья · g1 белый король | a8 чёрная ладья · b7 чёрная пешка · d7 чёрный король · e7 чёрная пешка · f7 чёрная пешка · g7 чёрный слон · h7 чёрная пешка · b6 чёрная пешка · c6 чёрный конь · d6 чёрная пешка · g6 чёрная пешка · a4 белая пешка · e4 чёрный ферзь · b3 белый ферзь · b2 белая пешка · f2 белая пешка · g2 белая пешка · h2 белая пешка · a1 белая ладья · c1 белый слон · f1 белая ладья · g1 белый король | 2 |
| 1 | a8 чёрная ладья · b7 чёрная пешка · d7 чёрный король · e7 чёрная пешка · f7 чёрная пешка · g7 чёрный слон · h7 чёрная пешка · b6 чёрная пешка · c6 чёрный конь · d6 чёрная пешка · g6 чёрная пешка · a4 белая пешка · e4 чёрный ферзь · b3 белый ферзь · b2 белая пешка · f2 белая пешка · g2 белая пешка · h2 белая пешка · a1 белая ладья · c1 белый слон · f1 белая ладья · g1 белый король | a8 чёрная ладья · b7 чёрная пешка · d7 чёрный король · e7 чёрная пешка · f7 чёрная пешка · g7 чёрный слон · h7 чёрная пешка · b6 чёрная пешка · c6 чёрный конь · d6 чёрная пешка · g6 чёрная пешка · a4 белая пешка · e4 чёрный ферзь · b3 белый ферзь · b2 белая пешка · f2 белая пешка · g2 белая пешка · h2 белая пешка · a1 белая ладья · c1 белый слон · f1 белая ладья · g1 белый король | a8 чёрная ладья · b7 чёрная пешка · d7 чёрный король · e7 чёрная пешка · f7 чёрная пешка · g7 чёрный слон · h7 чёрная пешка · b6 чёрная пешка · c6 чёрный конь · d6 чёрная пешка · g6 чёрная пешка · a4 белая пешка · e4 чёрный ферзь · b3 белый ферзь · b2 белая пешка · f2 белая пешка · g2 белая пешка · h2 белая пешка · a1 белая ладья · c1 белый слон · f1 белая ладья · g1 белый король | a8 чёрная ладья · b7 чёрная пешка · d7 чёрный король · e7 чёрная пешка · f7 чёрная пешка · g7 чёрный слон · h7 чёрная пешка · b6 чёрная пешка · c6 чёрный конь · d6 чёрная пешка · g6 чёрная пешка · a4 белая пешка · e4 чёрный ферзь · b3 белый ферзь · b2 белая пешка · f2 белая пешка · g2 белая пешка · h2 белая пешка · a1 белая ладья · c1 белый слон · f1 белая ладья · g1 белый король | a8 чёрная ладья · b7 чёрная пешка · d7 чёрный король · e7 чёрная пешка · f7 чёрная пешка · g7 чёрный слон · h7 чёрная пешка · b6 чёрная пешка · c6 чёрный конь · d6 чёрная пешка · g6 чёрная пешка · a4 белая пешка · e4 чёрный ферзь · b3 белый ферзь · b2 белая пешка · f2 белая пешка · g2 белая пешка · h2 белая пешка · a1 белая ладья · c1 белый слон · f1 белая ладья · g1 белый король | a8 чёрная ладья · b7 чёрная пешка · d7 чёрный король · e7 чёрная пешка · f7 чёрная пешка · g7 чёрный слон · h7 чёрная пешка · b6 чёрная пешка · c6 чёрный конь · d6 чёрная пешка · g6 чёрная пешка · a4 белая пешка · e4 чёрный ферзь · b3 белый ферзь · b2 белая пешка · f2 белая пешка · g2 белая пешка · h2 белая пешка · a1 белая ладья · c1 белый слон · f1 белая ладья · g1 белый король | a8 чёрная ладья · b7 чёрная пешка · d7 чёрный король · e7 чёрная пешка · f7 чёрная пешка · g7 чёрный слон · h7 чёрная пешка · b6 чёрная пешка · c6 чёрный конь · d6 чёрная пешка · g6 чёрная пешка · a4 белая пешка · e4 чёрный ферзь · b3 белый ферзь · b2 белая пешка · f2 белая пешка · g2 белая пешка · h2 белая пешка · a1 белая ладья · c1 белый слон · f1 белая ладья · g1 белый король | a8 чёрная ладья · b7 чёрная пешка · d7 чёрный король · e7 чёрная пешка · f7 чёрная пешка · g7 чёрный слон · h7 чёрная пешка · b6 чёрная пешка · c6 чёрный конь · d6 чёрная пешка · g6 чёрная пешка · a4 белая пешка · e4 чёрный ферзь · b3 белый ферзь · b2 белая пешка · f2 белая пешка · g2 белая пешка · h2 белая пешка · a1 белая ладья · c1 белый слон · f1 белая ладья · g1 белый король | 1 |
|   | a | b | c | d | e | f | g | h |   |

На шестнадцатом ходу чёрные вынудили оппонента разменять свою единственную фигуру, не находившейся на обратной горизонтали, и одновременно раскрыла слона на g7. Каспаров ответил ферзевой вилкой на черные пешки b6 и f7. Потеря одной из пешек казалась неизбежной, но Команда мира нашла способ контратаковать в данной позиции. На доске обсуждений разгорались дебаты в пользу 18… e6 19. Фxb6 Кd4, чтобы избавиться от слабой сдвоенной пешки или более агрессивного немедленного 18… Кd4, за которым может последовать 19. Фxf7. Халифман, однако, нашёл чрезвычайно тонкий ход 18… f5, обдумав который, участники обсуждений склонились к нему.
Сила консенсуса доски обсуждений была подвергнута испытанию, ведь трое из четырёх аналитиков единодушно рекомендовали 18… Кd4. Голоса распределились: 43 % за рекомендацию Круш 18… f5 и 35 % в пользу единогласной рекомендации 18… Кd4. Это вызвало ропот в обсуждениях, что Круш «захватила игру», её влияние на голосовавших ясно прослеживалось. Начиная с 10-го и заканчивая 50-м ходом, рекомендации Круш неизменно выбирались большинством.
18… f5!
Команда мира уступила Каспарову пешку b6, но это имело свою цену. После 19. Фxb6 Кd4 у чёрных намечались двойные угрозы Кc2 и Лa6, обеспечивающие очень активную игру пешке. Если бы вместо этого Каспаров продолжил развитие ходом 19. Сe3, Команда мира могла бы предложить размен ферзей ходом 19… Фb4 и сделать ставку на центральный пешечный строй, что является сильной заявкой в любом эндшпиле. Но вместо этого Каспаров вновь нашёл мощное продолжение: развивающий ход с более сильными возможностями.
19. Сg5
Каспаров, столкнувшись с жестким сопротивлением Команды мира, начал намекать, что фактически играет не против Интернета, а против гроссмейстерской школы Халифмана, однако 19-й ход этому противоречил. школа Халифмана рекомендовала 19… Фd4, тогда как доска объявлений обнаружила изъян в их анализе и в целом склонялась к 19… Фb4 как агрессивному ходу. Голосование было дополнительно осложнено большим количеством склоняющихся в пользу 19… Кd4 с контратакой, что являлось рекомендацией и Фелекана, и Петц. 19… Фb4 получил 35 % голосов, самый низкий результат для хода получивший одобрение большинства, отчасти потому, что он вынудил Каспарова усилить атаку на королевском фланге. Размен ферзями при этом для Каспарова был невыгоден, так как это бы вело к благоприятному эндшпилю для чёрных.
19… Фb4 20. Фf7
|   | a | b | c | d | e | f | g | h |   |
| - | --- | --- | --- | --- | --- | --- | --- | --- | - |
| 8 | a8 чёрная ладья · b7 чёрная пешка · d7 чёрный король · e7 чёрная пешка · f7 белый ферзь · g7 чёрный слон · h7 чёрная пешка · b6 чёрная пешка · c6 чёрный конь · d6 чёрная пешка · g6 чёрная пешка · f5 чёрная пешка · g5 белый слон · a4 белая пешка · b4 чёрный ферзь · b2 белая пешка · f2 белая пешка · g2 белая пешка · h2 белая пешка · a1 белая ладья · f1 белая ладья · g1 белый король | a8 чёрная ладья · b7 чёрная пешка · d7 чёрный король · e7 чёрная пешка · f7 белый ферзь · g7 чёрный слон · h7 чёрная пешка · b6 чёрная пешка · c6 чёрный конь · d6 чёрная пешка · g6 чёрная пешка · f5 чёрная пешка · g5 белый слон · a4 белая пешка · b4 чёрный ферзь · b2 белая пешка · f2 белая пешка · g2 белая пешка · h2 белая пешка · a1 белая ладья · f1 белая ладья · g1 белый король | a8 чёрная ладья · b7 чёрная пешка · d7 чёрный король · e7 чёрная пешка · f7 белый ферзь · g7 чёрный слон · h7 чёрная пешка · b6 чёрная пешка · c6 чёрный конь · d6 чёрная пешка · g6 чёрная пешка · f5 чёрная пешка · g5 белый слон · a4 белая пешка · b4 чёрный ферзь · b2 белая пешка · f2 белая пешка · g2 белая пешка · h2 белая пешка · a1 белая ладья · f1 белая ладья · g1 белый король | a8 чёрная ладья · b7 чёрная пешка · d7 чёрный король · e7 чёрная пешка · f7 белый ферзь · g7 чёрный слон · h7 чёрная пешка · b6 чёрная пешка · c6 чёрный конь · d6 чёрная пешка · g6 чёрная пешка · f5 чёрная пешка · g5 белый слон · a4 белая пешка · b4 чёрный ферзь · b2 белая пешка · f2 белая пешка · g2 белая пешка · h2 белая пешка · a1 белая ладья · f1 белая ладья · g1 белый король | a8 чёрная ладья · b7 чёрная пешка · d7 чёрный король · e7 чёрная пешка · f7 белый ферзь · g7 чёрный слон · h7 чёрная пешка · b6 чёрная пешка · c6 чёрный конь · d6 чёрная пешка · g6 чёрная пешка · f5 чёрная пешка · g5 белый слон · a4 белая пешка · b4 чёрный ферзь · b2 белая пешка · f2 белая пешка · g2 белая пешка · h2 белая пешка · a1 белая ладья · f1 белая ладья · g1 белый король | a8 чёрная ладья · b7 чёрная пешка · d7 чёрный король · e7 чёрная пешка · f7 белый ферзь · g7 чёрный слон · h7 чёрная пешка · b6 чёрная пешка · c6 чёрный конь · d6 чёрная пешка · g6 чёрная пешка · f5 чёрная пешка · g5 белый слон · a4 белая пешка · b4 чёрный ферзь · b2 белая пешка · f2 белая пешка · g2 белая пешка · h2 белая пешка · a1 белая ладья · f1 белая ладья · g1 белый король | a8 чёрная ладья · b7 чёрная пешка · d7 чёрный король · e7 чёрная пешка · f7 белый ферзь · g7 чёрный слон · h7 чёрная пешка · b6 чёрная пешка · c6 чёрный конь · d6 чёрная пешка · g6 чёрная пешка · f5 чёрная пешка · g5 белый слон · a4 белая пешка · b4 чёрный ферзь · b2 белая пешка · f2 белая пешка · g2 белая пешка · h2 белая пешка · a1 белая ладья · f1 белая ладья · g1 белый король | a8 чёрная ладья · b7 чёрная пешка · d7 чёрный король · e7 чёрная пешка · f7 белый ферзь · g7 чёрный слон · h7 чёрная пешка · b6 чёрная пешка · c6 чёрный конь · d6 чёрная пешка · g6 чёрная пешка · f5 чёрная пешка · g5 белый слон · a4 белая пешка · b4 чёрный ферзь · b2 белая пешка · f2 белая пешка · g2 белая пешка · h2 белая пешка · a1 белая ладья · f1 белая ладья · g1 белый король | 8 |
| 7 | a8 чёрная ладья · b7 чёрная пешка · d7 чёрный король · e7 чёрная пешка · f7 белый ферзь · g7 чёрный слон · h7 чёрная пешка · b6 чёрная пешка · c6 чёрный конь · d6 чёрная пешка · g6 чёрная пешка · f5 чёрная пешка · g5 белый слон · a4 белая пешка · b4 чёрный ферзь · b2 белая пешка · f2 белая пешка · g2 белая пешка · h2 белая пешка · a1 белая ладья · f1 белая ладья · g1 белый король | a8 чёрная ладья · b7 чёрная пешка · d7 чёрный король · e7 чёрная пешка · f7 белый ферзь · g7 чёрный слон · h7 чёрная пешка · b6 чёрная пешка · c6 чёрный конь · d6 чёрная пешка · g6 чёрная пешка · f5 чёрная пешка · g5 белый слон · a4 белая пешка · b4 чёрный ферзь · b2 белая пешка · f2 белая пешка · g2 белая пешка · h2 белая пешка · a1 белая ладья · f1 белая ладья · g1 белый король | a8 чёрная ладья · b7 чёрная пешка · d7 чёрный король · e7 чёрная пешка · f7 белый ферзь · g7 чёрный слон · h7 чёрная пешка · b6 чёрная пешка · c6 чёрный конь · d6 чёрная пешка · g6 чёрная пешка · f5 чёрная пешка · g5 белый слон · a4 белая пешка · b4 чёрный ферзь · b2 белая пешка · f2 белая пешка · g2 белая пешка · h2 белая пешка · a1 белая ладья · f1 белая ладья · g1 белый король | a8 чёрная ладья · b7 чёрная пешка · d7 чёрный король · e7 чёрная пешка · f7 белый ферзь · g7 чёрный слон · h7 чёрная пешка · b6 чёрная пешка · c6 чёрный конь · d6 чёрная пешка · g6 чёрная пешка · f5 чёрная пешка · g5 белый слон · a4 белая пешка · b4 чёрный ферзь · b2 белая пешка · f2 белая пешка · g2 белая пешка · h2 белая пешка · a1 белая ладья · f1 белая ладья · g1 белый король | a8 чёрная ладья · b7 чёрная пешка · d7 чёрный король · e7 чёрная пешка · f7 белый ферзь · g7 чёрный слон · h7 чёрная пешка · b6 чёрная пешка · c6 чёрный конь · d6 чёрная пешка · g6 чёрная пешка · f5 чёрная пешка · g5 белый слон · a4 белая пешка · b4 чёрный ферзь · b2 белая пешка · f2 белая пешка · g2 белая пешка · h2 белая пешка · a1 белая ладья · f1 белая ладья · g1 белый король | a8 чёрная ладья · b7 чёрная пешка · d7 чёрный король · e7 чёрная пешка · f7 белый ферзь · g7 чёрный слон · h7 чёрная пешка · b6 чёрная пешка · c6 чёрный конь · d6 чёрная пешка · g6 чёрная пешка · f5 чёрная пешка · g5 белый слон · a4 белая пешка · b4 чёрный ферзь · b2 белая пешка · f2 белая пешка · g2 белая пешка · h2 белая пешка · a1 белая ладья · f1 белая ладья · g1 белый король | a8 чёрная ладья · b7 чёрная пешка · d7 чёрный король · e7 чёрная пешка · f7 белый ферзь · g7 чёрный слон · h7 чёрная пешка · b6 чёрная пешка · c6 чёрный конь · d6 чёрная пешка · g6 чёрная пешка · f5 чёрная пешка · g5 белый слон · a4 белая пешка · b4 чёрный ферзь · b2 белая пешка · f2 белая пешка · g2 белая пешка · h2 белая пешка · a1 белая ладья · f1 белая ладья · g1 белый король | a8 чёрная ладья · b7 чёрная пешка · d7 чёрный король · e7 чёрная пешка · f7 белый ферзь · g7 чёрный слон · h7 чёрная пешка · b6 чёрная пешка · c6 чёрный конь · d6 чёрная пешка · g6 чёрная пешка · f5 чёрная пешка · g5 белый слон · a4 белая пешка · b4 чёрный ферзь · b2 белая пешка · f2 белая пешка · g2 белая пешка · h2 белая пешка · a1 белая ладья · f1 белая ладья · g1 белый король | 7 |
| 6 | a8 чёрная ладья · b7 чёрная пешка · d7 чёрный король · e7 чёрная пешка · f7 белый ферзь · g7 чёрный слон · h7 чёрная пешка · b6 чёрная пешка · c6 чёрный конь · d6 чёрная пешка · g6 чёрная пешка · f5 чёрная пешка · g5 белый слон · a4 белая пешка · b4 чёрный ферзь · b2 белая пешка · f2 белая пешка · g2 белая пешка · h2 белая пешка · a1 белая ладья · f1 белая ладья · g1 белый король | a8 чёрная ладья · b7 чёрная пешка · d7 чёрный король · e7 чёрная пешка · f7 белый ферзь · g7 чёрный слон · h7 чёрная пешка · b6 чёрная пешка · c6 чёрный конь · d6 чёрная пешка · g6 чёрная пешка · f5 чёрная пешка · g5 белый слон · a4 белая пешка · b4 чёрный ферзь · b2 белая пешка · f2 белая пешка · g2 белая пешка · h2 белая пешка · a1 белая ладья · f1 белая ладья · g1 белый король | a8 чёрная ладья · b7 чёрная пешка · d7 чёрный король · e7 чёрная пешка · f7 белый ферзь · g7 чёрный слон · h7 чёрная пешка · b6 чёрная пешка · c6 чёрный конь · d6 чёрная пешка · g6 чёрная пешка · f5 чёрная пешка · g5 белый слон · a4 белая пешка · b4 чёрный ферзь · b2 белая пешка · f2 белая пешка · g2 белая пешка · h2 белая пешка · a1 белая ладья · f1 белая ладья · g1 белый король | a8 чёрная ладья · b7 чёрная пешка · d7 чёрный король · e7 чёрная пешка · f7 белый ферзь · g7 чёрный слон · h7 чёрная пешка · b6 чёрная пешка · c6 чёрный конь · d6 чёрная пешка · g6 чёрная пешка · f5 чёрная пешка · g5 белый слон · a4 белая пешка · b4 чёрный ферзь · b2 белая пешка · f2 белая пешка · g2 белая пешка · h2 белая пешка · a1 белая ладья · f1 белая ладья · g1 белый король | a8 чёрная ладья · b7 чёрная пешка · d7 чёрный король · e7 чёрная пешка · f7 белый ферзь · g7 чёрный слон · h7 чёрная пешка · b6 чёрная пешка · c6 чёрный конь · d6 чёрная пешка · g6 чёрная пешка · f5 чёрная пешка · g5 белый слон · a4 белая пешка · b4 чёрный ферзь · b2 белая пешка · f2 белая пешка · g2 белая пешка · h2 белая пешка · a1 белая ладья · f1 белая ладья · g1 белый король | a8 чёрная ладья · b7 чёрная пешка · d7 чёрный король · e7 чёрная пешка · f7 белый ферзь · g7 чёрный слон · h7 чёрная пешка · b6 чёрная пешка · c6 чёрный конь · d6 чёрная пешка · g6 чёрная пешка · f5 чёрная пешка · g5 белый слон · a4 белая пешка · b4 чёрный ферзь · b2 белая пешка · f2 белая пешка · g2 белая пешка · h2 белая пешка · a1 белая ладья · f1 белая ладья · g1 белый король | a8 чёрная ладья · b7 чёрная пешка · d7 чёрный король · e7 чёрная пешка · f7 белый ферзь · g7 чёрный слон · h7 чёрная пешка · b6 чёрная пешка · c6 чёрный конь · d6 чёрная пешка · g6 чёрная пешка · f5 чёрная пешка · g5 белый слон · a4 белая пешка · b4 чёрный ферзь · b2 белая пешка · f2 белая пешка · g2 белая пешка · h2 белая пешка · a1 белая ладья · f1 белая ладья · g1 белый король | a8 чёрная ладья · b7 чёрная пешка · d7 чёрный король · e7 чёрная пешка · f7 белый ферзь · g7 чёрный слон · h7 чёрная пешка · b6 чёрная пешка · c6 чёрный конь · d6 чёрная пешка · g6 чёрная пешка · f5 чёрная пешка · g5 белый слон · a4 белая пешка · b4 чёрный ферзь · b2 белая пешка · f2 белая пешка · g2 белая пешка · h2 белая пешка · a1 белая ладья · f1 белая ладья · g1 белый король | 6 |
| 5 | a8 чёрная ладья · b7 чёрная пешка · d7 чёрный король · e7 чёрная пешка · f7 белый ферзь · g7 чёрный слон · h7 чёрная пешка · b6 чёрная пешка · c6 чёрный конь · d6 чёрная пешка · g6 чёрная пешка · f5 чёрная пешка · g5 белый слон · a4 белая пешка · b4 чёрный ферзь · b2 белая пешка · f2 белая пешка · g2 белая пешка · h2 белая пешка · a1 белая ладья · f1 белая ладья · g1 белый король | a8 чёрная ладья · b7 чёрная пешка · d7 чёрный король · e7 чёрная пешка · f7 белый ферзь · g7 чёрный слон · h7 чёрная пешка · b6 чёрная пешка · c6 чёрный конь · d6 чёрная пешка · g6 чёрная пешка · f5 чёрная пешка · g5 белый слон · a4 белая пешка · b4 чёрный ферзь · b2 белая пешка · f2 белая пешка · g2 белая пешка · h2 белая пешка · a1 белая ладья · f1 белая ладья · g1 белый король | a8 чёрная ладья · b7 чёрная пешка · d7 чёрный король · e7 чёрная пешка · f7 белый ферзь · g7 чёрный слон · h7 чёрная пешка · b6 чёрная пешка · c6 чёрный конь · d6 чёрная пешка · g6 чёрная пешка · f5 чёрная пешка · g5 белый слон · a4 белая пешка · b4 чёрный ферзь · b2 белая пешка · f2 белая пешка · g2 белая пешка · h2 белая пешка · a1 белая ладья · f1 белая ладья · g1 белый король | a8 чёрная ладья · b7 чёрная пешка · d7 чёрный король · e7 чёрная пешка · f7 белый ферзь · g7 чёрный слон · h7 чёрная пешка · b6 чёрная пешка · c6 чёрный конь · d6 чёрная пешка · g6 чёрная пешка · f5 чёрная пешка · g5 белый слон · a4 белая пешка · b4 чёрный ферзь · b2 белая пешка · f2 белая пешка · g2 белая пешка · h2 белая пешка · a1 белая ладья · f1 белая ладья · g1 белый король | a8 чёрная ладья · b7 чёрная пешка · d7 чёрный король · e7 чёрная пешка · f7 белый ферзь · g7 чёрный слон · h7 чёрная пешка · b6 чёрная пешка · c6 чёрный конь · d6 чёрная пешка · g6 чёрная пешка · f5 чёрная пешка · g5 белый слон · a4 белая пешка · b4 чёрный ферзь · b2 белая пешка · f2 белая пешка · g2 белая пешка · h2 белая пешка · a1 белая ладья · f1 белая ладья · g1 белый король | a8 чёрная ладья · b7 чёрная пешка · d7 чёрный король · e7 чёрная пешка · f7 белый ферзь · g7 чёрный слон · h7 чёрная пешка · b6 чёрная пешка · c6 чёрный конь · d6 чёрная пешка · g6 чёрная пешка · f5 чёрная пешка · g5 белый слон · a4 белая пешка · b4 чёрный ферзь · b2 белая пешка · f2 белая пешка · g2 белая пешка · h2 белая пешка · a1 белая ладья · f1 белая ладья · g1 белый король | a8 чёрная ладья · b7 чёрная пешка · d7 чёрный король · e7 чёрная пешка · f7 белый ферзь · g7 чёрный слон · h7 чёрная пешка · b6 чёрная пешка · c6 чёрный конь · d6 чёрная пешка · g6 чёрная пешка · f5 чёрная пешка · g5 белый слон · a4 белая пешка · b4 чёрный ферзь · b2 белая пешка · f2 белая пешка · g2 белая пешка · h2 белая пешка · a1 белая ладья · f1 белая ладья · g1 белый король | a8 чёрная ладья · b7 чёрная пешка · d7 чёрный король · e7 чёрная пешка · f7 белый ферзь · g7 чёрный слон · h7 чёрная пешка · b6 чёрная пешка · c6 чёрный конь · d6 чёрная пешка · g6 чёрная пешка · f5 чёрная пешка · g5 белый слон · a4 белая пешка · b4 чёрный ферзь · b2 белая пешка · f2 белая пешка · g2 белая пешка · h2 белая пешка · a1 белая ладья · f1 белая ладья · g1 белый король | 5 |
| 4 | a8 чёрная ладья · b7 чёрная пешка · d7 чёрный король · e7 чёрная пешка · f7 белый ферзь · g7 чёрный слон · h7 чёрная пешка · b6 чёрная пешка · c6 чёрный конь · d6 чёрная пешка · g6 чёрная пешка · f5 чёрная пешка · g5 белый слон · a4 белая пешка · b4 чёрный ферзь · b2 белая пешка · f2 белая пешка · g2 белая пешка · h2 белая пешка · a1 белая ладья · f1 белая ладья · g1 белый король | a8 чёрная ладья · b7 чёрная пешка · d7 чёрный король · e7 чёрная пешка · f7 белый ферзь · g7 чёрный слон · h7 чёрная пешка · b6 чёрная пешка · c6 чёрный конь · d6 чёрная пешка · g6 чёрная пешка · f5 чёрная пешка · g5 белый слон · a4 белая пешка · b4 чёрный ферзь · b2 белая пешка · f2 белая пешка · g2 белая пешка · h2 белая пешка · a1 белая ладья · f1 белая ладья · g1 белый король | a8 чёрная ладья · b7 чёрная пешка · d7 чёрный король · e7 чёрная пешка · f7 белый ферзь · g7 чёрный слон · h7 чёрная пешка · b6 чёрная пешка · c6 чёрный конь · d6 чёрная пешка · g6 чёрная пешка · f5 чёрная пешка · g5 белый слон · a4 белая пешка · b4 чёрный ферзь · b2 белая пешка · f2 белая пешка · g2 белая пешка · h2 белая пешка · a1 белая ладья · f1 белая ладья · g1 белый король | a8 чёрная ладья · b7 чёрная пешка · d7 чёрный король · e7 чёрная пешка · f7 белый ферзь · g7 чёрный слон · h7 чёрная пешка · b6 чёрная пешка · c6 чёрный конь · d6 чёрная пешка · g6 чёрная пешка · f5 чёрная пешка · g5 белый слон · a4 белая пешка · b4 чёрный ферзь · b2 белая пешка · f2 белая пешка · g2 белая пешка · h2 белая пешка · a1 белая ладья · f1 белая ладья · g1 белый король | a8 чёрная ладья · b7 чёрная пешка · d7 чёрный король · e7 чёрная пешка · f7 белый ферзь · g7 чёрный слон · h7 чёрная пешка · b6 чёрная пешка · c6 чёрный конь · d6 чёрная пешка · g6 чёрная пешка · f5 чёрная пешка · g5 белый слон · a4 белая пешка · b4 чёрный ферзь · b2 белая пешка · f2 белая пешка · g2 белая пешка · h2 белая пешка · a1 белая ладья · f1 белая ладья · g1 белый король | a8 чёрная ладья · b7 чёрная пешка · d7 чёрный король · e7 чёрная пешка · f7 белый ферзь · g7 чёрный слон · h7 чёрная пешка · b6 чёрная пешка · c6 чёрный конь · d6 чёрная пешка · g6 чёрная пешка · f5 чёрная пешка · g5 белый слон · a4 белая пешка · b4 чёрный ферзь · b2 белая пешка · f2 белая пешка · g2 белая пешка · h2 белая пешка · a1 белая ладья · f1 белая ладья · g1 белый король | a8 чёрная ладья · b7 чёрная пешка · d7 чёрный король · e7 чёрная пешка · f7 белый ферзь · g7 чёрный слон · h7 чёрная пешка · b6 чёрная пешка · c6 чёрный конь · d6 чёрная пешка · g6 чёрная пешка · f5 чёрная пешка · g5 белый слон · a4 белая пешка · b4 чёрный ферзь · b2 белая пешка · f2 белая пешка · g2 белая пешка · h2 белая пешка · a1 белая ладья · f1 белая ладья · g1 белый король | a8 чёрная ладья · b7 чёрная пешка · d7 чёрный король · e7 чёрная пешка · f7 белый ферзь · g7 чёрный слон · h7 чёрная пешка · b6 чёрная пешка · c6 чёрный конь · d6 чёрная пешка · g6 чёрная пешка · f5 чёрная пешка · g5 белый слон · a4 белая пешка · b4 чёрный ферзь · b2 белая пешка · f2 белая пешка · g2 белая пешка · h2 белая пешка · a1 белая ладья · f1 белая ладья · g1 белый король | 4 |
| 3 | a8 чёрная ладья · b7 чёрная пешка · d7 чёрный король · e7 чёрная пешка · f7 белый ферзь · g7 чёрный слон · h7 чёрная пешка · b6 чёрная пешка · c6 чёрный конь · d6 чёрная пешка · g6 чёрная пешка · f5 чёрная пешка · g5 белый слон · a4 белая пешка · b4 чёрный ферзь · b2 белая пешка · f2 белая пешка · g2 белая пешка · h2 белая пешка · a1 белая ладья · f1 белая ладья · g1 белый король | a8 чёрная ладья · b7 чёрная пешка · d7 чёрный король · e7 чёрная пешка · f7 белый ферзь · g7 чёрный слон · h7 чёрная пешка · b6 чёрная пешка · c6 чёрный конь · d6 чёрная пешка · g6 чёрная пешка · f5 чёрная пешка · g5 белый слон · a4 белая пешка · b4 чёрный ферзь · b2 белая пешка · f2 белая пешка · g2 белая пешка · h2 белая пешка · a1 белая ладья · f1 белая ладья · g1 белый король | a8 чёрная ладья · b7 чёрная пешка · d7 чёрный король · e7 чёрная пешка · f7 белый ферзь · g7 чёрный слон · h7 чёрная пешка · b6 чёрная пешка · c6 чёрный конь · d6 чёрная пешка · g6 чёрная пешка · f5 чёрная пешка · g5 белый слон · a4 белая пешка · b4 чёрный ферзь · b2 белая пешка · f2 белая пешка · g2 белая пешка · h2 белая пешка · a1 белая ладья · f1 белая ладья · g1 белый король | a8 чёрная ладья · b7 чёрная пешка · d7 чёрный король · e7 чёрная пешка · f7 белый ферзь · g7 чёрный слон · h7 чёрная пешка · b6 чёрная пешка · c6 чёрный конь · d6 чёрная пешка · g6 чёрная пешка · f5 чёрная пешка · g5 белый слон · a4 белая пешка · b4 чёрный ферзь · b2 белая пешка · f2 белая пешка · g2 белая пешка · h2 белая пешка · a1 белая ладья · f1 белая ладья · g1 белый король | a8 чёрная ладья · b7 чёрная пешка · d7 чёрный король · e7 чёрная пешка · f7 белый ферзь · g7 чёрный слон · h7 чёрная пешка · b6 чёрная пешка · c6 чёрный конь · d6 чёрная пешка · g6 чёрная пешка · f5 чёрная пешка · g5 белый слон · a4 белая пешка · b4 чёрный ферзь · b2 белая пешка · f2 белая пешка · g2 белая пешка · h2 белая пешка · a1 белая ладья · f1 белая ладья · g1 белый король | a8 чёрная ладья · b7 чёрная пешка · d7 чёрный король · e7 чёрная пешка · f7 белый ферзь · g7 чёрный слон · h7 чёрная пешка · b6 чёрная пешка · c6 чёрный конь · d6 чёрная пешка · g6 чёрная пешка · f5 чёрная пешка · g5 белый слон · a4 белая пешка · b4 чёрный ферзь · b2 белая пешка · f2 белая пешка · g2 белая пешка · h2 белая пешка · a1 белая ладья · f1 белая ладья · g1 белый король | a8 чёрная ладья · b7 чёрная пешка · d7 чёрный король · e7 чёрная пешка · f7 белый ферзь · g7 чёрный слон · h7 чёрная пешка · b6 чёрная пешка · c6 чёрный конь · d6 чёрная пешка · g6 чёрная пешка · f5 чёрная пешка · g5 белый слон · a4 белая пешка · b4 чёрный ферзь · b2 белая пешка · f2 белая пешка · g2 белая пешка · h2 белая пешка · a1 белая ладья · f1 белая ладья · g1 белый король | a8 чёрная ладья · b7 чёрная пешка · d7 чёрный король · e7 чёрная пешка · f7 белый ферзь · g7 чёрный слон · h7 чёрная пешка · b6 чёрная пешка · c6 чёрный конь · d6 чёрная пешка · g6 чёрная пешка · f5 чёрная пешка · g5 белый слон · a4 белая пешка · b4 чёрный ферзь · b2 белая пешка · f2 белая пешка · g2 белая пешка · h2 белая пешка · a1 белая ладья · f1 белая ладья · g1 белый король | 3 |
| 2 | a8 чёрная ладья · b7 чёрная пешка · d7 чёрный король · e7 чёрная пешка · f7 белый ферзь · g7 чёрный слон · h7 чёрная пешка · b6 чёрная пешка · c6 чёрный конь · d6 чёрная пешка · g6 чёрная пешка · f5 чёрная пешка · g5 белый слон · a4 белая пешка · b4 чёрный ферзь · b2 белая пешка · f2 белая пешка · g2 белая пешка · h2 белая пешка · a1 белая ладья · f1 белая ладья · g1 белый король | a8 чёрная ладья · b7 чёрная пешка · d7 чёрный король · e7 чёрная пешка · f7 белый ферзь · g7 чёрный слон · h7 чёрная пешка · b6 чёрная пешка · c6 чёрный конь · d6 чёрная пешка · g6 чёрная пешка · f5 чёрная пешка · g5 белый слон · a4 белая пешка · b4 чёрный ферзь · b2 белая пешка · f2 белая пешка · g2 белая пешка · h2 белая пешка · a1 белая ладья · f1 белая ладья · g1 белый король | a8 чёрная ладья · b7 чёрная пешка · d7 чёрный король · e7 чёрная пешка · f7 белый ферзь · g7 чёрный слон · h7 чёрная пешка · b6 чёрная пешка · c6 чёрный конь · d6 чёрная пешка · g6 чёрная пешка · f5 чёрная пешка · g5 белый слон · a4 белая пешка · b4 чёрный ферзь · b2 белая пешка · f2 белая пешка · g2 белая пешка · h2 белая пешка · a1 белая ладья · f1 белая ладья · g1 белый король | a8 чёрная ладья · b7 чёрная пешка · d7 чёрный король · e7 чёрная пешка · f7 белый ферзь · g7 чёрный слон · h7 чёрная пешка · b6 чёрная пешка · c6 чёрный конь · d6 чёрная пешка · g6 чёрная пешка · f5 чёрная пешка · g5 белый слон · a4 белая пешка · b4 чёрный ферзь · b2 белая пешка · f2 белая пешка · g2 белая пешка · h2 белая пешка · a1 белая ладья · f1 белая ладья · g1 белый король | a8 чёрная ладья · b7 чёрная пешка · d7 чёрный король · e7 чёрная пешка · f7 белый ферзь · g7 чёрный слон · h7 чёрная пешка · b6 чёрная пешка · c6 чёрный конь · d6 чёрная пешка · g6 чёрная пешка · f5 чёрная пешка · g5 белый слон · a4 белая пешка · b4 чёрный ферзь · b2 белая пешка · f2 белая пешка · g2 белая пешка · h2 белая пешка · a1 белая ладья · f1 белая ладья · g1 белый король | a8 чёрная ладья · b7 чёрная пешка · d7 чёрный король · e7 чёрная пешка · f7 белый ферзь · g7 чёрный слон · h7 чёрная пешка · b6 чёрная пешка · c6 чёрный конь · d6 чёрная пешка · g6 чёрная пешка · f5 чёрная пешка · g5 белый слон · a4 белая пешка · b4 чёрный ферзь · b2 белая пешка · f2 белая пешка · g2 белая пешка · h2 белая пешка · a1 белая ладья · f1 белая ладья · g1 белый король | a8 чёрная ладья · b7 чёрная пешка · d7 чёрный король · e7 чёрная пешка · f7 белый ферзь · g7 чёрный слон · h7 чёрная пешка · b6 чёрная пешка · c6 чёрный конь · d6 чёрная пешка · g6 чёрная пешка · f5 чёрная пешка · g5 белый слон · a4 белая пешка · b4 чёрный ферзь · b2 белая пешка · f2 белая пешка · g2 белая пешка · h2 белая пешка · a1 белая ладья · f1 белая ладья · g1 белый король | a8 чёрная ладья · b7 чёрная пешка · d7 чёрный король · e7 чёрная пешка · f7 белый ферзь · g7 чёрный слон · h7 чёрная пешка · b6 чёрная пешка · c6 чёрный конь · d6 чёрная пешка · g6 чёрная пешка · f5 чёрная пешка · g5 белый слон · a4 белая пешка · b4 чёрный ферзь · b2 белая пешка · f2 белая пешка · g2 белая пешка · h2 белая пешка · a1 белая ладья · f1 белая ладья · g1 белый король | 2 |
| 1 | a8 чёрная ладья · b7 чёрная пешка · d7 чёрный король · e7 чёрная пешка · f7 белый ферзь · g7 чёрный слон · h7 чёрная пешка · b6 чёрная пешка · c6 чёрный конь · d6 чёрная пешка · g6 чёрная пешка · f5 чёрная пешка · g5 белый слон · a4 белая пешка · b4 чёрный ферзь · b2 белая пешка · f2 белая пешка · g2 белая пешка · h2 белая пешка · a1 белая ладья · f1 белая ладья · g1 белый король | a8 чёрная ладья · b7 чёрная пешка · d7 чёрный король · e7 чёрная пешка · f7 белый ферзь · g7 чёрный слон · h7 чёрная пешка · b6 чёрная пешка · c6 чёрный конь · d6 чёрная пешка · g6 чёрная пешка · f5 чёрная пешка · g5 белый слон · a4 белая пешка · b4 чёрный ферзь · b2 белая пешка · f2 белая пешка · g2 белая пешка · h2 белая пешка · a1 белая ладья · f1 белая ладья · g1 белый король | a8 чёрная ладья · b7 чёрная пешка · d7 чёрный король · e7 чёрная пешка · f7 белый ферзь · g7 чёрный слон · h7 чёрная пешка · b6 чёрная пешка · c6 чёрный конь · d6 чёрная пешка · g6 чёрная пешка · f5 чёрная пешка · g5 белый слон · a4 белая пешка · b4 чёрный ферзь · b2 белая пешка · f2 белая пешка · g2 белая пешка · h2 белая пешка · a1 белая ладья · f1 белая ладья · g1 белый король | a8 чёрная ладья · b7 чёрная пешка · d7 чёрный король · e7 чёрная пешка · f7 белый ферзь · g7 чёрный слон · h7 чёрная пешка · b6 чёрная пешка · c6 чёрный конь · d6 чёрная пешка · g6 чёрная пешка · f5 чёрная пешка · g5 белый слон · a4 белая пешка · b4 чёрный ферзь · b2 белая пешка · f2 белая пешка · g2 белая пешка · h2 белая пешка · a1 белая ладья · f1 белая ладья · g1 белый король | a8 чёрная ладья · b7 чёрная пешка · d7 чёрный король · e7 чёрная пешка · f7 белый ферзь · g7 чёрный слон · h7 чёрная пешка · b6 чёрная пешка · c6 чёрный конь · d6 чёрная пешка · g6 чёрная пешка · f5 чёрная пешка · g5 белый слон · a4 белая пешка · b4 чёрный ферзь · b2 белая пешка · f2 белая пешка · g2 белая пешка · h2 белая пешка · a1 белая ладья · f1 белая ладья · g1 белый король | a8 чёрная ладья · b7 чёрная пешка · d7 чёрный король · e7 чёрная пешка · f7 белый ферзь · g7 чёрный слон · h7 чёрная пешка · b6 чёрная пешка · c6 чёрный конь · d6 чёрная пешка · g6 чёрная пешка · f5 чёрная пешка · g5 белый слон · a4 белая пешка · b4 чёрный ферзь · b2 белая пешка · f2 белая пешка · g2 белая пешка · h2 белая пешка · a1 белая ладья · f1 белая ладья · g1 белый король | a8 чёрная ладья · b7 чёрная пешка · d7 чёрный король · e7 чёрная пешка · f7 белый ферзь · g7 чёрный слон · h7 чёрная пешка · b6 чёрная пешка · c6 чёрный конь · d6 чёрная пешка · g6 чёрная пешка · f5 чёрная пешка · g5 белый слон · a4 белая пешка · b4 чёрный ферзь · b2 белая пешка · f2 белая пешка · g2 белая пешка · h2 белая пешка · a1 белая ладья · f1 белая ладья · g1 белый король | a8 чёрная ладья · b7 чёрная пешка · d7 чёрный король · e7 чёрная пешка · f7 белый ферзь · g7 чёрный слон · h7 чёрная пешка · b6 чёрная пешка · c6 чёрный конь · d6 чёрная пешка · g6 чёрная пешка · f5 чёрная пешка · g5 белый слон · a4 белая пешка · b4 чёрный ферзь · b2 белая пешка · f2 белая пешка · g2 белая пешка · h2 белая пешка · a1 белая ладья · f1 белая ладья · g1 белый король | 1 |
|   | a | b | c | d | e | f | g | h |   |

На 20-м ходу у Команды мира возник соблазна взять пешку и защитить слона Сg7 ходом 20… Фxb2, позволяя занять ладьям белых занять любую из вертикалей, и во многих продолжениях король чёрных оказался бы в угрожающей позиции. После долгих дебатов не было выявлено чёткого аргумента против этого хода, но многие по-прежнему считали его слишком рискованным. Бакро, Фелекан, Петц и Кинг независимо друг от друга предложили один вариант, и с большим отрывом Команда мира решила защитить слона и закрыть линию e:
20… Сe5!
Каспаров не попался на простую ловушку захвата пешки h (21. Фxh7 Лh8 — линейный удар ферзя белых и пешки h: 22. Фxg6 Сxh2+ 23. Крh1 Фg4 и получение преимущества в по крайней мере одну фигуру для Команды мира), но выбрал простой оборонительный ход, который восстановил его угрозу на королевском фланге чёрных.
21. h3
Несколько членов Команды мира предпочли укрепить королевский фланг ходом 21… Лh8, фактически признав, что 15-й ход был ошибкой. Такая защита оставила бы чёрных в очень пассивной позиции и позволила бы Каспарову активизировать свои фигуры. Вместо этого Команда мира предпочла играть активно, разменяв пешки королевского фланга на пешки ферзевого фланга Каспарова. Этот вариант показал, что давление чёрной ладьи на ферзевом фланге не было иллюзорным, а ответ Каспарова на 16-м ходу, хотя и блестящий, создал слабость.
21… Лxa4 22. Лxa4 Фxa4 23. Фxh7 Сxb2 24. Фxg6 Фe4 25. Фf7 Сd4
|   | a | b | c | d | e | f | g | h |   |
| - | --- | --- | --- | --- | --- | --- | --- | --- | - |
| 8 | b7 чёрная пешка · d7 чёрный король · e7 чёрная пешка · f7 белый ферзь · b6 чёрная пешка · c6 чёрный конь · d6 чёрная пешка · f5 чёрная пешка · g5 белый слон · d4 чёрный слон · e4 чёрный ферзь · h3 белая пешка · f2 белая пешка · g2 белая пешка · f1 белая ладья · g1 белый король | b7 чёрная пешка · d7 чёрный король · e7 чёрная пешка · f7 белый ферзь · b6 чёрная пешка · c6 чёрный конь · d6 чёрная пешка · f5 чёрная пешка · g5 белый слон · d4 чёрный слон · e4 чёрный ферзь · h3 белая пешка · f2 белая пешка · g2 белая пешка · f1 белая ладья · g1 белый король | b7 чёрная пешка · d7 чёрный король · e7 чёрная пешка · f7 белый ферзь · b6 чёрная пешка · c6 чёрный конь · d6 чёрная пешка · f5 чёрная пешка · g5 белый слон · d4 чёрный слон · e4 чёрный ферзь · h3 белая пешка · f2 белая пешка · g2 белая пешка · f1 белая ладья · g1 белый король | b7 чёрная пешка · d7 чёрный король · e7 чёрная пешка · f7 белый ферзь · b6 чёрная пешка · c6 чёрный конь · d6 чёрная пешка · f5 чёрная пешка · g5 белый слон · d4 чёрный слон · e4 чёрный ферзь · h3 белая пешка · f2 белая пешка · g2 белая пешка · f1 белая ладья · g1 белый король | b7 чёрная пешка · d7 чёрный король · e7 чёрная пешка · f7 белый ферзь · b6 чёрная пешка · c6 чёрный конь · d6 чёрная пешка · f5 чёрная пешка · g5 белый слон · d4 чёрный слон · e4 чёрный ферзь · h3 белая пешка · f2 белая пешка · g2 белая пешка · f1 белая ладья · g1 белый король | b7 чёрная пешка · d7 чёрный король · e7 чёрная пешка · f7 белый ферзь · b6 чёрная пешка · c6 чёрный конь · d6 чёрная пешка · f5 чёрная пешка · g5 белый слон · d4 чёрный слон · e4 чёрный ферзь · h3 белая пешка · f2 белая пешка · g2 белая пешка · f1 белая ладья · g1 белый король | b7 чёрная пешка · d7 чёрный король · e7 чёрная пешка · f7 белый ферзь · b6 чёрная пешка · c6 чёрный конь · d6 чёрная пешка · f5 чёрная пешка · g5 белый слон · d4 чёрный слон · e4 чёрный ферзь · h3 белая пешка · f2 белая пешка · g2 белая пешка · f1 белая ладья · g1 белый король | b7 чёрная пешка · d7 чёрный король · e7 чёрная пешка · f7 белый ферзь · b6 чёрная пешка · c6 чёрный конь · d6 чёрная пешка · f5 чёрная пешка · g5 белый слон · d4 чёрный слон · e4 чёрный ферзь · h3 белая пешка · f2 белая пешка · g2 белая пешка · f1 белая ладья · g1 белый король | 8 |
| 7 | b7 чёрная пешка · d7 чёрный король · e7 чёрная пешка · f7 белый ферзь · b6 чёрная пешка · c6 чёрный конь · d6 чёрная пешка · f5 чёрная пешка · g5 белый слон · d4 чёрный слон · e4 чёрный ферзь · h3 белая пешка · f2 белая пешка · g2 белая пешка · f1 белая ладья · g1 белый король | b7 чёрная пешка · d7 чёрный король · e7 чёрная пешка · f7 белый ферзь · b6 чёрная пешка · c6 чёрный конь · d6 чёрная пешка · f5 чёрная пешка · g5 белый слон · d4 чёрный слон · e4 чёрный ферзь · h3 белая пешка · f2 белая пешка · g2 белая пешка · f1 белая ладья · g1 белый король | b7 чёрная пешка · d7 чёрный король · e7 чёрная пешка · f7 белый ферзь · b6 чёрная пешка · c6 чёрный конь · d6 чёрная пешка · f5 чёрная пешка · g5 белый слон · d4 чёрный слон · e4 чёрный ферзь · h3 белая пешка · f2 белая пешка · g2 белая пешка · f1 белая ладья · g1 белый король | b7 чёрная пешка · d7 чёрный король · e7 чёрная пешка · f7 белый ферзь · b6 чёрная пешка · c6 чёрный конь · d6 чёрная пешка · f5 чёрная пешка · g5 белый слон · d4 чёрный слон · e4 чёрный ферзь · h3 белая пешка · f2 белая пешка · g2 белая пешка · f1 белая ладья · g1 белый король | b7 чёрная пешка · d7 чёрный король · e7 чёрная пешка · f7 белый ферзь · b6 чёрная пешка · c6 чёрный конь · d6 чёрная пешка · f5 чёрная пешка · g5 белый слон · d4 чёрный слон · e4 чёрный ферзь · h3 белая пешка · f2 белая пешка · g2 белая пешка · f1 белая ладья · g1 белый король | b7 чёрная пешка · d7 чёрный король · e7 чёрная пешка · f7 белый ферзь · b6 чёрная пешка · c6 чёрный конь · d6 чёрная пешка · f5 чёрная пешка · g5 белый слон · d4 чёрный слон · e4 чёрный ферзь · h3 белая пешка · f2 белая пешка · g2 белая пешка · f1 белая ладья · g1 белый король | b7 чёрная пешка · d7 чёрный король · e7 чёрная пешка · f7 белый ферзь · b6 чёрная пешка · c6 чёрный конь · d6 чёрная пешка · f5 чёрная пешка · g5 белый слон · d4 чёрный слон · e4 чёрный ферзь · h3 белая пешка · f2 белая пешка · g2 белая пешка · f1 белая ладья · g1 белый король | b7 чёрная пешка · d7 чёрный король · e7 чёрная пешка · f7 белый ферзь · b6 чёрная пешка · c6 чёрный конь · d6 чёрная пешка · f5 чёрная пешка · g5 белый слон · d4 чёрный слон · e4 чёрный ферзь · h3 белая пешка · f2 белая пешка · g2 белая пешка · f1 белая ладья · g1 белый король | 7 |
| 6 | b7 чёрная пешка · d7 чёрный король · e7 чёрная пешка · f7 белый ферзь · b6 чёрная пешка · c6 чёрный конь · d6 чёрная пешка · f5 чёрная пешка · g5 белый слон · d4 чёрный слон · e4 чёрный ферзь · h3 белая пешка · f2 белая пешка · g2 белая пешка · f1 белая ладья · g1 белый король | b7 чёрная пешка · d7 чёрный король · e7 чёрная пешка · f7 белый ферзь · b6 чёрная пешка · c6 чёрный конь · d6 чёрная пешка · f5 чёрная пешка · g5 белый слон · d4 чёрный слон · e4 чёрный ферзь · h3 белая пешка · f2 белая пешка · g2 белая пешка · f1 белая ладья · g1 белый король | b7 чёрная пешка · d7 чёрный король · e7 чёрная пешка · f7 белый ферзь · b6 чёрная пешка · c6 чёрный конь · d6 чёрная пешка · f5 чёрная пешка · g5 белый слон · d4 чёрный слон · e4 чёрный ферзь · h3 белая пешка · f2 белая пешка · g2 белая пешка · f1 белая ладья · g1 белый король | b7 чёрная пешка · d7 чёрный король · e7 чёрная пешка · f7 белый ферзь · b6 чёрная пешка · c6 чёрный конь · d6 чёрная пешка · f5 чёрная пешка · g5 белый слон · d4 чёрный слон · e4 чёрный ферзь · h3 белая пешка · f2 белая пешка · g2 белая пешка · f1 белая ладья · g1 белый король | b7 чёрная пешка · d7 чёрный король · e7 чёрная пешка · f7 белый ферзь · b6 чёрная пешка · c6 чёрный конь · d6 чёрная пешка · f5 чёрная пешка · g5 белый слон · d4 чёрный слон · e4 чёрный ферзь · h3 белая пешка · f2 белая пешка · g2 белая пешка · f1 белая ладья · g1 белый король | b7 чёрная пешка · d7 чёрный король · e7 чёрная пешка · f7 белый ферзь · b6 чёрная пешка · c6 чёрный конь · d6 чёрная пешка · f5 чёрная пешка · g5 белый слон · d4 чёрный слон · e4 чёрный ферзь · h3 белая пешка · f2 белая пешка · g2 белая пешка · f1 белая ладья · g1 белый король | b7 чёрная пешка · d7 чёрный король · e7 чёрная пешка · f7 белый ферзь · b6 чёрная пешка · c6 чёрный конь · d6 чёрная пешка · f5 чёрная пешка · g5 белый слон · d4 чёрный слон · e4 чёрный ферзь · h3 белая пешка · f2 белая пешка · g2 белая пешка · f1 белая ладья · g1 белый король | b7 чёрная пешка · d7 чёрный король · e7 чёрная пешка · f7 белый ферзь · b6 чёрная пешка · c6 чёрный конь · d6 чёрная пешка · f5 чёрная пешка · g5 белый слон · d4 чёрный слон · e4 чёрный ферзь · h3 белая пешка · f2 белая пешка · g2 белая пешка · f1 белая ладья · g1 белый король | 6 |
| 5 | b7 чёрная пешка · d7 чёрный король · e7 чёрная пешка · f7 белый ферзь · b6 чёрная пешка · c6 чёрный конь · d6 чёрная пешка · f5 чёрная пешка · g5 белый слон · d4 чёрный слон · e4 чёрный ферзь · h3 белая пешка · f2 белая пешка · g2 белая пешка · f1 белая ладья · g1 белый король | b7 чёрная пешка · d7 чёрный король · e7 чёрная пешка · f7 белый ферзь · b6 чёрная пешка · c6 чёрный конь · d6 чёрная пешка · f5 чёрная пешка · g5 белый слон · d4 чёрный слон · e4 чёрный ферзь · h3 белая пешка · f2 белая пешка · g2 белая пешка · f1 белая ладья · g1 белый король | b7 чёрная пешка · d7 чёрный король · e7 чёрная пешка · f7 белый ферзь · b6 чёрная пешка · c6 чёрный конь · d6 чёрная пешка · f5 чёрная пешка · g5 белый слон · d4 чёрный слон · e4 чёрный ферзь · h3 белая пешка · f2 белая пешка · g2 белая пешка · f1 белая ладья · g1 белый король | b7 чёрная пешка · d7 чёрный король · e7 чёрная пешка · f7 белый ферзь · b6 чёрная пешка · c6 чёрный конь · d6 чёрная пешка · f5 чёрная пешка · g5 белый слон · d4 чёрный слон · e4 чёрный ферзь · h3 белая пешка · f2 белая пешка · g2 белая пешка · f1 белая ладья · g1 белый король | b7 чёрная пешка · d7 чёрный король · e7 чёрная пешка · f7 белый ферзь · b6 чёрная пешка · c6 чёрный конь · d6 чёрная пешка · f5 чёрная пешка · g5 белый слон · d4 чёрный слон · e4 чёрный ферзь · h3 белая пешка · f2 белая пешка · g2 белая пешка · f1 белая ладья · g1 белый король | b7 чёрная пешка · d7 чёрный король · e7 чёрная пешка · f7 белый ферзь · b6 чёрная пешка · c6 чёрный конь · d6 чёрная пешка · f5 чёрная пешка · g5 белый слон · d4 чёрный слон · e4 чёрный ферзь · h3 белая пешка · f2 белая пешка · g2 белая пешка · f1 белая ладья · g1 белый король | b7 чёрная пешка · d7 чёрный король · e7 чёрная пешка · f7 белый ферзь · b6 чёрная пешка · c6 чёрный конь · d6 чёрная пешка · f5 чёрная пешка · g5 белый слон · d4 чёрный слон · e4 чёрный ферзь · h3 белая пешка · f2 белая пешка · g2 белая пешка · f1 белая ладья · g1 белый король | b7 чёрная пешка · d7 чёрный король · e7 чёрная пешка · f7 белый ферзь · b6 чёрная пешка · c6 чёрный конь · d6 чёрная пешка · f5 чёрная пешка · g5 белый слон · d4 чёрный слон · e4 чёрный ферзь · h3 белая пешка · f2 белая пешка · g2 белая пешка · f1 белая ладья · g1 белый король | 5 |
| 4 | b7 чёрная пешка · d7 чёрный король · e7 чёрная пешка · f7 белый ферзь · b6 чёрная пешка · c6 чёрный конь · d6 чёрная пешка · f5 чёрная пешка · g5 белый слон · d4 чёрный слон · e4 чёрный ферзь · h3 белая пешка · f2 белая пешка · g2 белая пешка · f1 белая ладья · g1 белый король | b7 чёрная пешка · d7 чёрный король · e7 чёрная пешка · f7 белый ферзь · b6 чёрная пешка · c6 чёрный конь · d6 чёрная пешка · f5 чёрная пешка · g5 белый слон · d4 чёрный слон · e4 чёрный ферзь · h3 белая пешка · f2 белая пешка · g2 белая пешка · f1 белая ладья · g1 белый король | b7 чёрная пешка · d7 чёрный король · e7 чёрная пешка · f7 белый ферзь · b6 чёрная пешка · c6 чёрный конь · d6 чёрная пешка · f5 чёрная пешка · g5 белый слон · d4 чёрный слон · e4 чёрный ферзь · h3 белая пешка · f2 белая пешка · g2 белая пешка · f1 белая ладья · g1 белый король | b7 чёрная пешка · d7 чёрный король · e7 чёрная пешка · f7 белый ферзь · b6 чёрная пешка · c6 чёрный конь · d6 чёрная пешка · f5 чёрная пешка · g5 белый слон · d4 чёрный слон · e4 чёрный ферзь · h3 белая пешка · f2 белая пешка · g2 белая пешка · f1 белая ладья · g1 белый король | b7 чёрная пешка · d7 чёрный король · e7 чёрная пешка · f7 белый ферзь · b6 чёрная пешка · c6 чёрный конь · d6 чёрная пешка · f5 чёрная пешка · g5 белый слон · d4 чёрный слон · e4 чёрный ферзь · h3 белая пешка · f2 белая пешка · g2 белая пешка · f1 белая ладья · g1 белый король | b7 чёрная пешка · d7 чёрный король · e7 чёрная пешка · f7 белый ферзь · b6 чёрная пешка · c6 чёрный конь · d6 чёрная пешка · f5 чёрная пешка · g5 белый слон · d4 чёрный слон · e4 чёрный ферзь · h3 белая пешка · f2 белая пешка · g2 белая пешка · f1 белая ладья · g1 белый король | b7 чёрная пешка · d7 чёрный король · e7 чёрная пешка · f7 белый ферзь · b6 чёрная пешка · c6 чёрный конь · d6 чёрная пешка · f5 чёрная пешка · g5 белый слон · d4 чёрный слон · e4 чёрный ферзь · h3 белая пешка · f2 белая пешка · g2 белая пешка · f1 белая ладья · g1 белый король | b7 чёрная пешка · d7 чёрный король · e7 чёрная пешка · f7 белый ферзь · b6 чёрная пешка · c6 чёрный конь · d6 чёрная пешка · f5 чёрная пешка · g5 белый слон · d4 чёрный слон · e4 чёрный ферзь · h3 белая пешка · f2 белая пешка · g2 белая пешка · f1 белая ладья · g1 белый король | 4 |
| 3 | b7 чёрная пешка · d7 чёрный король · e7 чёрная пешка · f7 белый ферзь · b6 чёрная пешка · c6 чёрный конь · d6 чёрная пешка · f5 чёрная пешка · g5 белый слон · d4 чёрный слон · e4 чёрный ферзь · h3 белая пешка · f2 белая пешка · g2 белая пешка · f1 белая ладья · g1 белый король | b7 чёрная пешка · d7 чёрный король · e7 чёрная пешка · f7 белый ферзь · b6 чёрная пешка · c6 чёрный конь · d6 чёрная пешка · f5 чёрная пешка · g5 белый слон · d4 чёрный слон · e4 чёрный ферзь · h3 белая пешка · f2 белая пешка · g2 белая пешка · f1 белая ладья · g1 белый король | b7 чёрная пешка · d7 чёрный король · e7 чёрная пешка · f7 белый ферзь · b6 чёрная пешка · c6 чёрный конь · d6 чёрная пешка · f5 чёрная пешка · g5 белый слон · d4 чёрный слон · e4 чёрный ферзь · h3 белая пешка · f2 белая пешка · g2 белая пешка · f1 белая ладья · g1 белый король | b7 чёрная пешка · d7 чёрный король · e7 чёрная пешка · f7 белый ферзь · b6 чёрная пешка · c6 чёрный конь · d6 чёрная пешка · f5 чёрная пешка · g5 белый слон · d4 чёрный слон · e4 чёрный ферзь · h3 белая пешка · f2 белая пешка · g2 белая пешка · f1 белая ладья · g1 белый король | b7 чёрная пешка · d7 чёрный король · e7 чёрная пешка · f7 белый ферзь · b6 чёрная пешка · c6 чёрный конь · d6 чёрная пешка · f5 чёрная пешка · g5 белый слон · d4 чёрный слон · e4 чёрный ферзь · h3 белая пешка · f2 белая пешка · g2 белая пешка · f1 белая ладья · g1 белый король | b7 чёрная пешка · d7 чёрный король · e7 чёрная пешка · f7 белый ферзь · b6 чёрная пешка · c6 чёрный конь · d6 чёрная пешка · f5 чёрная пешка · g5 белый слон · d4 чёрный слон · e4 чёрный ферзь · h3 белая пешка · f2 белая пешка · g2 белая пешка · f1 белая ладья · g1 белый король | b7 чёрная пешка · d7 чёрный король · e7 чёрная пешка · f7 белый ферзь · b6 чёрная пешка · c6 чёрный конь · d6 чёрная пешка · f5 чёрная пешка · g5 белый слон · d4 чёрный слон · e4 чёрный ферзь · h3 белая пешка · f2 белая пешка · g2 белая пешка · f1 белая ладья · g1 белый король | b7 чёрная пешка · d7 чёрный король · e7 чёрная пешка · f7 белый ферзь · b6 чёрная пешка · c6 чёрный конь · d6 чёрная пешка · f5 чёрная пешка · g5 белый слон · d4 чёрный слон · e4 чёрный ферзь · h3 белая пешка · f2 белая пешка · g2 белая пешка · f1 белая ладья · g1 белый король | 3 |
| 2 | b7 чёрная пешка · d7 чёрный король · e7 чёрная пешка · f7 белый ферзь · b6 чёрная пешка · c6 чёрный конь · d6 чёрная пешка · f5 чёрная пешка · g5 белый слон · d4 чёрный слон · e4 чёрный ферзь · h3 белая пешка · f2 белая пешка · g2 белая пешка · f1 белая ладья · g1 белый король | b7 чёрная пешка · d7 чёрный король · e7 чёрная пешка · f7 белый ферзь · b6 чёрная пешка · c6 чёрный конь · d6 чёрная пешка · f5 чёрная пешка · g5 белый слон · d4 чёрный слон · e4 чёрный ферзь · h3 белая пешка · f2 белая пешка · g2 белая пешка · f1 белая ладья · g1 белый король | b7 чёрная пешка · d7 чёрный король · e7 чёрная пешка · f7 белый ферзь · b6 чёрная пешка · c6 чёрный конь · d6 чёрная пешка · f5 чёрная пешка · g5 белый слон · d4 чёрный слон · e4 чёрный ферзь · h3 белая пешка · f2 белая пешка · g2 белая пешка · f1 белая ладья · g1 белый король | b7 чёрная пешка · d7 чёрный король · e7 чёрная пешка · f7 белый ферзь · b6 чёрная пешка · c6 чёрный конь · d6 чёрная пешка · f5 чёрная пешка · g5 белый слон · d4 чёрный слон · e4 чёрный ферзь · h3 белая пешка · f2 белая пешка · g2 белая пешка · f1 белая ладья · g1 белый король | b7 чёрная пешка · d7 чёрный король · e7 чёрная пешка · f7 белый ферзь · b6 чёрная пешка · c6 чёрный конь · d6 чёрная пешка · f5 чёрная пешка · g5 белый слон · d4 чёрный слон · e4 чёрный ферзь · h3 белая пешка · f2 белая пешка · g2 белая пешка · f1 белая ладья · g1 белый король | b7 чёрная пешка · d7 чёрный король · e7 чёрная пешка · f7 белый ферзь · b6 чёрная пешка · c6 чёрный конь · d6 чёрная пешка · f5 чёрная пешка · g5 белый слон · d4 чёрный слон · e4 чёрный ферзь · h3 белая пешка · f2 белая пешка · g2 белая пешка · f1 белая ладья · g1 белый король | b7 чёрная пешка · d7 чёрный король · e7 чёрная пешка · f7 белый ферзь · b6 чёрная пешка · c6 чёрный конь · d6 чёрная пешка · f5 чёрная пешка · g5 белый слон · d4 чёрный слон · e4 чёрный ферзь · h3 белая пешка · f2 белая пешка · g2 белая пешка · f1 белая ладья · g1 белый король | b7 чёрная пешка · d7 чёрный король · e7 чёрная пешка · f7 белый ферзь · b6 чёрная пешка · c6 чёрный конь · d6 чёрная пешка · f5 чёрная пешка · g5 белый слон · d4 чёрный слон · e4 чёрный ферзь · h3 белая пешка · f2 белая пешка · g2 белая пешка · f1 белая ладья · g1 белый король | 2 |
| 1 | b7 чёрная пешка · d7 чёрный король · e7 чёрная пешка · f7 белый ферзь · b6 чёрная пешка · c6 чёрный конь · d6 чёрная пешка · f5 чёрная пешка · g5 белый слон · d4 чёрный слон · e4 чёрный ферзь · h3 белая пешка · f2 белая пешка · g2 белая пешка · f1 белая ладья · g1 белый король | b7 чёрная пешка · d7 чёрный король · e7 чёрная пешка · f7 белый ферзь · b6 чёрная пешка · c6 чёрный конь · d6 чёрная пешка · f5 чёрная пешка · g5 белый слон · d4 чёрный слон · e4 чёрный ферзь · h3 белая пешка · f2 белая пешка · g2 белая пешка · f1 белая ладья · g1 белый король | b7 чёрная пешка · d7 чёрный король · e7 чёрная пешка · f7 белый ферзь · b6 чёрная пешка · c6 чёрный конь · d6 чёрная пешка · f5 чёрная пешка · g5 белый слон · d4 чёрный слон · e4 чёрный ферзь · h3 белая пешка · f2 белая пешка · g2 белая пешка · f1 белая ладья · g1 белый король | b7 чёрная пешка · d7 чёрный король · e7 чёрная пешка · f7 белый ферзь · b6 чёрная пешка · c6 чёрный конь · d6 чёрная пешка · f5 чёрная пешка · g5 белый слон · d4 чёрный слон · e4 чёрный ферзь · h3 белая пешка · f2 белая пешка · g2 белая пешка · f1 белая ладья · g1 белый король | b7 чёрная пешка · d7 чёрный король · e7 чёрная пешка · f7 белый ферзь · b6 чёрная пешка · c6 чёрный конь · d6 чёрная пешка · f5 чёрная пешка · g5 белый слон · d4 чёрный слон · e4 чёрный ферзь · h3 белая пешка · f2 белая пешка · g2 белая пешка · f1 белая ладья · g1 белый король | b7 чёрная пешка · d7 чёрный король · e7 чёрная пешка · f7 белый ферзь · b6 чёрная пешка · c6 чёрный конь · d6 чёрная пешка · f5 чёрная пешка · g5 белый слон · d4 чёрный слон · e4 чёрный ферзь · h3 белая пешка · f2 белая пешка · g2 белая пешка · f1 белая ладья · g1 белый король | b7 чёрная пешка · d7 чёрный король · e7 чёрная пешка · f7 белый ферзь · b6 чёрная пешка · c6 чёрный конь · d6 чёрная пешка · f5 чёрная пешка · g5 белый слон · d4 чёрный слон · e4 чёрный ферзь · h3 белая пешка · f2 белая пешка · g2 белая пешка · f1 белая ладья · g1 белый король | b7 чёрная пешка · d7 чёрный король · e7 чёрная пешка · f7 белый ферзь · b6 чёрная пешка · c6 чёрный конь · d6 чёрная пешка · f5 чёрная пешка · g5 белый слон · d4 чёрный слон · e4 чёрный ферзь · h3 белая пешка · f2 белая пешка · g2 белая пешка · f1 белая ладья · g1 белый король | 1 |
|   | a | b | c | d | e | f | g | h |   |

Силы по-прежнему равны. Разменяв ладьи, ни одна из сторон не имела достаточно пешек для давления на вражеского короля, оба короля были в достаточной безопасности, и прямые атаки стали менее вероятными. Поэтому, хотя ферзи остались на доске, игра стала приобретать характер эндшпиля, с борьбой за превращение пешки. Каспаров мог сразу же начать вести свою пешку h вперед, и Команде мира было бы трудно ее сдержать. С другой стороны, пешка b Команды мира могла бы продвигаться столь же быстро, что делало бы позицию очень обоюдоострой. Вместо того, чтобы сразу начать пешечную гонку, Каспаров сделал тонкий ход, чтобы заставить сборную мира занять более пассивную позицию.
26. Фb3
Каспаров ударил по слабой пешке b и приготовил Сe3. Команда мира не хотела размениваться слонами и рассматривала ход 26… Сc5, чтобы на 27. Сe3 можно было бы ответить 27… Кd4. Однако у Каспарова была еще более серьезная угроза: он использовал своего ферзя, чтобы помочь своей ладье войти в игру. После 26… Сc5 27. Фb1! и Команда мира не могла принять размен ферзей, который активировал бы белую ладью. На отвод ферзя былые сыграли бы 28. Лe1 и позиция становилась для них выигрышной.
Команда мира нашла острый вариант на 26… f4, который, как показал тщательный анализ, не уступал 26… Сc5. Однако рекомендация Круш от имени доски объявлений снова стояла особняком против единодушных рекомендаций трех других аналитиков. При очень близком голосовании 26… f4 вытеснил 26… Сc5 с соотношением в 42,61 % против 42,14 %.
26… f4!
Команда мира заблокировала слона Каспарова на позиции е3 и грозила начать атаку на белого короля. На 27. Фb1 можно было ответить 27… Сxf2+, а на 27. Фd1 — 27…f3. На начало пешечной гонки ходом 27. h4 последовало 27… Кe5 с инициативой на стороне чёрных. Вместо этого Каспаров выбрал простой и естественный ход.
27. Фf7
Перемещение ферзя на поле, из которого он только что пришел, только казалось потерей темпа. На самом деле Команде мира пришлось потратить ход для защиты пешки f. Более того, белый ферзь косвенно поддержал продвижение пешки h и затормозил угрозу чёрных продвинуть свою пешку на f3. После того, как сборная мира защитила пешку f, Каспаров решил начать гонку.
27… Сe5 28. h4 b5 29. h5 Фc4
|   | a | b | c | d | e | f | g | h |   |
| - | --- | --- | --- | --- | --- | --- | --- | --- | - |
| 8 | b7 чёрная пешка · d7 чёрный король · e7 чёрная пешка · f7 белый ферзь · c6 чёрный конь · d6 чёрная пешка · b5 чёрная пешка · e5 чёрный слон · g5 белый слон · h5 белая пешка · c4 чёрный ферзь · f4 чёрная пешка · f2 белая пешка · g2 белая пешка · f1 белая ладья · g1 белый король | b7 чёрная пешка · d7 чёрный король · e7 чёрная пешка · f7 белый ферзь · c6 чёрный конь · d6 чёрная пешка · b5 чёрная пешка · e5 чёрный слон · g5 белый слон · h5 белая пешка · c4 чёрный ферзь · f4 чёрная пешка · f2 белая пешка · g2 белая пешка · f1 белая ладья · g1 белый король | b7 чёрная пешка · d7 чёрный король · e7 чёрная пешка · f7 белый ферзь · c6 чёрный конь · d6 чёрная пешка · b5 чёрная пешка · e5 чёрный слон · g5 белый слон · h5 белая пешка · c4 чёрный ферзь · f4 чёрная пешка · f2 белая пешка · g2 белая пешка · f1 белая ладья · g1 белый король | b7 чёрная пешка · d7 чёрный король · e7 чёрная пешка · f7 белый ферзь · c6 чёрный конь · d6 чёрная пешка · b5 чёрная пешка · e5 чёрный слон · g5 белый слон · h5 белая пешка · c4 чёрный ферзь · f4 чёрная пешка · f2 белая пешка · g2 белая пешка · f1 белая ладья · g1 белый король | b7 чёрная пешка · d7 чёрный король · e7 чёрная пешка · f7 белый ферзь · c6 чёрный конь · d6 чёрная пешка · b5 чёрная пешка · e5 чёрный слон · g5 белый слон · h5 белая пешка · c4 чёрный ферзь · f4 чёрная пешка · f2 белая пешка · g2 белая пешка · f1 белая ладья · g1 белый король | b7 чёрная пешка · d7 чёрный король · e7 чёрная пешка · f7 белый ферзь · c6 чёрный конь · d6 чёрная пешка · b5 чёрная пешка · e5 чёрный слон · g5 белый слон · h5 белая пешка · c4 чёрный ферзь · f4 чёрная пешка · f2 белая пешка · g2 белая пешка · f1 белая ладья · g1 белый король | b7 чёрная пешка · d7 чёрный король · e7 чёрная пешка · f7 белый ферзь · c6 чёрный конь · d6 чёрная пешка · b5 чёрная пешка · e5 чёрный слон · g5 белый слон · h5 белая пешка · c4 чёрный ферзь · f4 чёрная пешка · f2 белая пешка · g2 белая пешка · f1 белая ладья · g1 белый король | b7 чёрная пешка · d7 чёрный король · e7 чёрная пешка · f7 белый ферзь · c6 чёрный конь · d6 чёрная пешка · b5 чёрная пешка · e5 чёрный слон · g5 белый слон · h5 белая пешка · c4 чёрный ферзь · f4 чёрная пешка · f2 белая пешка · g2 белая пешка · f1 белая ладья · g1 белый король | 8 |
| 7 | b7 чёрная пешка · d7 чёрный король · e7 чёрная пешка · f7 белый ферзь · c6 чёрный конь · d6 чёрная пешка · b5 чёрная пешка · e5 чёрный слон · g5 белый слон · h5 белая пешка · c4 чёрный ферзь · f4 чёрная пешка · f2 белая пешка · g2 белая пешка · f1 белая ладья · g1 белый король | b7 чёрная пешка · d7 чёрный король · e7 чёрная пешка · f7 белый ферзь · c6 чёрный конь · d6 чёрная пешка · b5 чёрная пешка · e5 чёрный слон · g5 белый слон · h5 белая пешка · c4 чёрный ферзь · f4 чёрная пешка · f2 белая пешка · g2 белая пешка · f1 белая ладья · g1 белый король | b7 чёрная пешка · d7 чёрный король · e7 чёрная пешка · f7 белый ферзь · c6 чёрный конь · d6 чёрная пешка · b5 чёрная пешка · e5 чёрный слон · g5 белый слон · h5 белая пешка · c4 чёрный ферзь · f4 чёрная пешка · f2 белая пешка · g2 белая пешка · f1 белая ладья · g1 белый король | b7 чёрная пешка · d7 чёрный король · e7 чёрная пешка · f7 белый ферзь · c6 чёрный конь · d6 чёрная пешка · b5 чёрная пешка · e5 чёрный слон · g5 белый слон · h5 белая пешка · c4 чёрный ферзь · f4 чёрная пешка · f2 белая пешка · g2 белая пешка · f1 белая ладья · g1 белый король | b7 чёрная пешка · d7 чёрный король · e7 чёрная пешка · f7 белый ферзь · c6 чёрный конь · d6 чёрная пешка · b5 чёрная пешка · e5 чёрный слон · g5 белый слон · h5 белая пешка · c4 чёрный ферзь · f4 чёрная пешка · f2 белая пешка · g2 белая пешка · f1 белая ладья · g1 белый король | b7 чёрная пешка · d7 чёрный король · e7 чёрная пешка · f7 белый ферзь · c6 чёрный конь · d6 чёрная пешка · b5 чёрная пешка · e5 чёрный слон · g5 белый слон · h5 белая пешка · c4 чёрный ферзь · f4 чёрная пешка · f2 белая пешка · g2 белая пешка · f1 белая ладья · g1 белый король | b7 чёрная пешка · d7 чёрный король · e7 чёрная пешка · f7 белый ферзь · c6 чёрный конь · d6 чёрная пешка · b5 чёрная пешка · e5 чёрный слон · g5 белый слон · h5 белая пешка · c4 чёрный ферзь · f4 чёрная пешка · f2 белая пешка · g2 белая пешка · f1 белая ладья · g1 белый король | b7 чёрная пешка · d7 чёрный король · e7 чёрная пешка · f7 белый ферзь · c6 чёрный конь · d6 чёрная пешка · b5 чёрная пешка · e5 чёрный слон · g5 белый слон · h5 белая пешка · c4 чёрный ферзь · f4 чёрная пешка · f2 белая пешка · g2 белая пешка · f1 белая ладья · g1 белый король | 7 |
| 6 | b7 чёрная пешка · d7 чёрный король · e7 чёрная пешка · f7 белый ферзь · c6 чёрный конь · d6 чёрная пешка · b5 чёрная пешка · e5 чёрный слон · g5 белый слон · h5 белая пешка · c4 чёрный ферзь · f4 чёрная пешка · f2 белая пешка · g2 белая пешка · f1 белая ладья · g1 белый король | b7 чёрная пешка · d7 чёрный король · e7 чёрная пешка · f7 белый ферзь · c6 чёрный конь · d6 чёрная пешка · b5 чёрная пешка · e5 чёрный слон · g5 белый слон · h5 белая пешка · c4 чёрный ферзь · f4 чёрная пешка · f2 белая пешка · g2 белая пешка · f1 белая ладья · g1 белый король | b7 чёрная пешка · d7 чёрный король · e7 чёрная пешка · f7 белый ферзь · c6 чёрный конь · d6 чёрная пешка · b5 чёрная пешка · e5 чёрный слон · g5 белый слон · h5 белая пешка · c4 чёрный ферзь · f4 чёрная пешка · f2 белая пешка · g2 белая пешка · f1 белая ладья · g1 белый король | b7 чёрная пешка · d7 чёрный король · e7 чёрная пешка · f7 белый ферзь · c6 чёрный конь · d6 чёрная пешка · b5 чёрная пешка · e5 чёрный слон · g5 белый слон · h5 белая пешка · c4 чёрный ферзь · f4 чёрная пешка · f2 белая пешка · g2 белая пешка · f1 белая ладья · g1 белый король | b7 чёрная пешка · d7 чёрный король · e7 чёрная пешка · f7 белый ферзь · c6 чёрный конь · d6 чёрная пешка · b5 чёрная пешка · e5 чёрный слон · g5 белый слон · h5 белая пешка · c4 чёрный ферзь · f4 чёрная пешка · f2 белая пешка · g2 белая пешка · f1 белая ладья · g1 белый король | b7 чёрная пешка · d7 чёрный король · e7 чёрная пешка · f7 белый ферзь · c6 чёрный конь · d6 чёрная пешка · b5 чёрная пешка · e5 чёрный слон · g5 белый слон · h5 белая пешка · c4 чёрный ферзь · f4 чёрная пешка · f2 белая пешка · g2 белая пешка · f1 белая ладья · g1 белый король | b7 чёрная пешка · d7 чёрный король · e7 чёрная пешка · f7 белый ферзь · c6 чёрный конь · d6 чёрная пешка · b5 чёрная пешка · e5 чёрный слон · g5 белый слон · h5 белая пешка · c4 чёрный ферзь · f4 чёрная пешка · f2 белая пешка · g2 белая пешка · f1 белая ладья · g1 белый король | b7 чёрная пешка · d7 чёрный король · e7 чёрная пешка · f7 белый ферзь · c6 чёрный конь · d6 чёрная пешка · b5 чёрная пешка · e5 чёрный слон · g5 белый слон · h5 белая пешка · c4 чёрный ферзь · f4 чёрная пешка · f2 белая пешка · g2 белая пешка · f1 белая ладья · g1 белый король | 6 |
| 5 | b7 чёрная пешка · d7 чёрный король · e7 чёрная пешка · f7 белый ферзь · c6 чёрный конь · d6 чёрная пешка · b5 чёрная пешка · e5 чёрный слон · g5 белый слон · h5 белая пешка · c4 чёрный ферзь · f4 чёрная пешка · f2 белая пешка · g2 белая пешка · f1 белая ладья · g1 белый король | b7 чёрная пешка · d7 чёрный король · e7 чёрная пешка · f7 белый ферзь · c6 чёрный конь · d6 чёрная пешка · b5 чёрная пешка · e5 чёрный слон · g5 белый слон · h5 белая пешка · c4 чёрный ферзь · f4 чёрная пешка · f2 белая пешка · g2 белая пешка · f1 белая ладья · g1 белый король | b7 чёрная пешка · d7 чёрный король · e7 чёрная пешка · f7 белый ферзь · c6 чёрный конь · d6 чёрная пешка · b5 чёрная пешка · e5 чёрный слон · g5 белый слон · h5 белая пешка · c4 чёрный ферзь · f4 чёрная пешка · f2 белая пешка · g2 белая пешка · f1 белая ладья · g1 белый король | b7 чёрная пешка · d7 чёрный король · e7 чёрная пешка · f7 белый ферзь · c6 чёрный конь · d6 чёрная пешка · b5 чёрная пешка · e5 чёрный слон · g5 белый слон · h5 белая пешка · c4 чёрный ферзь · f4 чёрная пешка · f2 белая пешка · g2 белая пешка · f1 белая ладья · g1 белый король | b7 чёрная пешка · d7 чёрный король · e7 чёрная пешка · f7 белый ферзь · c6 чёрный конь · d6 чёрная пешка · b5 чёрная пешка · e5 чёрный слон · g5 белый слон · h5 белая пешка · c4 чёрный ферзь · f4 чёрная пешка · f2 белая пешка · g2 белая пешка · f1 белая ладья · g1 белый король | b7 чёрная пешка · d7 чёрный король · e7 чёрная пешка · f7 белый ферзь · c6 чёрный конь · d6 чёрная пешка · b5 чёрная пешка · e5 чёрный слон · g5 белый слон · h5 белая пешка · c4 чёрный ферзь · f4 чёрная пешка · f2 белая пешка · g2 белая пешка · f1 белая ладья · g1 белый король | b7 чёрная пешка · d7 чёрный король · e7 чёрная пешка · f7 белый ферзь · c6 чёрный конь · d6 чёрная пешка · b5 чёрная пешка · e5 чёрный слон · g5 белый слон · h5 белая пешка · c4 чёрный ферзь · f4 чёрная пешка · f2 белая пешка · g2 белая пешка · f1 белая ладья · g1 белый король | b7 чёрная пешка · d7 чёрный король · e7 чёрная пешка · f7 белый ферзь · c6 чёрный конь · d6 чёрная пешка · b5 чёрная пешка · e5 чёрный слон · g5 белый слон · h5 белая пешка · c4 чёрный ферзь · f4 чёрная пешка · f2 белая пешка · g2 белая пешка · f1 белая ладья · g1 белый король | 5 |
| 4 | b7 чёрная пешка · d7 чёрный король · e7 чёрная пешка · f7 белый ферзь · c6 чёрный конь · d6 чёрная пешка · b5 чёрная пешка · e5 чёрный слон · g5 белый слон · h5 белая пешка · c4 чёрный ферзь · f4 чёрная пешка · f2 белая пешка · g2 белая пешка · f1 белая ладья · g1 белый король | b7 чёрная пешка · d7 чёрный король · e7 чёрная пешка · f7 белый ферзь · c6 чёрный конь · d6 чёрная пешка · b5 чёрная пешка · e5 чёрный слон · g5 белый слон · h5 белая пешка · c4 чёрный ферзь · f4 чёрная пешка · f2 белая пешка · g2 белая пешка · f1 белая ладья · g1 белый король | b7 чёрная пешка · d7 чёрный король · e7 чёрная пешка · f7 белый ферзь · c6 чёрный конь · d6 чёрная пешка · b5 чёрная пешка · e5 чёрный слон · g5 белый слон · h5 белая пешка · c4 чёрный ферзь · f4 чёрная пешка · f2 белая пешка · g2 белая пешка · f1 белая ладья · g1 белый король | b7 чёрная пешка · d7 чёрный король · e7 чёрная пешка · f7 белый ферзь · c6 чёрный конь · d6 чёрная пешка · b5 чёрная пешка · e5 чёрный слон · g5 белый слон · h5 белая пешка · c4 чёрный ферзь · f4 чёрная пешка · f2 белая пешка · g2 белая пешка · f1 белая ладья · g1 белый король | b7 чёрная пешка · d7 чёрный король · e7 чёрная пешка · f7 белый ферзь · c6 чёрный конь · d6 чёрная пешка · b5 чёрная пешка · e5 чёрный слон · g5 белый слон · h5 белая пешка · c4 чёрный ферзь · f4 чёрная пешка · f2 белая пешка · g2 белая пешка · f1 белая ладья · g1 белый король | b7 чёрная пешка · d7 чёрный король · e7 чёрная пешка · f7 белый ферзь · c6 чёрный конь · d6 чёрная пешка · b5 чёрная пешка · e5 чёрный слон · g5 белый слон · h5 белая пешка · c4 чёрный ферзь · f4 чёрная пешка · f2 белая пешка · g2 белая пешка · f1 белая ладья · g1 белый король | b7 чёрная пешка · d7 чёрный король · e7 чёрная пешка · f7 белый ферзь · c6 чёрный конь · d6 чёрная пешка · b5 чёрная пешка · e5 чёрный слон · g5 белый слон · h5 белая пешка · c4 чёрный ферзь · f4 чёрная пешка · f2 белая пешка · g2 белая пешка · f1 белая ладья · g1 белый король | b7 чёрная пешка · d7 чёрный король · e7 чёрная пешка · f7 белый ферзь · c6 чёрный конь · d6 чёрная пешка · b5 чёрная пешка · e5 чёрный слон · g5 белый слон · h5 белая пешка · c4 чёрный ферзь · f4 чёрная пешка · f2 белая пешка · g2 белая пешка · f1 белая ладья · g1 белый король | 4 |
| 3 | b7 чёрная пешка · d7 чёрный король · e7 чёрная пешка · f7 белый ферзь · c6 чёрный конь · d6 чёрная пешка · b5 чёрная пешка · e5 чёрный слон · g5 белый слон · h5 белая пешка · c4 чёрный ферзь · f4 чёрная пешка · f2 белая пешка · g2 белая пешка · f1 белая ладья · g1 белый король | b7 чёрная пешка · d7 чёрный король · e7 чёрная пешка · f7 белый ферзь · c6 чёрный конь · d6 чёрная пешка · b5 чёрная пешка · e5 чёрный слон · g5 белый слон · h5 белая пешка · c4 чёрный ферзь · f4 чёрная пешка · f2 белая пешка · g2 белая пешка · f1 белая ладья · g1 белый король | b7 чёрная пешка · d7 чёрный король · e7 чёрная пешка · f7 белый ферзь · c6 чёрный конь · d6 чёрная пешка · b5 чёрная пешка · e5 чёрный слон · g5 белый слон · h5 белая пешка · c4 чёрный ферзь · f4 чёрная пешка · f2 белая пешка · g2 белая пешка · f1 белая ладья · g1 белый король | b7 чёрная пешка · d7 чёрный король · e7 чёрная пешка · f7 белый ферзь · c6 чёрный конь · d6 чёрная пешка · b5 чёрная пешка · e5 чёрный слон · g5 белый слон · h5 белая пешка · c4 чёрный ферзь · f4 чёрная пешка · f2 белая пешка · g2 белая пешка · f1 белая ладья · g1 белый король | b7 чёрная пешка · d7 чёрный король · e7 чёрная пешка · f7 белый ферзь · c6 чёрный конь · d6 чёрная пешка · b5 чёрная пешка · e5 чёрный слон · g5 белый слон · h5 белая пешка · c4 чёрный ферзь · f4 чёрная пешка · f2 белая пешка · g2 белая пешка · f1 белая ладья · g1 белый король | b7 чёрная пешка · d7 чёрный король · e7 чёрная пешка · f7 белый ферзь · c6 чёрный конь · d6 чёрная пешка · b5 чёрная пешка · e5 чёрный слон · g5 белый слон · h5 белая пешка · c4 чёрный ферзь · f4 чёрная пешка · f2 белая пешка · g2 белая пешка · f1 белая ладья · g1 белый король | b7 чёрная пешка · d7 чёрный король · e7 чёрная пешка · f7 белый ферзь · c6 чёрный конь · d6 чёрная пешка · b5 чёрная пешка · e5 чёрный слон · g5 белый слон · h5 белая пешка · c4 чёрный ферзь · f4 чёрная пешка · f2 белая пешка · g2 белая пешка · f1 белая ладья · g1 белый король | b7 чёрная пешка · d7 чёрный король · e7 чёрная пешка · f7 белый ферзь · c6 чёрный конь · d6 чёрная пешка · b5 чёрная пешка · e5 чёрный слон · g5 белый слон · h5 белая пешка · c4 чёрный ферзь · f4 чёрная пешка · f2 белая пешка · g2 белая пешка · f1 белая ладья · g1 белый король | 3 |
| 2 | b7 чёрная пешка · d7 чёрный король · e7 чёрная пешка · f7 белый ферзь · c6 чёрный конь · d6 чёрная пешка · b5 чёрная пешка · e5 чёрный слон · g5 белый слон · h5 белая пешка · c4 чёрный ферзь · f4 чёрная пешка · f2 белая пешка · g2 белая пешка · f1 белая ладья · g1 белый король | b7 чёрная пешка · d7 чёрный король · e7 чёрная пешка · f7 белый ферзь · c6 чёрный конь · d6 чёрная пешка · b5 чёрная пешка · e5 чёрный слон · g5 белый слон · h5 белая пешка · c4 чёрный ферзь · f4 чёрная пешка · f2 белая пешка · g2 белая пешка · f1 белая ладья · g1 белый король | b7 чёрная пешка · d7 чёрный король · e7 чёрная пешка · f7 белый ферзь · c6 чёрный конь · d6 чёрная пешка · b5 чёрная пешка · e5 чёрный слон · g5 белый слон · h5 белая пешка · c4 чёрный ферзь · f4 чёрная пешка · f2 белая пешка · g2 белая пешка · f1 белая ладья · g1 белый король | b7 чёрная пешка · d7 чёрный король · e7 чёрная пешка · f7 белый ферзь · c6 чёрный конь · d6 чёрная пешка · b5 чёрная пешка · e5 чёрный слон · g5 белый слон · h5 белая пешка · c4 чёрный ферзь · f4 чёрная пешка · f2 белая пешка · g2 белая пешка · f1 белая ладья · g1 белый король | b7 чёрная пешка · d7 чёрный король · e7 чёрная пешка · f7 белый ферзь · c6 чёрный конь · d6 чёрная пешка · b5 чёрная пешка · e5 чёрный слон · g5 белый слон · h5 белая пешка · c4 чёрный ферзь · f4 чёрная пешка · f2 белая пешка · g2 белая пешка · f1 белая ладья · g1 белый король | b7 чёрная пешка · d7 чёрный король · e7 чёрная пешка · f7 белый ферзь · c6 чёрный конь · d6 чёрная пешка · b5 чёрная пешка · e5 чёрный слон · g5 белый слон · h5 белая пешка · c4 чёрный ферзь · f4 чёрная пешка · f2 белая пешка · g2 белая пешка · f1 белая ладья · g1 белый король | b7 чёрная пешка · d7 чёрный король · e7 чёрная пешка · f7 белый ферзь · c6 чёрный конь · d6 чёрная пешка · b5 чёрная пешка · e5 чёрный слон · g5 белый слон · h5 белая пешка · c4 чёрный ферзь · f4 чёрная пешка · f2 белая пешка · g2 белая пешка · f1 белая ладья · g1 белый король | b7 чёрная пешка · d7 чёрный король · e7 чёрная пешка · f7 белый ферзь · c6 чёрный конь · d6 чёрная пешка · b5 чёрная пешка · e5 чёрный слон · g5 белый слон · h5 белая пешка · c4 чёрный ферзь · f4 чёрная пешка · f2 белая пешка · g2 белая пешка · f1 белая ладья · g1 белый король | 2 |
| 1 | b7 чёрная пешка · d7 чёрный король · e7 чёрная пешка · f7 белый ферзь · c6 чёрный конь · d6 чёрная пешка · b5 чёрная пешка · e5 чёрный слон · g5 белый слон · h5 белая пешка · c4 чёрный ферзь · f4 чёрная пешка · f2 белая пешка · g2 белая пешка · f1 белая ладья · g1 белый король | b7 чёрная пешка · d7 чёрный король · e7 чёрная пешка · f7 белый ферзь · c6 чёрный конь · d6 чёрная пешка · b5 чёрная пешка · e5 чёрный слон · g5 белый слон · h5 белая пешка · c4 чёрный ферзь · f4 чёрная пешка · f2 белая пешка · g2 белая пешка · f1 белая ладья · g1 белый король | b7 чёрная пешка · d7 чёрный король · e7 чёрная пешка · f7 белый ферзь · c6 чёрный конь · d6 чёрная пешка · b5 чёрная пешка · e5 чёрный слон · g5 белый слон · h5 белая пешка · c4 чёрный ферзь · f4 чёрная пешка · f2 белая пешка · g2 белая пешка · f1 белая ладья · g1 белый король | b7 чёрная пешка · d7 чёрный король · e7 чёрная пешка · f7 белый ферзь · c6 чёрный конь · d6 чёрная пешка · b5 чёрная пешка · e5 чёрный слон · g5 белый слон · h5 белая пешка · c4 чёрный ферзь · f4 чёрная пешка · f2 белая пешка · g2 белая пешка · f1 белая ладья · g1 белый король | b7 чёрная пешка · d7 чёрный король · e7 чёрная пешка · f7 белый ферзь · c6 чёрный конь · d6 чёрная пешка · b5 чёрная пешка · e5 чёрный слон · g5 белый слон · h5 белая пешка · c4 чёрный ферзь · f4 чёрная пешка · f2 белая пешка · g2 белая пешка · f1 белая ладья · g1 белый король | b7 чёрная пешка · d7 чёрный король · e7 чёрная пешка · f7 белый ферзь · c6 чёрный конь · d6 чёрная пешка · b5 чёрная пешка · e5 чёрный слон · g5 белый слон · h5 белая пешка · c4 чёрный ферзь · f4 чёрная пешка · f2 белая пешка · g2 белая пешка · f1 белая ладья · g1 белый король | b7 чёрная пешка · d7 чёрный король · e7 чёрная пешка · f7 белый ферзь · c6 чёрный конь · d6 чёрная пешка · b5 чёрная пешка · e5 чёрный слон · g5 белый слон · h5 белая пешка · c4 чёрный ферзь · f4 чёрная пешка · f2 белая пешка · g2 белая пешка · f1 белая ладья · g1 белый король | b7 чёрная пешка · d7 чёрный король · e7 чёрная пешка · f7 белый ферзь · c6 чёрный конь · d6 чёрная пешка · b5 чёрная пешка · e5 чёрный слон · g5 белый слон · h5 белая пешка · c4 чёрный ферзь · f4 чёрная пешка · f2 белая пешка · g2 белая пешка · f1 белая ладья · g1 белый король | 1 |
|   | a | b | c | d | e | f | g | h |   |

Команда мира не может позволить себе бездумно гонять вперед пешку b ходом 29… b4, потому что ферзь белых по-прежнему охраняет поле b3, на защиту которого черным пришлось бы терять темп, прежде чем снова идти вперед. Ход 29… Фc4, напротив, не потерял темпа, потому что Каспаров не мог позволить себе размен ферзей таким образом, чтобы раздвоить черные пешки и позволить Команде мира давить пешечным строем в центре доски. Альтернатива 29… Фe2 также могла удержать черных, предложив обменять белую пешку h на черную пешку f. Впрочем, в рамках размена терялись также и слоны, на что ни один аналитик пойти был не готов.
Часть дискуссий на доске объявлений была сосредоточена на возможном ответе Каспарова 30. Фf8, сохраняя ферзей на доске и угрожая королю чёрных. Однако компьютерная проверка многих вариантов не нашла преимущества у белых в этой стратегии, а фактически выявила шансы белых слишком сильно надавить в сложной позиции и споткнуться в невыгодное положение. Каспаров решил принудительно разменять ферзя, освободить своего слона, открыть линию f для своей ладьи и создать связанные проходные пешки в чистом эндшпиле. Ответы Команды мира были по существу вынужденными.
30. Фf5+ Фe6 31. Фxe6+ Крxe6 32. g3 fxg3 33. fxg3
|   | a | b | c | d | e | f | g | h |   |
| - | --- | --- | --- | --- | --- | --- | --- | --- | - |
| 8 | b7 чёрная пешка · e7 чёрная пешка · c6 чёрный конь · d6 чёрная пешка · e6 чёрный король · b5 чёрная пешка · e5 чёрный слон · g5 белый слон · h5 белая пешка · g3 белая пешка · f1 белая ладья · g1 белый король | b7 чёрная пешка · e7 чёрная пешка · c6 чёрный конь · d6 чёрная пешка · e6 чёрный король · b5 чёрная пешка · e5 чёрный слон · g5 белый слон · h5 белая пешка · g3 белая пешка · f1 белая ладья · g1 белый король | b7 чёрная пешка · e7 чёрная пешка · c6 чёрный конь · d6 чёрная пешка · e6 чёрный король · b5 чёрная пешка · e5 чёрный слон · g5 белый слон · h5 белая пешка · g3 белая пешка · f1 белая ладья · g1 белый король | b7 чёрная пешка · e7 чёрная пешка · c6 чёрный конь · d6 чёрная пешка · e6 чёрный король · b5 чёрная пешка · e5 чёрный слон · g5 белый слон · h5 белая пешка · g3 белая пешка · f1 белая ладья · g1 белый король | b7 чёрная пешка · e7 чёрная пешка · c6 чёрный конь · d6 чёрная пешка · e6 чёрный король · b5 чёрная пешка · e5 чёрный слон · g5 белый слон · h5 белая пешка · g3 белая пешка · f1 белая ладья · g1 белый король | b7 чёрная пешка · e7 чёрная пешка · c6 чёрный конь · d6 чёрная пешка · e6 чёрный король · b5 чёрная пешка · e5 чёрный слон · g5 белый слон · h5 белая пешка · g3 белая пешка · f1 белая ладья · g1 белый король | b7 чёрная пешка · e7 чёрная пешка · c6 чёрный конь · d6 чёрная пешка · e6 чёрный король · b5 чёрная пешка · e5 чёрный слон · g5 белый слон · h5 белая пешка · g3 белая пешка · f1 белая ладья · g1 белый король | b7 чёрная пешка · e7 чёрная пешка · c6 чёрный конь · d6 чёрная пешка · e6 чёрный король · b5 чёрная пешка · e5 чёрный слон · g5 белый слон · h5 белая пешка · g3 белая пешка · f1 белая ладья · g1 белый король | 8 |
| 7 | b7 чёрная пешка · e7 чёрная пешка · c6 чёрный конь · d6 чёрная пешка · e6 чёрный король · b5 чёрная пешка · e5 чёрный слон · g5 белый слон · h5 белая пешка · g3 белая пешка · f1 белая ладья · g1 белый король | b7 чёрная пешка · e7 чёрная пешка · c6 чёрный конь · d6 чёрная пешка · e6 чёрный король · b5 чёрная пешка · e5 чёрный слон · g5 белый слон · h5 белая пешка · g3 белая пешка · f1 белая ладья · g1 белый король | b7 чёрная пешка · e7 чёрная пешка · c6 чёрный конь · d6 чёрная пешка · e6 чёрный король · b5 чёрная пешка · e5 чёрный слон · g5 белый слон · h5 белая пешка · g3 белая пешка · f1 белая ладья · g1 белый король | b7 чёрная пешка · e7 чёрная пешка · c6 чёрный конь · d6 чёрная пешка · e6 чёрный король · b5 чёрная пешка · e5 чёрный слон · g5 белый слон · h5 белая пешка · g3 белая пешка · f1 белая ладья · g1 белый король | b7 чёрная пешка · e7 чёрная пешка · c6 чёрный конь · d6 чёрная пешка · e6 чёрный король · b5 чёрная пешка · e5 чёрный слон · g5 белый слон · h5 белая пешка · g3 белая пешка · f1 белая ладья · g1 белый король | b7 чёрная пешка · e7 чёрная пешка · c6 чёрный конь · d6 чёрная пешка · e6 чёрный король · b5 чёрная пешка · e5 чёрный слон · g5 белый слон · h5 белая пешка · g3 белая пешка · f1 белая ладья · g1 белый король | b7 чёрная пешка · e7 чёрная пешка · c6 чёрный конь · d6 чёрная пешка · e6 чёрный король · b5 чёрная пешка · e5 чёрный слон · g5 белый слон · h5 белая пешка · g3 белая пешка · f1 белая ладья · g1 белый король | b7 чёрная пешка · e7 чёрная пешка · c6 чёрный конь · d6 чёрная пешка · e6 чёрный король · b5 чёрная пешка · e5 чёрный слон · g5 белый слон · h5 белая пешка · g3 белая пешка · f1 белая ладья · g1 белый король | 7 |
| 6 | b7 чёрная пешка · e7 чёрная пешка · c6 чёрный конь · d6 чёрная пешка · e6 чёрный король · b5 чёрная пешка · e5 чёрный слон · g5 белый слон · h5 белая пешка · g3 белая пешка · f1 белая ладья · g1 белый король | b7 чёрная пешка · e7 чёрная пешка · c6 чёрный конь · d6 чёрная пешка · e6 чёрный король · b5 чёрная пешка · e5 чёрный слон · g5 белый слон · h5 белая пешка · g3 белая пешка · f1 белая ладья · g1 белый король | b7 чёрная пешка · e7 чёрная пешка · c6 чёрный конь · d6 чёрная пешка · e6 чёрный король · b5 чёрная пешка · e5 чёрный слон · g5 белый слон · h5 белая пешка · g3 белая пешка · f1 белая ладья · g1 белый король | b7 чёрная пешка · e7 чёрная пешка · c6 чёрный конь · d6 чёрная пешка · e6 чёрный король · b5 чёрная пешка · e5 чёрный слон · g5 белый слон · h5 белая пешка · g3 белая пешка · f1 белая ладья · g1 белый король | b7 чёрная пешка · e7 чёрная пешка · c6 чёрный конь · d6 чёрная пешка · e6 чёрный король · b5 чёрная пешка · e5 чёрный слон · g5 белый слон · h5 белая пешка · g3 белая пешка · f1 белая ладья · g1 белый король | b7 чёрная пешка · e7 чёрная пешка · c6 чёрный конь · d6 чёрная пешка · e6 чёрный король · b5 чёрная пешка · e5 чёрный слон · g5 белый слон · h5 белая пешка · g3 белая пешка · f1 белая ладья · g1 белый король | b7 чёрная пешка · e7 чёрная пешка · c6 чёрный конь · d6 чёрная пешка · e6 чёрный король · b5 чёрная пешка · e5 чёрный слон · g5 белый слон · h5 белая пешка · g3 белая пешка · f1 белая ладья · g1 белый король | b7 чёрная пешка · e7 чёрная пешка · c6 чёрный конь · d6 чёрная пешка · e6 чёрный король · b5 чёрная пешка · e5 чёрный слон · g5 белый слон · h5 белая пешка · g3 белая пешка · f1 белая ладья · g1 белый король | 6 |
| 5 | b7 чёрная пешка · e7 чёрная пешка · c6 чёрный конь · d6 чёрная пешка · e6 чёрный король · b5 чёрная пешка · e5 чёрный слон · g5 белый слон · h5 белая пешка · g3 белая пешка · f1 белая ладья · g1 белый король | b7 чёрная пешка · e7 чёрная пешка · c6 чёрный конь · d6 чёрная пешка · e6 чёрный король · b5 чёрная пешка · e5 чёрный слон · g5 белый слон · h5 белая пешка · g3 белая пешка · f1 белая ладья · g1 белый король | b7 чёрная пешка · e7 чёрная пешка · c6 чёрный конь · d6 чёрная пешка · e6 чёрный король · b5 чёрная пешка · e5 чёрный слон · g5 белый слон · h5 белая пешка · g3 белая пешка · f1 белая ладья · g1 белый король | b7 чёрная пешка · e7 чёрная пешка · c6 чёрный конь · d6 чёрная пешка · e6 чёрный король · b5 чёрная пешка · e5 чёрный слон · g5 белый слон · h5 белая пешка · g3 белая пешка · f1 белая ладья · g1 белый король | b7 чёрная пешка · e7 чёрная пешка · c6 чёрный конь · d6 чёрная пешка · e6 чёрный король · b5 чёрная пешка · e5 чёрный слон · g5 белый слон · h5 белая пешка · g3 белая пешка · f1 белая ладья · g1 белый король | b7 чёрная пешка · e7 чёрная пешка · c6 чёрный конь · d6 чёрная пешка · e6 чёрный король · b5 чёрная пешка · e5 чёрный слон · g5 белый слон · h5 белая пешка · g3 белая пешка · f1 белая ладья · g1 белый король | b7 чёрная пешка · e7 чёрная пешка · c6 чёрный конь · d6 чёрная пешка · e6 чёрный король · b5 чёрная пешка · e5 чёрный слон · g5 белый слон · h5 белая пешка · g3 белая пешка · f1 белая ладья · g1 белый король | b7 чёрная пешка · e7 чёрная пешка · c6 чёрный конь · d6 чёрная пешка · e6 чёрный король · b5 чёрная пешка · e5 чёрный слон · g5 белый слон · h5 белая пешка · g3 белая пешка · f1 белая ладья · g1 белый король | 5 |
| 4 | b7 чёрная пешка · e7 чёрная пешка · c6 чёрный конь · d6 чёрная пешка · e6 чёрный король · b5 чёрная пешка · e5 чёрный слон · g5 белый слон · h5 белая пешка · g3 белая пешка · f1 белая ладья · g1 белый король | b7 чёрная пешка · e7 чёрная пешка · c6 чёрный конь · d6 чёрная пешка · e6 чёрный король · b5 чёрная пешка · e5 чёрный слон · g5 белый слон · h5 белая пешка · g3 белая пешка · f1 белая ладья · g1 белый король | b7 чёрная пешка · e7 чёрная пешка · c6 чёрный конь · d6 чёрная пешка · e6 чёрный король · b5 чёрная пешка · e5 чёрный слон · g5 белый слон · h5 белая пешка · g3 белая пешка · f1 белая ладья · g1 белый король | b7 чёрная пешка · e7 чёрная пешка · c6 чёрный конь · d6 чёрная пешка · e6 чёрный король · b5 чёрная пешка · e5 чёрный слон · g5 белый слон · h5 белая пешка · g3 белая пешка · f1 белая ладья · g1 белый король | b7 чёрная пешка · e7 чёрная пешка · c6 чёрный конь · d6 чёрная пешка · e6 чёрный король · b5 чёрная пешка · e5 чёрный слон · g5 белый слон · h5 белая пешка · g3 белая пешка · f1 белая ладья · g1 белый король | b7 чёрная пешка · e7 чёрная пешка · c6 чёрный конь · d6 чёрная пешка · e6 чёрный король · b5 чёрная пешка · e5 чёрный слон · g5 белый слон · h5 белая пешка · g3 белая пешка · f1 белая ладья · g1 белый король | b7 чёрная пешка · e7 чёрная пешка · c6 чёрный конь · d6 чёрная пешка · e6 чёрный король · b5 чёрная пешка · e5 чёрный слон · g5 белый слон · h5 белая пешка · g3 белая пешка · f1 белая ладья · g1 белый король | b7 чёрная пешка · e7 чёрная пешка · c6 чёрный конь · d6 чёрная пешка · e6 чёрный король · b5 чёрная пешка · e5 чёрный слон · g5 белый слон · h5 белая пешка · g3 белая пешка · f1 белая ладья · g1 белый король | 4 |
| 3 | b7 чёрная пешка · e7 чёрная пешка · c6 чёрный конь · d6 чёрная пешка · e6 чёрный король · b5 чёрная пешка · e5 чёрный слон · g5 белый слон · h5 белая пешка · g3 белая пешка · f1 белая ладья · g1 белый король | b7 чёрная пешка · e7 чёрная пешка · c6 чёрный конь · d6 чёрная пешка · e6 чёрный король · b5 чёрная пешка · e5 чёрный слон · g5 белый слон · h5 белая пешка · g3 белая пешка · f1 белая ладья · g1 белый король | b7 чёрная пешка · e7 чёрная пешка · c6 чёрный конь · d6 чёрная пешка · e6 чёрный король · b5 чёрная пешка · e5 чёрный слон · g5 белый слон · h5 белая пешка · g3 белая пешка · f1 белая ладья · g1 белый король | b7 чёрная пешка · e7 чёрная пешка · c6 чёрный конь · d6 чёрная пешка · e6 чёрный король · b5 чёрная пешка · e5 чёрный слон · g5 белый слон · h5 белая пешка · g3 белая пешка · f1 белая ладья · g1 белый король | b7 чёрная пешка · e7 чёрная пешка · c6 чёрный конь · d6 чёрная пешка · e6 чёрный король · b5 чёрная пешка · e5 чёрный слон · g5 белый слон · h5 белая пешка · g3 белая пешка · f1 белая ладья · g1 белый король | b7 чёрная пешка · e7 чёрная пешка · c6 чёрный конь · d6 чёрная пешка · e6 чёрный король · b5 чёрная пешка · e5 чёрный слон · g5 белый слон · h5 белая пешка · g3 белая пешка · f1 белая ладья · g1 белый король | b7 чёрная пешка · e7 чёрная пешка · c6 чёрный конь · d6 чёрная пешка · e6 чёрный король · b5 чёрная пешка · e5 чёрный слон · g5 белый слон · h5 белая пешка · g3 белая пешка · f1 белая ладья · g1 белый король | b7 чёрная пешка · e7 чёрная пешка · c6 чёрный конь · d6 чёрная пешка · e6 чёрный король · b5 чёрная пешка · e5 чёрный слон · g5 белый слон · h5 белая пешка · g3 белая пешка · f1 белая ладья · g1 белый король | 3 |
| 2 | b7 чёрная пешка · e7 чёрная пешка · c6 чёрный конь · d6 чёрная пешка · e6 чёрный король · b5 чёрная пешка · e5 чёрный слон · g5 белый слон · h5 белая пешка · g3 белая пешка · f1 белая ладья · g1 белый король | b7 чёрная пешка · e7 чёрная пешка · c6 чёрный конь · d6 чёрная пешка · e6 чёрный король · b5 чёрная пешка · e5 чёрный слон · g5 белый слон · h5 белая пешка · g3 белая пешка · f1 белая ладья · g1 белый король | b7 чёрная пешка · e7 чёрная пешка · c6 чёрный конь · d6 чёрная пешка · e6 чёрный король · b5 чёрная пешка · e5 чёрный слон · g5 белый слон · h5 белая пешка · g3 белая пешка · f1 белая ладья · g1 белый король | b7 чёрная пешка · e7 чёрная пешка · c6 чёрный конь · d6 чёрная пешка · e6 чёрный король · b5 чёрная пешка · e5 чёрный слон · g5 белый слон · h5 белая пешка · g3 белая пешка · f1 белая ладья · g1 белый король | b7 чёрная пешка · e7 чёрная пешка · c6 чёрный конь · d6 чёрная пешка · e6 чёрный король · b5 чёрная пешка · e5 чёрный слон · g5 белый слон · h5 белая пешка · g3 белая пешка · f1 белая ладья · g1 белый король | b7 чёрная пешка · e7 чёрная пешка · c6 чёрный конь · d6 чёрная пешка · e6 чёрный король · b5 чёрная пешка · e5 чёрный слон · g5 белый слон · h5 белая пешка · g3 белая пешка · f1 белая ладья · g1 белый король | b7 чёрная пешка · e7 чёрная пешка · c6 чёрный конь · d6 чёрная пешка · e6 чёрный король · b5 чёрная пешка · e5 чёрный слон · g5 белый слон · h5 белая пешка · g3 белая пешка · f1 белая ладья · g1 белый король | b7 чёрная пешка · e7 чёрная пешка · c6 чёрный конь · d6 чёрная пешка · e6 чёрный король · b5 чёрная пешка · e5 чёрный слон · g5 белый слон · h5 белая пешка · g3 белая пешка · f1 белая ладья · g1 белый король | 2 |
| 1 | b7 чёрная пешка · e7 чёрная пешка · c6 чёрный конь · d6 чёрная пешка · e6 чёрный король · b5 чёрная пешка · e5 чёрный слон · g5 белый слон · h5 белая пешка · g3 белая пешка · f1 белая ладья · g1 белый король | b7 чёрная пешка · e7 чёрная пешка · c6 чёрный конь · d6 чёрная пешка · e6 чёрный король · b5 чёрная пешка · e5 чёрный слон · g5 белый слон · h5 белая пешка · g3 белая пешка · f1 белая ладья · g1 белый король | b7 чёрная пешка · e7 чёрная пешка · c6 чёрный конь · d6 чёрная пешка · e6 чёрный король · b5 чёрная пешка · e5 чёрный слон · g5 белый слон · h5 белая пешка · g3 белая пешка · f1 белая ладья · g1 белый король | b7 чёрная пешка · e7 чёрная пешка · c6 чёрный конь · d6 чёрная пешка · e6 чёрный король · b5 чёрная пешка · e5 чёрный слон · g5 белый слон · h5 белая пешка · g3 белая пешка · f1 белая ладья · g1 белый король | b7 чёрная пешка · e7 чёрная пешка · c6 чёрный конь · d6 чёрная пешка · e6 чёрный король · b5 чёрная пешка · e5 чёрный слон · g5 белый слон · h5 белая пешка · g3 белая пешка · f1 белая ладья · g1 белый король | b7 чёрная пешка · e7 чёрная пешка · c6 чёрный конь · d6 чёрная пешка · e6 чёрный король · b5 чёрная пешка · e5 чёрный слон · g5 белый слон · h5 белая пешка · g3 белая пешка · f1 белая ладья · g1 белый король | b7 чёрная пешка · e7 чёрная пешка · c6 чёрный конь · d6 чёрная пешка · e6 чёрный король · b5 чёрная пешка · e5 чёрный слон · g5 белый слон · h5 белая пешка · g3 белая пешка · f1 белая ладья · g1 белый король | b7 чёрная пешка · e7 чёрная пешка · c6 чёрный конь · d6 чёрная пешка · e6 чёрный король · b5 чёрная пешка · e5 чёрный слон · g5 белый слон · h5 белая пешка · g3 белая пешка · f1 белая ладья · g1 белый король | 1 |
|   | a | b | c | d | e | f | g | h |   |

Несмотря на размены фигур, позиция остается острой благодаря наличию шести проходных пешек. На 32-м ходу Каспаров инициирует последовательность, которая после размена пешек откроет линию f для его ладьи и оставит поддерживающую пешку g для пешки h. На 33-м ходу у Команды мира была возможность вырвать у Каспарова пешку g ценой потери темпа в гонке за ферзём. После последовательности ходов 33… Сxg3 34.h6 Сe5 35.h7 Сg7 36. Лf8 b4 37.h8=Ф Сxh8 38. Лxh8 последовал бы крайне несбалансированный эндшпиль, в котором у были бы Каспарова ладья и слон против коня и четырех пешек Команды мира. Позиция короля чёрных могло быть достаточно, чтобы свести игру вничью, но ни один из четырех аналитиков не доверял этой позиции настолько, чтобы рекомендовать её. Вместо этого Команда мира, как и прежде, выбрала контригру, выбрав ход 72 % голосов.
33… b4 34. Сf4
Предложение Каспарова обменять слонов застало доску обсуждений врасплох. Предполагалось, что Каспаров попытается вывести своего короля в центр, чтобы сдержать черные пешки, и Команда мира размышляла над возможным сценарием 34. Крf2 Крf5. После фактического хода Каспарова для чёрных было бы самоубийством разменять своего слона. Многообещающим выглядел 34… Сd4+, тем более, что он не терял темпа, так как Каспарову пришлось бы выходить из-под шаха. После партии Каспаров сказал, что он не смог бы прорваться, если бы Команда мира сыграла более оборонительно 34… Сh8, но эта возможность не привлекла особого внимания на доске обсуждений. Даниел Кинг продвигал 34… Сh8 в своем комментарии к ходу, но все четыре аналитика чувствовали себя более комфортно, навязывая более активные действия, так что 34… Сd4+ подавляющим большинством выиграло голосование.

34… Сd4+
Команда мира подготовила защиту против любого из наступлений короля Каспарова 35. Крg2 и 35. Крh2. В одном из первых вариантов конь чёрных угрожает ввести пешку b и возвращается на королевский фланг как раз вовремя, чтобы остановить белую пешку h, нанеся по пути шах с поля f4. В одном из последних вариантов оказалось критическим, что слон чёрных может атаковать короля с е5. Но Каспаров ошеломил всех (включая гроссмейстерскую школу) невероятным ходом:
35. Крh1!
Хотя на первый взгляд не имеет большого смысла отводить белого короля в угол, где он не может ни поддерживать свои пешки для превращения, ни задерживать чужие в продвижении, этот ход поставил Команду мира затруднительное положение. Некоторые комментаторы на доске обсуждений беспокоились о том, что 33-й ход предопределил исход партии в пользу Каспарова.
В суматохе обсуждений после 35-го хода Каспарова никто из Команды мира не заметил, что 35… Кe5, вероятно, достаточно для удержания ничьей, и все предпочли продвинуть пешку b под влиянием Круш, которая обнаружила, казалось бы, адекватные продолжения для Команды мира.
35… b3 36. g4
|   | a | b | c | d | e | f | g | h |   |
| - | --- | --- | --- | --- | --- | --- | --- | --- | - |
| 8 | b7 чёрная пешка · e7 чёрная пешка · c6 чёрный конь · d6 чёрная пешка · e6 чёрный король · h5 белая пешка · d4 чёрный слон · f4 белый слон · g4 белая пешка · b3 чёрная пешка · f1 белая ладья · h1 белый король | b7 чёрная пешка · e7 чёрная пешка · c6 чёрный конь · d6 чёрная пешка · e6 чёрный король · h5 белая пешка · d4 чёрный слон · f4 белый слон · g4 белая пешка · b3 чёрная пешка · f1 белая ладья · h1 белый король | b7 чёрная пешка · e7 чёрная пешка · c6 чёрный конь · d6 чёрная пешка · e6 чёрный король · h5 белая пешка · d4 чёрный слон · f4 белый слон · g4 белая пешка · b3 чёрная пешка · f1 белая ладья · h1 белый король | b7 чёрная пешка · e7 чёрная пешка · c6 чёрный конь · d6 чёрная пешка · e6 чёрный король · h5 белая пешка · d4 чёрный слон · f4 белый слон · g4 белая пешка · b3 чёрная пешка · f1 белая ладья · h1 белый король | b7 чёрная пешка · e7 чёрная пешка · c6 чёрный конь · d6 чёрная пешка · e6 чёрный король · h5 белая пешка · d4 чёрный слон · f4 белый слон · g4 белая пешка · b3 чёрная пешка · f1 белая ладья · h1 белый король | b7 чёрная пешка · e7 чёрная пешка · c6 чёрный конь · d6 чёрная пешка · e6 чёрный король · h5 белая пешка · d4 чёрный слон · f4 белый слон · g4 белая пешка · b3 чёрная пешка · f1 белая ладья · h1 белый король | b7 чёрная пешка · e7 чёрная пешка · c6 чёрный конь · d6 чёрная пешка · e6 чёрный король · h5 белая пешка · d4 чёрный слон · f4 белый слон · g4 белая пешка · b3 чёрная пешка · f1 белая ладья · h1 белый король | b7 чёрная пешка · e7 чёрная пешка · c6 чёрный конь · d6 чёрная пешка · e6 чёрный король · h5 белая пешка · d4 чёрный слон · f4 белый слон · g4 белая пешка · b3 чёрная пешка · f1 белая ладья · h1 белый король | 8 |
| 7 | b7 чёрная пешка · e7 чёрная пешка · c6 чёрный конь · d6 чёрная пешка · e6 чёрный король · h5 белая пешка · d4 чёрный слон · f4 белый слон · g4 белая пешка · b3 чёрная пешка · f1 белая ладья · h1 белый король | b7 чёрная пешка · e7 чёрная пешка · c6 чёрный конь · d6 чёрная пешка · e6 чёрный король · h5 белая пешка · d4 чёрный слон · f4 белый слон · g4 белая пешка · b3 чёрная пешка · f1 белая ладья · h1 белый король | b7 чёрная пешка · e7 чёрная пешка · c6 чёрный конь · d6 чёрная пешка · e6 чёрный король · h5 белая пешка · d4 чёрный слон · f4 белый слон · g4 белая пешка · b3 чёрная пешка · f1 белая ладья · h1 белый король | b7 чёрная пешка · e7 чёрная пешка · c6 чёрный конь · d6 чёрная пешка · e6 чёрный король · h5 белая пешка · d4 чёрный слон · f4 белый слон · g4 белая пешка · b3 чёрная пешка · f1 белая ладья · h1 белый король | b7 чёрная пешка · e7 чёрная пешка · c6 чёрный конь · d6 чёрная пешка · e6 чёрный король · h5 белая пешка · d4 чёрный слон · f4 белый слон · g4 белая пешка · b3 чёрная пешка · f1 белая ладья · h1 белый король | b7 чёрная пешка · e7 чёрная пешка · c6 чёрный конь · d6 чёрная пешка · e6 чёрный король · h5 белая пешка · d4 чёрный слон · f4 белый слон · g4 белая пешка · b3 чёрная пешка · f1 белая ладья · h1 белый король | b7 чёрная пешка · e7 чёрная пешка · c6 чёрный конь · d6 чёрная пешка · e6 чёрный король · h5 белая пешка · d4 чёрный слон · f4 белый слон · g4 белая пешка · b3 чёрная пешка · f1 белая ладья · h1 белый король | b7 чёрная пешка · e7 чёрная пешка · c6 чёрный конь · d6 чёрная пешка · e6 чёрный король · h5 белая пешка · d4 чёрный слон · f4 белый слон · g4 белая пешка · b3 чёрная пешка · f1 белая ладья · h1 белый король | 7 |
| 6 | b7 чёрная пешка · e7 чёрная пешка · c6 чёрный конь · d6 чёрная пешка · e6 чёрный король · h5 белая пешка · d4 чёрный слон · f4 белый слон · g4 белая пешка · b3 чёрная пешка · f1 белая ладья · h1 белый король | b7 чёрная пешка · e7 чёрная пешка · c6 чёрный конь · d6 чёрная пешка · e6 чёрный король · h5 белая пешка · d4 чёрный слон · f4 белый слон · g4 белая пешка · b3 чёрная пешка · f1 белая ладья · h1 белый король | b7 чёрная пешка · e7 чёрная пешка · c6 чёрный конь · d6 чёрная пешка · e6 чёрный король · h5 белая пешка · d4 чёрный слон · f4 белый слон · g4 белая пешка · b3 чёрная пешка · f1 белая ладья · h1 белый король | b7 чёрная пешка · e7 чёрная пешка · c6 чёрный конь · d6 чёрная пешка · e6 чёрный король · h5 белая пешка · d4 чёрный слон · f4 белый слон · g4 белая пешка · b3 чёрная пешка · f1 белая ладья · h1 белый король | b7 чёрная пешка · e7 чёрная пешка · c6 чёрный конь · d6 чёрная пешка · e6 чёрный король · h5 белая пешка · d4 чёрный слон · f4 белый слон · g4 белая пешка · b3 чёрная пешка · f1 белая ладья · h1 белый король | b7 чёрная пешка · e7 чёрная пешка · c6 чёрный конь · d6 чёрная пешка · e6 чёрный король · h5 белая пешка · d4 чёрный слон · f4 белый слон · g4 белая пешка · b3 чёрная пешка · f1 белая ладья · h1 белый король | b7 чёрная пешка · e7 чёрная пешка · c6 чёрный конь · d6 чёрная пешка · e6 чёрный король · h5 белая пешка · d4 чёрный слон · f4 белый слон · g4 белая пешка · b3 чёрная пешка · f1 белая ладья · h1 белый король | b7 чёрная пешка · e7 чёрная пешка · c6 чёрный конь · d6 чёрная пешка · e6 чёрный король · h5 белая пешка · d4 чёрный слон · f4 белый слон · g4 белая пешка · b3 чёрная пешка · f1 белая ладья · h1 белый король | 6 |
| 5 | b7 чёрная пешка · e7 чёрная пешка · c6 чёрный конь · d6 чёрная пешка · e6 чёрный король · h5 белая пешка · d4 чёрный слон · f4 белый слон · g4 белая пешка · b3 чёрная пешка · f1 белая ладья · h1 белый король | b7 чёрная пешка · e7 чёрная пешка · c6 чёрный конь · d6 чёрная пешка · e6 чёрный король · h5 белая пешка · d4 чёрный слон · f4 белый слон · g4 белая пешка · b3 чёрная пешка · f1 белая ладья · h1 белый король | b7 чёрная пешка · e7 чёрная пешка · c6 чёрный конь · d6 чёрная пешка · e6 чёрный король · h5 белая пешка · d4 чёрный слон · f4 белый слон · g4 белая пешка · b3 чёрная пешка · f1 белая ладья · h1 белый король | b7 чёрная пешка · e7 чёрная пешка · c6 чёрный конь · d6 чёрная пешка · e6 чёрный король · h5 белая пешка · d4 чёрный слон · f4 белый слон · g4 белая пешка · b3 чёрная пешка · f1 белая ладья · h1 белый король | b7 чёрная пешка · e7 чёрная пешка · c6 чёрный конь · d6 чёрная пешка · e6 чёрный король · h5 белая пешка · d4 чёрный слон · f4 белый слон · g4 белая пешка · b3 чёрная пешка · f1 белая ладья · h1 белый король | b7 чёрная пешка · e7 чёрная пешка · c6 чёрный конь · d6 чёрная пешка · e6 чёрный король · h5 белая пешка · d4 чёрный слон · f4 белый слон · g4 белая пешка · b3 чёрная пешка · f1 белая ладья · h1 белый король | b7 чёрная пешка · e7 чёрная пешка · c6 чёрный конь · d6 чёрная пешка · e6 чёрный король · h5 белая пешка · d4 чёрный слон · f4 белый слон · g4 белая пешка · b3 чёрная пешка · f1 белая ладья · h1 белый король | b7 чёрная пешка · e7 чёрная пешка · c6 чёрный конь · d6 чёрная пешка · e6 чёрный король · h5 белая пешка · d4 чёрный слон · f4 белый слон · g4 белая пешка · b3 чёрная пешка · f1 белая ладья · h1 белый король | 5 |
| 4 | b7 чёрная пешка · e7 чёрная пешка · c6 чёрный конь · d6 чёрная пешка · e6 чёрный король · h5 белая пешка · d4 чёрный слон · f4 белый слон · g4 белая пешка · b3 чёрная пешка · f1 белая ладья · h1 белый король | b7 чёрная пешка · e7 чёрная пешка · c6 чёрный конь · d6 чёрная пешка · e6 чёрный король · h5 белая пешка · d4 чёрный слон · f4 белый слон · g4 белая пешка · b3 чёрная пешка · f1 белая ладья · h1 белый король | b7 чёрная пешка · e7 чёрная пешка · c6 чёрный конь · d6 чёрная пешка · e6 чёрный король · h5 белая пешка · d4 чёрный слон · f4 белый слон · g4 белая пешка · b3 чёрная пешка · f1 белая ладья · h1 белый король | b7 чёрная пешка · e7 чёрная пешка · c6 чёрный конь · d6 чёрная пешка · e6 чёрный король · h5 белая пешка · d4 чёрный слон · f4 белый слон · g4 белая пешка · b3 чёрная пешка · f1 белая ладья · h1 белый король | b7 чёрная пешка · e7 чёрная пешка · c6 чёрный конь · d6 чёрная пешка · e6 чёрный король · h5 белая пешка · d4 чёрный слон · f4 белый слон · g4 белая пешка · b3 чёрная пешка · f1 белая ладья · h1 белый король | b7 чёрная пешка · e7 чёрная пешка · c6 чёрный конь · d6 чёрная пешка · e6 чёрный король · h5 белая пешка · d4 чёрный слон · f4 белый слон · g4 белая пешка · b3 чёрная пешка · f1 белая ладья · h1 белый король | b7 чёрная пешка · e7 чёрная пешка · c6 чёрный конь · d6 чёрная пешка · e6 чёрный король · h5 белая пешка · d4 чёрный слон · f4 белый слон · g4 белая пешка · b3 чёрная пешка · f1 белая ладья · h1 белый король | b7 чёрная пешка · e7 чёрная пешка · c6 чёрный конь · d6 чёрная пешка · e6 чёрный король · h5 белая пешка · d4 чёрный слон · f4 белый слон · g4 белая пешка · b3 чёрная пешка · f1 белая ладья · h1 белый король | 4 |
| 3 | b7 чёрная пешка · e7 чёрная пешка · c6 чёрный конь · d6 чёрная пешка · e6 чёрный король · h5 белая пешка · d4 чёрный слон · f4 белый слон · g4 белая пешка · b3 чёрная пешка · f1 белая ладья · h1 белый король | b7 чёрная пешка · e7 чёрная пешка · c6 чёрный конь · d6 чёрная пешка · e6 чёрный король · h5 белая пешка · d4 чёрный слон · f4 белый слон · g4 белая пешка · b3 чёрная пешка · f1 белая ладья · h1 белый король | b7 чёрная пешка · e7 чёрная пешка · c6 чёрный конь · d6 чёрная пешка · e6 чёрный король · h5 белая пешка · d4 чёрный слон · f4 белый слон · g4 белая пешка · b3 чёрная пешка · f1 белая ладья · h1 белый король | b7 чёрная пешка · e7 чёрная пешка · c6 чёрный конь · d6 чёрная пешка · e6 чёрный король · h5 белая пешка · d4 чёрный слон · f4 белый слон · g4 белая пешка · b3 чёрная пешка · f1 белая ладья · h1 белый король | b7 чёрная пешка · e7 чёрная пешка · c6 чёрный конь · d6 чёрная пешка · e6 чёрный король · h5 белая пешка · d4 чёрный слон · f4 белый слон · g4 белая пешка · b3 чёрная пешка · f1 белая ладья · h1 белый король | b7 чёрная пешка · e7 чёрная пешка · c6 чёрный конь · d6 чёрная пешка · e6 чёрный король · h5 белая пешка · d4 чёрный слон · f4 белый слон · g4 белая пешка · b3 чёрная пешка · f1 белая ладья · h1 белый король | b7 чёрная пешка · e7 чёрная пешка · c6 чёрный конь · d6 чёрная пешка · e6 чёрный король · h5 белая пешка · d4 чёрный слон · f4 белый слон · g4 белая пешка · b3 чёрная пешка · f1 белая ладья · h1 белый король | b7 чёрная пешка · e7 чёрная пешка · c6 чёрный конь · d6 чёрная пешка · e6 чёрный король · h5 белая пешка · d4 чёрный слон · f4 белый слон · g4 белая пешка · b3 чёрная пешка · f1 белая ладья · h1 белый король | 3 |
| 2 | b7 чёрная пешка · e7 чёрная пешка · c6 чёрный конь · d6 чёрная пешка · e6 чёрный король · h5 белая пешка · d4 чёрный слон · f4 белый слон · g4 белая пешка · b3 чёрная пешка · f1 белая ладья · h1 белый король | b7 чёрная пешка · e7 чёрная пешка · c6 чёрный конь · d6 чёрная пешка · e6 чёрный король · h5 белая пешка · d4 чёрный слон · f4 белый слон · g4 белая пешка · b3 чёрная пешка · f1 белая ладья · h1 белый король | b7 чёрная пешка · e7 чёрная пешка · c6 чёрный конь · d6 чёрная пешка · e6 чёрный король · h5 белая пешка · d4 чёрный слон · f4 белый слон · g4 белая пешка · b3 чёрная пешка · f1 белая ладья · h1 белый король | b7 чёрная пешка · e7 чёрная пешка · c6 чёрный конь · d6 чёрная пешка · e6 чёрный король · h5 белая пешка · d4 чёрный слон · f4 белый слон · g4 белая пешка · b3 чёрная пешка · f1 белая ладья · h1 белый король | b7 чёрная пешка · e7 чёрная пешка · c6 чёрный конь · d6 чёрная пешка · e6 чёрный король · h5 белая пешка · d4 чёрный слон · f4 белый слон · g4 белая пешка · b3 чёрная пешка · f1 белая ладья · h1 белый король | b7 чёрная пешка · e7 чёрная пешка · c6 чёрный конь · d6 чёрная пешка · e6 чёрный король · h5 белая пешка · d4 чёрный слон · f4 белый слон · g4 белая пешка · b3 чёрная пешка · f1 белая ладья · h1 белый король | b7 чёрная пешка · e7 чёрная пешка · c6 чёрный конь · d6 чёрная пешка · e6 чёрный король · h5 белая пешка · d4 чёрный слон · f4 белый слон · g4 белая пешка · b3 чёрная пешка · f1 белая ладья · h1 белый король | b7 чёрная пешка · e7 чёрная пешка · c6 чёрный конь · d6 чёрная пешка · e6 чёрный король · h5 белая пешка · d4 чёрный слон · f4 белый слон · g4 белая пешка · b3 чёрная пешка · f1 белая ладья · h1 белый король | 2 |
| 1 | b7 чёрная пешка · e7 чёрная пешка · c6 чёрный конь · d6 чёрная пешка · e6 чёрный король · h5 белая пешка · d4 чёрный слон · f4 белый слон · g4 белая пешка · b3 чёрная пешка · f1 белая ладья · h1 белый король | b7 чёрная пешка · e7 чёрная пешка · c6 чёрный конь · d6 чёрная пешка · e6 чёрный король · h5 белая пешка · d4 чёрный слон · f4 белый слон · g4 белая пешка · b3 чёрная пешка · f1 белая ладья · h1 белый король | b7 чёрная пешка · e7 чёрная пешка · c6 чёрный конь · d6 чёрная пешка · e6 чёрный король · h5 белая пешка · d4 чёрный слон · f4 белый слон · g4 белая пешка · b3 чёрная пешка · f1 белая ладья · h1 белый король | b7 чёрная пешка · e7 чёрная пешка · c6 чёрный конь · d6 чёрная пешка · e6 чёрный король · h5 белая пешка · d4 чёрный слон · f4 белый слон · g4 белая пешка · b3 чёрная пешка · f1 белая ладья · h1 белый король | b7 чёрная пешка · e7 чёрная пешка · c6 чёрный конь · d6 чёрная пешка · e6 чёрный король · h5 белая пешка · d4 чёрный слон · f4 белый слон · g4 белая пешка · b3 чёрная пешка · f1 белая ладья · h1 белый король | b7 чёрная пешка · e7 чёрная пешка · c6 чёрный конь · d6 чёрная пешка · e6 чёрный король · h5 белая пешка · d4 чёрный слон · f4 белый слон · g4 белая пешка · b3 чёрная пешка · f1 белая ладья · h1 белый король | b7 чёрная пешка · e7 чёрная пешка · c6 чёрный конь · d6 чёрная пешка · e6 чёрный король · h5 белая пешка · d4 чёрный слон · f4 белый слон · g4 белая пешка · b3 чёрная пешка · f1 белая ладья · h1 белый король | b7 чёрная пешка · e7 чёрная пешка · c6 чёрный конь · d6 чёрная пешка · e6 чёрный король · h5 белая пешка · d4 чёрный слон · f4 белый слон · g4 белая пешка · b3 чёрная пешка · f1 белая ладья · h1 белый король | 1 |
|   | a | b | c | d | e | f | g | h |   |

В этой позиции белые проходные пешки поддерживают друг друга. Команде мира требуется конь и король, чтобы попытаться вывести пешку b в ферзи. Более того, если бы черный слон сделал ход, белая ладья могла бы перейти на g1, где она поддержала бы пешку g, контролируя при этом поле b1. Наконец, временно контролируя черные поля слоном и светлые поля пешками (что не допустило бы 36. h6), Каспаров не позволил королю чёрных продвинуться на f5, чего в некоторых вариантах было бы достаточно, чтобы заблокировать пешки.
Доска обсуждений в этот момент была близка к отчаянию, посчитав, что 36… b2 приведет к поражению после 37. g5 Кb4 38. g6 Кd3 39. h6, после чего 39… Кxf4 не будет шахом из-за 35-го хода Каспарова, а значит, не удастся свести партию в ничью. Точно так же немедленное 36… Кb4 просто привело бы к тому же самому сценарию и поражению. Единственным ходом, для которого некоторые варианты, казалось, все еще были ничейными, было 36… Крd5, которое рекомендовала Круш, но Бакро и Фелекан предложили 36… b2, в то время как Петц предпочитала 36… Кb4. Это привело к еще одному крайне редкому голосованию: 36… Крd5 набрало 37,69 % голосов, обойдя 36… b2 с 37,11 %.
36… Крd5!
Матч продолжался уже третий месяц. В сентябре 1999 года Каспаров был настолько уверен в победе, что созвал пресс-конференцию, чтобы объявить, предположительно, о форсированной победе. Черные, казалось, уже не могли сдержать белых пешек, когда как ладья белых успешно сдерживала превращение пешек черных, даже не двигаясь.
37. g5
Две проходные пешки белых требовали для сдерживания двух черных фигур, но конь черных не мог перейти через е5, потому что Каспаров просто разменял бы на него своего слона. Поэтому доска обсуждений обратила внимание на 37… e5, который отгоняет слона белых и расчищает путь для Кe7. Однако на это у Каспарова был ответ 38. Сc1! Его пешки были бы настолько сильны в этом варианте, что он мог бы пожертвовать своего слона за пешку b черных, тем более что слон черных был бы временно отрезан от поля h8. Кроме того, во многих вариантах, где черные не забирают слона, белые могут перевернуть игру ходом Сa3, привязав черного короля к защите пешки d6. У Команды мира оставался один единственный спасительный ход.
37… e6
Этот ход открыл e7, и теперь конь чёрных мог перейти, но также оставил открытой диагональ a1-h8 для черного слона. Каспаров, возможно, думал, что в этом варианте выигрывает 38. Лd1, с чем согласились многие участники доски обсуждений. Но исчерпывающий анализ показывает, что у Команды мира была возможность удержаться, пусть с минимальным отрывом, если бы она ответила ходом 38… Крe4. Сила короля чёрных в центре против короля белых в углу наглядно бы продемонстрировала, что даже блестящие ходы имеют незначительные недостатки. Вместо того, чтобы пробовать сложности варианта 38. Лd1, Каспаров сказал на своей пресс-конференции, что понятия не имеет, как сложится партия, и начал вынуждать Команду мира к эндшпилю, в котором у каждой стороны будет по ферзю, а исход будет всё ещё неясен.
38. h6 Кe7 39. Лd1 e5 40. Сe3 Крc4 41. Сxd4 exd4
|   | a | b | c | d | e | f | g | h |   |
| - | --- | --- | --- | --- | --- | --- | --- | --- | - |
| 8 | b7 чёрная пешка · e7 чёрный конь · d6 чёрная пешка · h6 белая пешка · g5 белая пешка · c4 чёрный король · d4 чёрная пешка · b3 чёрная пешка · d1 белая ладья · h1 белый король | b7 чёрная пешка · e7 чёрный конь · d6 чёрная пешка · h6 белая пешка · g5 белая пешка · c4 чёрный король · d4 чёрная пешка · b3 чёрная пешка · d1 белая ладья · h1 белый король | b7 чёрная пешка · e7 чёрный конь · d6 чёрная пешка · h6 белая пешка · g5 белая пешка · c4 чёрный король · d4 чёрная пешка · b3 чёрная пешка · d1 белая ладья · h1 белый король | b7 чёрная пешка · e7 чёрный конь · d6 чёрная пешка · h6 белая пешка · g5 белая пешка · c4 чёрный король · d4 чёрная пешка · b3 чёрная пешка · d1 белая ладья · h1 белый король | b7 чёрная пешка · e7 чёрный конь · d6 чёрная пешка · h6 белая пешка · g5 белая пешка · c4 чёрный король · d4 чёрная пешка · b3 чёрная пешка · d1 белая ладья · h1 белый король | b7 чёрная пешка · e7 чёрный конь · d6 чёрная пешка · h6 белая пешка · g5 белая пешка · c4 чёрный король · d4 чёрная пешка · b3 чёрная пешка · d1 белая ладья · h1 белый король | b7 чёрная пешка · e7 чёрный конь · d6 чёрная пешка · h6 белая пешка · g5 белая пешка · c4 чёрный король · d4 чёрная пешка · b3 чёрная пешка · d1 белая ладья · h1 белый король | b7 чёрная пешка · e7 чёрный конь · d6 чёрная пешка · h6 белая пешка · g5 белая пешка · c4 чёрный король · d4 чёрная пешка · b3 чёрная пешка · d1 белая ладья · h1 белый король | 8 |
| 7 | b7 чёрная пешка · e7 чёрный конь · d6 чёрная пешка · h6 белая пешка · g5 белая пешка · c4 чёрный король · d4 чёрная пешка · b3 чёрная пешка · d1 белая ладья · h1 белый король | b7 чёрная пешка · e7 чёрный конь · d6 чёрная пешка · h6 белая пешка · g5 белая пешка · c4 чёрный король · d4 чёрная пешка · b3 чёрная пешка · d1 белая ладья · h1 белый король | b7 чёрная пешка · e7 чёрный конь · d6 чёрная пешка · h6 белая пешка · g5 белая пешка · c4 чёрный король · d4 чёрная пешка · b3 чёрная пешка · d1 белая ладья · h1 белый король | b7 чёрная пешка · e7 чёрный конь · d6 чёрная пешка · h6 белая пешка · g5 белая пешка · c4 чёрный король · d4 чёрная пешка · b3 чёрная пешка · d1 белая ладья · h1 белый король | b7 чёрная пешка · e7 чёрный конь · d6 чёрная пешка · h6 белая пешка · g5 белая пешка · c4 чёрный король · d4 чёрная пешка · b3 чёрная пешка · d1 белая ладья · h1 белый король | b7 чёрная пешка · e7 чёрный конь · d6 чёрная пешка · h6 белая пешка · g5 белая пешка · c4 чёрный король · d4 чёрная пешка · b3 чёрная пешка · d1 белая ладья · h1 белый король | b7 чёрная пешка · e7 чёрный конь · d6 чёрная пешка · h6 белая пешка · g5 белая пешка · c4 чёрный король · d4 чёрная пешка · b3 чёрная пешка · d1 белая ладья · h1 белый король | b7 чёрная пешка · e7 чёрный конь · d6 чёрная пешка · h6 белая пешка · g5 белая пешка · c4 чёрный король · d4 чёрная пешка · b3 чёрная пешка · d1 белая ладья · h1 белый король | 7 |
| 6 | b7 чёрная пешка · e7 чёрный конь · d6 чёрная пешка · h6 белая пешка · g5 белая пешка · c4 чёрный король · d4 чёрная пешка · b3 чёрная пешка · d1 белая ладья · h1 белый король | b7 чёрная пешка · e7 чёрный конь · d6 чёрная пешка · h6 белая пешка · g5 белая пешка · c4 чёрный король · d4 чёрная пешка · b3 чёрная пешка · d1 белая ладья · h1 белый король | b7 чёрная пешка · e7 чёрный конь · d6 чёрная пешка · h6 белая пешка · g5 белая пешка · c4 чёрный король · d4 чёрная пешка · b3 чёрная пешка · d1 белая ладья · h1 белый король | b7 чёрная пешка · e7 чёрный конь · d6 чёрная пешка · h6 белая пешка · g5 белая пешка · c4 чёрный король · d4 чёрная пешка · b3 чёрная пешка · d1 белая ладья · h1 белый король | b7 чёрная пешка · e7 чёрный конь · d6 чёрная пешка · h6 белая пешка · g5 белая пешка · c4 чёрный король · d4 чёрная пешка · b3 чёрная пешка · d1 белая ладья · h1 белый король | b7 чёрная пешка · e7 чёрный конь · d6 чёрная пешка · h6 белая пешка · g5 белая пешка · c4 чёрный король · d4 чёрная пешка · b3 чёрная пешка · d1 белая ладья · h1 белый король | b7 чёрная пешка · e7 чёрный конь · d6 чёрная пешка · h6 белая пешка · g5 белая пешка · c4 чёрный король · d4 чёрная пешка · b3 чёрная пешка · d1 белая ладья · h1 белый король | b7 чёрная пешка · e7 чёрный конь · d6 чёрная пешка · h6 белая пешка · g5 белая пешка · c4 чёрный король · d4 чёрная пешка · b3 чёрная пешка · d1 белая ладья · h1 белый король | 6 |
| 5 | b7 чёрная пешка · e7 чёрный конь · d6 чёрная пешка · h6 белая пешка · g5 белая пешка · c4 чёрный король · d4 чёрная пешка · b3 чёрная пешка · d1 белая ладья · h1 белый король | b7 чёрная пешка · e7 чёрный конь · d6 чёрная пешка · h6 белая пешка · g5 белая пешка · c4 чёрный король · d4 чёрная пешка · b3 чёрная пешка · d1 белая ладья · h1 белый король | b7 чёрная пешка · e7 чёрный конь · d6 чёрная пешка · h6 белая пешка · g5 белая пешка · c4 чёрный король · d4 чёрная пешка · b3 чёрная пешка · d1 белая ладья · h1 белый король | b7 чёрная пешка · e7 чёрный конь · d6 чёрная пешка · h6 белая пешка · g5 белая пешка · c4 чёрный король · d4 чёрная пешка · b3 чёрная пешка · d1 белая ладья · h1 белый король | b7 чёрная пешка · e7 чёрный конь · d6 чёрная пешка · h6 белая пешка · g5 белая пешка · c4 чёрный король · d4 чёрная пешка · b3 чёрная пешка · d1 белая ладья · h1 белый король | b7 чёрная пешка · e7 чёрный конь · d6 чёрная пешка · h6 белая пешка · g5 белая пешка · c4 чёрный король · d4 чёрная пешка · b3 чёрная пешка · d1 белая ладья · h1 белый король | b7 чёрная пешка · e7 чёрный конь · d6 чёрная пешка · h6 белая пешка · g5 белая пешка · c4 чёрный король · d4 чёрная пешка · b3 чёрная пешка · d1 белая ладья · h1 белый король | b7 чёрная пешка · e7 чёрный конь · d6 чёрная пешка · h6 белая пешка · g5 белая пешка · c4 чёрный король · d4 чёрная пешка · b3 чёрная пешка · d1 белая ладья · h1 белый король | 5 |
| 4 | b7 чёрная пешка · e7 чёрный конь · d6 чёрная пешка · h6 белая пешка · g5 белая пешка · c4 чёрный король · d4 чёрная пешка · b3 чёрная пешка · d1 белая ладья · h1 белый король | b7 чёрная пешка · e7 чёрный конь · d6 чёрная пешка · h6 белая пешка · g5 белая пешка · c4 чёрный король · d4 чёрная пешка · b3 чёрная пешка · d1 белая ладья · h1 белый король | b7 чёрная пешка · e7 чёрный конь · d6 чёрная пешка · h6 белая пешка · g5 белая пешка · c4 чёрный король · d4 чёрная пешка · b3 чёрная пешка · d1 белая ладья · h1 белый король | b7 чёрная пешка · e7 чёрный конь · d6 чёрная пешка · h6 белая пешка · g5 белая пешка · c4 чёрный король · d4 чёрная пешка · b3 чёрная пешка · d1 белая ладья · h1 белый король | b7 чёрная пешка · e7 чёрный конь · d6 чёрная пешка · h6 белая пешка · g5 белая пешка · c4 чёрный король · d4 чёрная пешка · b3 чёрная пешка · d1 белая ладья · h1 белый король | b7 чёрная пешка · e7 чёрный конь · d6 чёрная пешка · h6 белая пешка · g5 белая пешка · c4 чёрный король · d4 чёрная пешка · b3 чёрная пешка · d1 белая ладья · h1 белый король | b7 чёрная пешка · e7 чёрный конь · d6 чёрная пешка · h6 белая пешка · g5 белая пешка · c4 чёрный король · d4 чёрная пешка · b3 чёрная пешка · d1 белая ладья · h1 белый король | b7 чёрная пешка · e7 чёрный конь · d6 чёрная пешка · h6 белая пешка · g5 белая пешка · c4 чёрный король · d4 чёрная пешка · b3 чёрная пешка · d1 белая ладья · h1 белый король | 4 |
| 3 | b7 чёрная пешка · e7 чёрный конь · d6 чёрная пешка · h6 белая пешка · g5 белая пешка · c4 чёрный король · d4 чёрная пешка · b3 чёрная пешка · d1 белая ладья · h1 белый король | b7 чёрная пешка · e7 чёрный конь · d6 чёрная пешка · h6 белая пешка · g5 белая пешка · c4 чёрный король · d4 чёрная пешка · b3 чёрная пешка · d1 белая ладья · h1 белый король | b7 чёрная пешка · e7 чёрный конь · d6 чёрная пешка · h6 белая пешка · g5 белая пешка · c4 чёрный король · d4 чёрная пешка · b3 чёрная пешка · d1 белая ладья · h1 белый король | b7 чёрная пешка · e7 чёрный конь · d6 чёрная пешка · h6 белая пешка · g5 белая пешка · c4 чёрный король · d4 чёрная пешка · b3 чёрная пешка · d1 белая ладья · h1 белый король | b7 чёрная пешка · e7 чёрный конь · d6 чёрная пешка · h6 белая пешка · g5 белая пешка · c4 чёрный король · d4 чёрная пешка · b3 чёрная пешка · d1 белая ладья · h1 белый король | b7 чёрная пешка · e7 чёрный конь · d6 чёрная пешка · h6 белая пешка · g5 белая пешка · c4 чёрный король · d4 чёрная пешка · b3 чёрная пешка · d1 белая ладья · h1 белый король | b7 чёрная пешка · e7 чёрный конь · d6 чёрная пешка · h6 белая пешка · g5 белая пешка · c4 чёрный король · d4 чёрная пешка · b3 чёрная пешка · d1 белая ладья · h1 белый король | b7 чёрная пешка · e7 чёрный конь · d6 чёрная пешка · h6 белая пешка · g5 белая пешка · c4 чёрный король · d4 чёрная пешка · b3 чёрная пешка · d1 белая ладья · h1 белый король | 3 |
| 2 | b7 чёрная пешка · e7 чёрный конь · d6 чёрная пешка · h6 белая пешка · g5 белая пешка · c4 чёрный король · d4 чёрная пешка · b3 чёрная пешка · d1 белая ладья · h1 белый король | b7 чёрная пешка · e7 чёрный конь · d6 чёрная пешка · h6 белая пешка · g5 белая пешка · c4 чёрный король · d4 чёрная пешка · b3 чёрная пешка · d1 белая ладья · h1 белый король | b7 чёрная пешка · e7 чёрный конь · d6 чёрная пешка · h6 белая пешка · g5 белая пешка · c4 чёрный король · d4 чёрная пешка · b3 чёрная пешка · d1 белая ладья · h1 белый король | b7 чёрная пешка · e7 чёрный конь · d6 чёрная пешка · h6 белая пешка · g5 белая пешка · c4 чёрный король · d4 чёрная пешка · b3 чёрная пешка · d1 белая ладья · h1 белый король | b7 чёрная пешка · e7 чёрный конь · d6 чёрная пешка · h6 белая пешка · g5 белая пешка · c4 чёрный король · d4 чёрная пешка · b3 чёрная пешка · d1 белая ладья · h1 белый король | b7 чёрная пешка · e7 чёрный конь · d6 чёрная пешка · h6 белая пешка · g5 белая пешка · c4 чёрный король · d4 чёрная пешка · b3 чёрная пешка · d1 белая ладья · h1 белый король | b7 чёрная пешка · e7 чёрный конь · d6 чёрная пешка · h6 белая пешка · g5 белая пешка · c4 чёрный король · d4 чёрная пешка · b3 чёрная пешка · d1 белая ладья · h1 белый король | b7 чёрная пешка · e7 чёрный конь · d6 чёрная пешка · h6 белая пешка · g5 белая пешка · c4 чёрный король · d4 чёрная пешка · b3 чёрная пешка · d1 белая ладья · h1 белый король | 2 |
| 1 | b7 чёрная пешка · e7 чёрный конь · d6 чёрная пешка · h6 белая пешка · g5 белая пешка · c4 чёрный король · d4 чёрная пешка · b3 чёрная пешка · d1 белая ладья · h1 белый король | b7 чёрная пешка · e7 чёрный конь · d6 чёрная пешка · h6 белая пешка · g5 белая пешка · c4 чёрный король · d4 чёрная пешка · b3 чёрная пешка · d1 белая ладья · h1 белый король | b7 чёрная пешка · e7 чёрный конь · d6 чёрная пешка · h6 белая пешка · g5 белая пешка · c4 чёрный король · d4 чёрная пешка · b3 чёрная пешка · d1 белая ладья · h1 белый король | b7 чёрная пешка · e7 чёрный конь · d6 чёрная пешка · h6 белая пешка · g5 белая пешка · c4 чёрный король · d4 чёрная пешка · b3 чёрная пешка · d1 белая ладья · h1 белый король | b7 чёрная пешка · e7 чёрный конь · d6 чёрная пешка · h6 белая пешка · g5 белая пешка · c4 чёрный король · d4 чёрная пешка · b3 чёрная пешка · d1 белая ладья · h1 белый король | b7 чёрная пешка · e7 чёрный конь · d6 чёрная пешка · h6 белая пешка · g5 белая пешка · c4 чёрный король · d4 чёрная пешка · b3 чёрная пешка · d1 белая ладья · h1 белый король | b7 чёрная пешка · e7 чёрный конь · d6 чёрная пешка · h6 белая пешка · g5 белая пешка · c4 чёрный король · d4 чёрная пешка · b3 чёрная пешка · d1 белая ладья · h1 белый король | b7 чёрная пешка · e7 чёрный конь · d6 чёрная пешка · h6 белая пешка · g5 белая пешка · c4 чёрный король · d4 чёрная пешка · b3 чёрная пешка · d1 белая ладья · h1 белый король | 1 |
|   | a | b | c | d | e | f | g | h |   |

Все ходы Команды мира были, по существу, вынужденными. Каспаров, делая свой 38-й ход, по всей вероятности, уже предпочёл форсировать ответы Команды мира вплоть до 50-го хода. Пешки чёрных стали достаточно мощной угрозой, так что ладья Каспарова не могла служить двойной цели: охранять нижнюю горизонталь и пробивать проходные пешки против коня чёрных. Поэтому король белых наконец выходит из своего угла.
42. Крg2 b2 43. Крf3 Крc3 44. h7 Кg6 45. Крe4 Крc2 46. Лh1
|   | a | b | c | d | e | f | g | h |   |
| - | --- | --- | --- | --- | --- | --- | --- | --- | - |
| 8 | b7 чёрная пешка · h7 белая пешка · d6 чёрная пешка · g6 чёрный конь · g5 белая пешка · d4 чёрная пешка · e4 белый король · b2 чёрная пешка · c2 чёрный король · h1 белая ладья | b7 чёрная пешка · h7 белая пешка · d6 чёрная пешка · g6 чёрный конь · g5 белая пешка · d4 чёрная пешка · e4 белый король · b2 чёрная пешка · c2 чёрный король · h1 белая ладья | b7 чёрная пешка · h7 белая пешка · d6 чёрная пешка · g6 чёрный конь · g5 белая пешка · d4 чёрная пешка · e4 белый король · b2 чёрная пешка · c2 чёрный король · h1 белая ладья | b7 чёрная пешка · h7 белая пешка · d6 чёрная пешка · g6 чёрный конь · g5 белая пешка · d4 чёрная пешка · e4 белый король · b2 чёрная пешка · c2 чёрный король · h1 белая ладья | b7 чёрная пешка · h7 белая пешка · d6 чёрная пешка · g6 чёрный конь · g5 белая пешка · d4 чёрная пешка · e4 белый король · b2 чёрная пешка · c2 чёрный король · h1 белая ладья | b7 чёрная пешка · h7 белая пешка · d6 чёрная пешка · g6 чёрный конь · g5 белая пешка · d4 чёрная пешка · e4 белый король · b2 чёрная пешка · c2 чёрный король · h1 белая ладья | b7 чёрная пешка · h7 белая пешка · d6 чёрная пешка · g6 чёрный конь · g5 белая пешка · d4 чёрная пешка · e4 белый король · b2 чёрная пешка · c2 чёрный король · h1 белая ладья | b7 чёрная пешка · h7 белая пешка · d6 чёрная пешка · g6 чёрный конь · g5 белая пешка · d4 чёрная пешка · e4 белый король · b2 чёрная пешка · c2 чёрный король · h1 белая ладья | 8 |
| 7 | b7 чёрная пешка · h7 белая пешка · d6 чёрная пешка · g6 чёрный конь · g5 белая пешка · d4 чёрная пешка · e4 белый король · b2 чёрная пешка · c2 чёрный король · h1 белая ладья | b7 чёрная пешка · h7 белая пешка · d6 чёрная пешка · g6 чёрный конь · g5 белая пешка · d4 чёрная пешка · e4 белый король · b2 чёрная пешка · c2 чёрный король · h1 белая ладья | b7 чёрная пешка · h7 белая пешка · d6 чёрная пешка · g6 чёрный конь · g5 белая пешка · d4 чёрная пешка · e4 белый король · b2 чёрная пешка · c2 чёрный король · h1 белая ладья | b7 чёрная пешка · h7 белая пешка · d6 чёрная пешка · g6 чёрный конь · g5 белая пешка · d4 чёрная пешка · e4 белый король · b2 чёрная пешка · c2 чёрный король · h1 белая ладья | b7 чёрная пешка · h7 белая пешка · d6 чёрная пешка · g6 чёрный конь · g5 белая пешка · d4 чёрная пешка · e4 белый король · b2 чёрная пешка · c2 чёрный король · h1 белая ладья | b7 чёрная пешка · h7 белая пешка · d6 чёрная пешка · g6 чёрный конь · g5 белая пешка · d4 чёрная пешка · e4 белый король · b2 чёрная пешка · c2 чёрный король · h1 белая ладья | b7 чёрная пешка · h7 белая пешка · d6 чёрная пешка · g6 чёрный конь · g5 белая пешка · d4 чёрная пешка · e4 белый король · b2 чёрная пешка · c2 чёрный король · h1 белая ладья | b7 чёрная пешка · h7 белая пешка · d6 чёрная пешка · g6 чёрный конь · g5 белая пешка · d4 чёрная пешка · e4 белый король · b2 чёрная пешка · c2 чёрный король · h1 белая ладья | 7 |
| 6 | b7 чёрная пешка · h7 белая пешка · d6 чёрная пешка · g6 чёрный конь · g5 белая пешка · d4 чёрная пешка · e4 белый король · b2 чёрная пешка · c2 чёрный король · h1 белая ладья | b7 чёрная пешка · h7 белая пешка · d6 чёрная пешка · g6 чёрный конь · g5 белая пешка · d4 чёрная пешка · e4 белый король · b2 чёрная пешка · c2 чёрный король · h1 белая ладья | b7 чёрная пешка · h7 белая пешка · d6 чёрная пешка · g6 чёрный конь · g5 белая пешка · d4 чёрная пешка · e4 белый король · b2 чёрная пешка · c2 чёрный король · h1 белая ладья | b7 чёрная пешка · h7 белая пешка · d6 чёрная пешка · g6 чёрный конь · g5 белая пешка · d4 чёрная пешка · e4 белый король · b2 чёрная пешка · c2 чёрный король · h1 белая ладья | b7 чёрная пешка · h7 белая пешка · d6 чёрная пешка · g6 чёрный конь · g5 белая пешка · d4 чёрная пешка · e4 белый король · b2 чёрная пешка · c2 чёрный король · h1 белая ладья | b7 чёрная пешка · h7 белая пешка · d6 чёрная пешка · g6 чёрный конь · g5 белая пешка · d4 чёрная пешка · e4 белый король · b2 чёрная пешка · c2 чёрный король · h1 белая ладья | b7 чёрная пешка · h7 белая пешка · d6 чёрная пешка · g6 чёрный конь · g5 белая пешка · d4 чёрная пешка · e4 белый король · b2 чёрная пешка · c2 чёрный король · h1 белая ладья | b7 чёрная пешка · h7 белая пешка · d6 чёрная пешка · g6 чёрный конь · g5 белая пешка · d4 чёрная пешка · e4 белый король · b2 чёрная пешка · c2 чёрный король · h1 белая ладья | 6 |
| 5 | b7 чёрная пешка · h7 белая пешка · d6 чёрная пешка · g6 чёрный конь · g5 белая пешка · d4 чёрная пешка · e4 белый король · b2 чёрная пешка · c2 чёрный король · h1 белая ладья | b7 чёрная пешка · h7 белая пешка · d6 чёрная пешка · g6 чёрный конь · g5 белая пешка · d4 чёрная пешка · e4 белый король · b2 чёрная пешка · c2 чёрный король · h1 белая ладья | b7 чёрная пешка · h7 белая пешка · d6 чёрная пешка · g6 чёрный конь · g5 белая пешка · d4 чёрная пешка · e4 белый король · b2 чёрная пешка · c2 чёрный король · h1 белая ладья | b7 чёрная пешка · h7 белая пешка · d6 чёрная пешка · g6 чёрный конь · g5 белая пешка · d4 чёрная пешка · e4 белый король · b2 чёрная пешка · c2 чёрный король · h1 белая ладья | b7 чёрная пешка · h7 белая пешка · d6 чёрная пешка · g6 чёрный конь · g5 белая пешка · d4 чёрная пешка · e4 белый король · b2 чёрная пешка · c2 чёрный король · h1 белая ладья | b7 чёрная пешка · h7 белая пешка · d6 чёрная пешка · g6 чёрный конь · g5 белая пешка · d4 чёрная пешка · e4 белый король · b2 чёрная пешка · c2 чёрный король · h1 белая ладья | b7 чёрная пешка · h7 белая пешка · d6 чёрная пешка · g6 чёрный конь · g5 белая пешка · d4 чёрная пешка · e4 белый король · b2 чёрная пешка · c2 чёрный король · h1 белая ладья | b7 чёрная пешка · h7 белая пешка · d6 чёрная пешка · g6 чёрный конь · g5 белая пешка · d4 чёрная пешка · e4 белый король · b2 чёрная пешка · c2 чёрный король · h1 белая ладья | 5 |
| 4 | b7 чёрная пешка · h7 белая пешка · d6 чёрная пешка · g6 чёрный конь · g5 белая пешка · d4 чёрная пешка · e4 белый король · b2 чёрная пешка · c2 чёрный король · h1 белая ладья | b7 чёрная пешка · h7 белая пешка · d6 чёрная пешка · g6 чёрный конь · g5 белая пешка · d4 чёрная пешка · e4 белый король · b2 чёрная пешка · c2 чёрный король · h1 белая ладья | b7 чёрная пешка · h7 белая пешка · d6 чёрная пешка · g6 чёрный конь · g5 белая пешка · d4 чёрная пешка · e4 белый король · b2 чёрная пешка · c2 чёрный король · h1 белая ладья | b7 чёрная пешка · h7 белая пешка · d6 чёрная пешка · g6 чёрный конь · g5 белая пешка · d4 чёрная пешка · e4 белый король · b2 чёрная пешка · c2 чёрный король · h1 белая ладья | b7 чёрная пешка · h7 белая пешка · d6 чёрная пешка · g6 чёрный конь · g5 белая пешка · d4 чёрная пешка · e4 белый король · b2 чёрная пешка · c2 чёрный король · h1 белая ладья | b7 чёрная пешка · h7 белая пешка · d6 чёрная пешка · g6 чёрный конь · g5 белая пешка · d4 чёрная пешка · e4 белый король · b2 чёрная пешка · c2 чёрный король · h1 белая ладья | b7 чёрная пешка · h7 белая пешка · d6 чёрная пешка · g6 чёрный конь · g5 белая пешка · d4 чёрная пешка · e4 белый король · b2 чёрная пешка · c2 чёрный король · h1 белая ладья | b7 чёрная пешка · h7 белая пешка · d6 чёрная пешка · g6 чёрный конь · g5 белая пешка · d4 чёрная пешка · e4 белый король · b2 чёрная пешка · c2 чёрный король · h1 белая ладья | 4 |
| 3 | b7 чёрная пешка · h7 белая пешка · d6 чёрная пешка · g6 чёрный конь · g5 белая пешка · d4 чёрная пешка · e4 белый король · b2 чёрная пешка · c2 чёрный король · h1 белая ладья | b7 чёрная пешка · h7 белая пешка · d6 чёрная пешка · g6 чёрный конь · g5 белая пешка · d4 чёрная пешка · e4 белый король · b2 чёрная пешка · c2 чёрный король · h1 белая ладья | b7 чёрная пешка · h7 белая пешка · d6 чёрная пешка · g6 чёрный конь · g5 белая пешка · d4 чёрная пешка · e4 белый король · b2 чёрная пешка · c2 чёрный король · h1 белая ладья | b7 чёрная пешка · h7 белая пешка · d6 чёрная пешка · g6 чёрный конь · g5 белая пешка · d4 чёрная пешка · e4 белый король · b2 чёрная пешка · c2 чёрный король · h1 белая ладья | b7 чёрная пешка · h7 белая пешка · d6 чёрная пешка · g6 чёрный конь · g5 белая пешка · d4 чёрная пешка · e4 белый король · b2 чёрная пешка · c2 чёрный король · h1 белая ладья | b7 чёрная пешка · h7 белая пешка · d6 чёрная пешка · g6 чёрный конь · g5 белая пешка · d4 чёрная пешка · e4 белый король · b2 чёрная пешка · c2 чёрный король · h1 белая ладья | b7 чёрная пешка · h7 белая пешка · d6 чёрная пешка · g6 чёрный конь · g5 белая пешка · d4 чёрная пешка · e4 белый король · b2 чёрная пешка · c2 чёрный король · h1 белая ладья | b7 чёрная пешка · h7 белая пешка · d6 чёрная пешка · g6 чёрный конь · g5 белая пешка · d4 чёрная пешка · e4 белый король · b2 чёрная пешка · c2 чёрный король · h1 белая ладья | 3 |
| 2 | b7 чёрная пешка · h7 белая пешка · d6 чёрная пешка · g6 чёрный конь · g5 белая пешка · d4 чёрная пешка · e4 белый король · b2 чёрная пешка · c2 чёрный король · h1 белая ладья | b7 чёрная пешка · h7 белая пешка · d6 чёрная пешка · g6 чёрный конь · g5 белая пешка · d4 чёрная пешка · e4 белый король · b2 чёрная пешка · c2 чёрный король · h1 белая ладья | b7 чёрная пешка · h7 белая пешка · d6 чёрная пешка · g6 чёрный конь · g5 белая пешка · d4 чёрная пешка · e4 белый король · b2 чёрная пешка · c2 чёрный король · h1 белая ладья | b7 чёрная пешка · h7 белая пешка · d6 чёрная пешка · g6 чёрный конь · g5 белая пешка · d4 чёрная пешка · e4 белый король · b2 чёрная пешка · c2 чёрный король · h1 белая ладья | b7 чёрная пешка · h7 белая пешка · d6 чёрная пешка · g6 чёрный конь · g5 белая пешка · d4 чёрная пешка · e4 белый король · b2 чёрная пешка · c2 чёрный король · h1 белая ладья | b7 чёрная пешка · h7 белая пешка · d6 чёрная пешка · g6 чёрный конь · g5 белая пешка · d4 чёрная пешка · e4 белый король · b2 чёрная пешка · c2 чёрный король · h1 белая ладья | b7 чёрная пешка · h7 белая пешка · d6 чёрная пешка · g6 чёрный конь · g5 белая пешка · d4 чёрная пешка · e4 белый король · b2 чёрная пешка · c2 чёрный король · h1 белая ладья | b7 чёрная пешка · h7 белая пешка · d6 чёрная пешка · g6 чёрный конь · g5 белая пешка · d4 чёрная пешка · e4 белый король · b2 чёрная пешка · c2 чёрный король · h1 белая ладья | 2 |
| 1 | b7 чёрная пешка · h7 белая пешка · d6 чёрная пешка · g6 чёрный конь · g5 белая пешка · d4 чёрная пешка · e4 белый король · b2 чёрная пешка · c2 чёрный король · h1 белая ладья | b7 чёрная пешка · h7 белая пешка · d6 чёрная пешка · g6 чёрный конь · g5 белая пешка · d4 чёрная пешка · e4 белый король · b2 чёрная пешка · c2 чёрный король · h1 белая ладья | b7 чёрная пешка · h7 белая пешка · d6 чёрная пешка · g6 чёрный конь · g5 белая пешка · d4 чёрная пешка · e4 белый король · b2 чёрная пешка · c2 чёрный король · h1 белая ладья | b7 чёрная пешка · h7 белая пешка · d6 чёрная пешка · g6 чёрный конь · g5 белая пешка · d4 чёрная пешка · e4 белый король · b2 чёрная пешка · c2 чёрный король · h1 белая ладья | b7 чёрная пешка · h7 белая пешка · d6 чёрная пешка · g6 чёрный конь · g5 белая пешка · d4 чёрная пешка · e4 белый король · b2 чёрная пешка · c2 чёрный король · h1 белая ладья | b7 чёрная пешка · h7 белая пешка · d6 чёрная пешка · g6 чёрный конь · g5 белая пешка · d4 чёрная пешка · e4 белый король · b2 чёрная пешка · c2 чёрный король · h1 белая ладья | b7 чёрная пешка · h7 белая пешка · d6 чёрная пешка · g6 чёрный конь · g5 белая пешка · d4 чёрная пешка · e4 белый король · b2 чёрная пешка · c2 чёрный король · h1 белая ладья | b7 чёрная пешка · h7 белая пешка · d6 чёрная пешка · g6 чёрный конь · g5 белая пешка · d4 чёрная пешка · e4 белый король · b2 чёрная пешка · c2 чёрный король · h1 белая ладья | 1 |
|   | a | b | c | d | e | f | g | h |   |

Команде мира необходимы обе пешки d и b, чтобы получить второго ферзя после того, как Каспаров пожертвует ладью в обмен на первого. Вопреки рекомендациям аналитиков, девять процентов Команды мира проголосовало за заманчивую перспективу немедленного перехода в ферзя пешки b, что является грубой ошибкой. После 46… b1=Ф? 47.Лxb1 Крxb1 48. Крxd4 белый король прибывает на помощь пешкам, попутно создавая угрозы в центре.
46… d3 47. Крf5
На 47-м ходу аналитики единодушно рекомендовали превратить пешку b в ферзя. У 15 % избирателей возникло искушение попытаться удержать коня еще на несколько ходов ходом 47… Кh8. Это привело бы к проигрышному эндшпилю после 48. g6 d2 49. g7 d1=Ф 50. Лxd1 Крxd1 51. gxh8=Ф b1=Ф+ без возможности для чёрных устроить вечный шах.
47… b1=Ф 48. Лxb1 Крxb1 49. Крxg6 d2 50. h8=Ф d1=Ф
|   | a | b | c | d | e | f | g | h |   |
| - | --- | --- | --- | --- | --- | --- | --- | --- | - |
| 8 | h8 белый ферзь · b7 чёрная пешка · d6 чёрная пешка · g6 белый король · g5 белая пешка · b1 чёрный король · d1 чёрный ферзь | h8 белый ферзь · b7 чёрная пешка · d6 чёрная пешка · g6 белый король · g5 белая пешка · b1 чёрный король · d1 чёрный ферзь | h8 белый ферзь · b7 чёрная пешка · d6 чёрная пешка · g6 белый король · g5 белая пешка · b1 чёрный король · d1 чёрный ферзь | h8 белый ферзь · b7 чёрная пешка · d6 чёрная пешка · g6 белый король · g5 белая пешка · b1 чёрный король · d1 чёрный ферзь | h8 белый ферзь · b7 чёрная пешка · d6 чёрная пешка · g6 белый король · g5 белая пешка · b1 чёрный король · d1 чёрный ферзь | h8 белый ферзь · b7 чёрная пешка · d6 чёрная пешка · g6 белый король · g5 белая пешка · b1 чёрный король · d1 чёрный ферзь | h8 белый ферзь · b7 чёрная пешка · d6 чёрная пешка · g6 белый король · g5 белая пешка · b1 чёрный король · d1 чёрный ферзь | h8 белый ферзь · b7 чёрная пешка · d6 чёрная пешка · g6 белый король · g5 белая пешка · b1 чёрный король · d1 чёрный ферзь | 8 |
| 7 | h8 белый ферзь · b7 чёрная пешка · d6 чёрная пешка · g6 белый король · g5 белая пешка · b1 чёрный король · d1 чёрный ферзь | h8 белый ферзь · b7 чёрная пешка · d6 чёрная пешка · g6 белый король · g5 белая пешка · b1 чёрный король · d1 чёрный ферзь | h8 белый ферзь · b7 чёрная пешка · d6 чёрная пешка · g6 белый король · g5 белая пешка · b1 чёрный король · d1 чёрный ферзь | h8 белый ферзь · b7 чёрная пешка · d6 чёрная пешка · g6 белый король · g5 белая пешка · b1 чёрный король · d1 чёрный ферзь | h8 белый ферзь · b7 чёрная пешка · d6 чёрная пешка · g6 белый король · g5 белая пешка · b1 чёрный король · d1 чёрный ферзь | h8 белый ферзь · b7 чёрная пешка · d6 чёрная пешка · g6 белый король · g5 белая пешка · b1 чёрный король · d1 чёрный ферзь | h8 белый ферзь · b7 чёрная пешка · d6 чёрная пешка · g6 белый король · g5 белая пешка · b1 чёрный король · d1 чёрный ферзь | h8 белый ферзь · b7 чёрная пешка · d6 чёрная пешка · g6 белый король · g5 белая пешка · b1 чёрный король · d1 чёрный ферзь | 7 |
| 6 | h8 белый ферзь · b7 чёрная пешка · d6 чёрная пешка · g6 белый король · g5 белая пешка · b1 чёрный король · d1 чёрный ферзь | h8 белый ферзь · b7 чёрная пешка · d6 чёрная пешка · g6 белый король · g5 белая пешка · b1 чёрный король · d1 чёрный ферзь | h8 белый ферзь · b7 чёрная пешка · d6 чёрная пешка · g6 белый король · g5 белая пешка · b1 чёрный король · d1 чёрный ферзь | h8 белый ферзь · b7 чёрная пешка · d6 чёрная пешка · g6 белый король · g5 белая пешка · b1 чёрный король · d1 чёрный ферзь | h8 белый ферзь · b7 чёрная пешка · d6 чёрная пешка · g6 белый король · g5 белая пешка · b1 чёрный король · d1 чёрный ферзь | h8 белый ферзь · b7 чёрная пешка · d6 чёрная пешка · g6 белый король · g5 белая пешка · b1 чёрный король · d1 чёрный ферзь | h8 белый ферзь · b7 чёрная пешка · d6 чёрная пешка · g6 белый король · g5 белая пешка · b1 чёрный король · d1 чёрный ферзь | h8 белый ферзь · b7 чёрная пешка · d6 чёрная пешка · g6 белый король · g5 белая пешка · b1 чёрный король · d1 чёрный ферзь | 6 |
| 5 | h8 белый ферзь · b7 чёрная пешка · d6 чёрная пешка · g6 белый король · g5 белая пешка · b1 чёрный король · d1 чёрный ферзь | h8 белый ферзь · b7 чёрная пешка · d6 чёрная пешка · g6 белый король · g5 белая пешка · b1 чёрный король · d1 чёрный ферзь | h8 белый ферзь · b7 чёрная пешка · d6 чёрная пешка · g6 белый король · g5 белая пешка · b1 чёрный король · d1 чёрный ферзь | h8 белый ферзь · b7 чёрная пешка · d6 чёрная пешка · g6 белый король · g5 белая пешка · b1 чёрный король · d1 чёрный ферзь | h8 белый ферзь · b7 чёрная пешка · d6 чёрная пешка · g6 белый король · g5 белая пешка · b1 чёрный король · d1 чёрный ферзь | h8 белый ферзь · b7 чёрная пешка · d6 чёрная пешка · g6 белый король · g5 белая пешка · b1 чёрный король · d1 чёрный ферзь | h8 белый ферзь · b7 чёрная пешка · d6 чёрная пешка · g6 белый король · g5 белая пешка · b1 чёрный король · d1 чёрный ферзь | h8 белый ферзь · b7 чёрная пешка · d6 чёрная пешка · g6 белый король · g5 белая пешка · b1 чёрный король · d1 чёрный ферзь | 5 |
| 4 | h8 белый ферзь · b7 чёрная пешка · d6 чёрная пешка · g6 белый король · g5 белая пешка · b1 чёрный король · d1 чёрный ферзь | h8 белый ферзь · b7 чёрная пешка · d6 чёрная пешка · g6 белый король · g5 белая пешка · b1 чёрный король · d1 чёрный ферзь | h8 белый ферзь · b7 чёрная пешка · d6 чёрная пешка · g6 белый король · g5 белая пешка · b1 чёрный король · d1 чёрный ферзь | h8 белый ферзь · b7 чёрная пешка · d6 чёрная пешка · g6 белый король · g5 белая пешка · b1 чёрный король · d1 чёрный ферзь | h8 белый ферзь · b7 чёрная пешка · d6 чёрная пешка · g6 белый король · g5 белая пешка · b1 чёрный король · d1 чёрный ферзь | h8 белый ферзь · b7 чёрная пешка · d6 чёрная пешка · g6 белый король · g5 белая пешка · b1 чёрный король · d1 чёрный ферзь | h8 белый ферзь · b7 чёрная пешка · d6 чёрная пешка · g6 белый король · g5 белая пешка · b1 чёрный король · d1 чёрный ферзь | h8 белый ферзь · b7 чёрная пешка · d6 чёрная пешка · g6 белый король · g5 белая пешка · b1 чёрный король · d1 чёрный ферзь | 4 |
| 3 | h8 белый ферзь · b7 чёрная пешка · d6 чёрная пешка · g6 белый король · g5 белая пешка · b1 чёрный король · d1 чёрный ферзь | h8 белый ферзь · b7 чёрная пешка · d6 чёрная пешка · g6 белый король · g5 белая пешка · b1 чёрный король · d1 чёрный ферзь | h8 белый ферзь · b7 чёрная пешка · d6 чёрная пешка · g6 белый король · g5 белая пешка · b1 чёрный король · d1 чёрный ферзь | h8 белый ферзь · b7 чёрная пешка · d6 чёрная пешка · g6 белый король · g5 белая пешка · b1 чёрный король · d1 чёрный ферзь | h8 белый ферзь · b7 чёрная пешка · d6 чёрная пешка · g6 белый король · g5 белая пешка · b1 чёрный король · d1 чёрный ферзь | h8 белый ферзь · b7 чёрная пешка · d6 чёрная пешка · g6 белый король · g5 белая пешка · b1 чёрный король · d1 чёрный ферзь | h8 белый ферзь · b7 чёрная пешка · d6 чёрная пешка · g6 белый король · g5 белая пешка · b1 чёрный король · d1 чёрный ферзь | h8 белый ферзь · b7 чёрная пешка · d6 чёрная пешка · g6 белый король · g5 белая пешка · b1 чёрный король · d1 чёрный ферзь | 3 |
| 2 | h8 белый ферзь · b7 чёрная пешка · d6 чёрная пешка · g6 белый король · g5 белая пешка · b1 чёрный король · d1 чёрный ферзь | h8 белый ферзь · b7 чёрная пешка · d6 чёрная пешка · g6 белый король · g5 белая пешка · b1 чёрный король · d1 чёрный ферзь | h8 белый ферзь · b7 чёрная пешка · d6 чёрная пешка · g6 белый король · g5 белая пешка · b1 чёрный король · d1 чёрный ферзь | h8 белый ферзь · b7 чёрная пешка · d6 чёрная пешка · g6 белый король · g5 белая пешка · b1 чёрный король · d1 чёрный ферзь | h8 белый ферзь · b7 чёрная пешка · d6 чёрная пешка · g6 белый король · g5 белая пешка · b1 чёрный король · d1 чёрный ферзь | h8 белый ферзь · b7 чёрная пешка · d6 чёрная пешка · g6 белый король · g5 белая пешка · b1 чёрный король · d1 чёрный ферзь | h8 белый ферзь · b7 чёрная пешка · d6 чёрная пешка · g6 белый король · g5 белая пешка · b1 чёрный король · d1 чёрный ферзь | h8 белый ферзь · b7 чёрная пешка · d6 чёрная пешка · g6 белый король · g5 белая пешка · b1 чёрный король · d1 чёрный ферзь | 2 |
| 1 | h8 белый ферзь · b7 чёрная пешка · d6 чёрная пешка · g6 белый король · g5 белая пешка · b1 чёрный король · d1 чёрный ферзь | h8 белый ферзь · b7 чёрная пешка · d6 чёрная пешка · g6 белый король · g5 белая пешка · b1 чёрный король · d1 чёрный ферзь | h8 белый ферзь · b7 чёрная пешка · d6 чёрная пешка · g6 белый король · g5 белая пешка · b1 чёрный король · d1 чёрный ферзь | h8 белый ферзь · b7 чёрная пешка · d6 чёрная пешка · g6 белый король · g5 белая пешка · b1 чёрный король · d1 чёрный ферзь | h8 белый ферзь · b7 чёрная пешка · d6 чёрная пешка · g6 белый король · g5 белая пешка · b1 чёрный король · d1 чёрный ферзь | h8 белый ферзь · b7 чёрная пешка · d6 чёрная пешка · g6 белый король · g5 белая пешка · b1 чёрный король · d1 чёрный ферзь | h8 белый ферзь · b7 чёрная пешка · d6 чёрная пешка · g6 белый король · g5 белая пешка · b1 чёрный король · d1 чёрный ферзь | h8 белый ферзь · b7 чёрная пешка · d6 чёрная пешка · g6 белый король · g5 белая пешка · b1 чёрный король · d1 чёрный ферзь | 1 |
|   | a | b | c | d | e | f | g | h |   |

Гонка за ферзем закончилась одновременно для обеих сторон, хотя позиция не равнозначная. Далеко продвинувшаяся пешка g Каспарова угрожает стать ферзём, тогда как пешки чёрных больше мешали ставить шах королю белых. Общий план защиты Команды мира заключался в том, чтобы выгодно расположить короля, дабы Каспаров не мог угрожать разменом ферзей, а затем заблокировать короля белых, чтобы не допустить превращения пешки g. В некоторых вариантах чёрные даже могли продвинуть собственные пешки вперёд, но это теперь не было приоритетной задачей.
Команда мира в значительной степени полагалась на компьютерный анализ на протяжении большей части игры, но после 50-го хода все шахматные программы стали выдавать бесполезные предложения. Уровень развития программ 1999 года не позволял хорошо просчитать эндшпиль из семи фигур до тех пор, пока количество фигур не уменьшалось, после чего можно было бы использовать готовые базы шахматных окончаний. Только после завершения матча была построена специализированная база, чтобы полностью проанализировать создавшуюся позицию. С её помощью Круш с остальными смогли доказать, что после 50-го хода при оптимальных ходах обеих сторон достигалась бы ничья. И Каспаров, и доска обсуждений подозревали, что позиция является ничейной, но на тот момент никто до конца не понимал её. Некоторые члены Команды мира пытались проанализировать позицию, используя доступные базы для пяти фигур, с отсутствующими чёрными пешками, и анализ убеждал, что партия при любых оптимальных ходах сторон приведёт к ничьей, но к несчастью для чёрных, эти лишние пешки чрезвычайно усложнили позицию. В анализе возникали ситуации, которые обещали быть ничейными, но на деле приводили к победе белых.
В 2012 году появились базы шахматных окончаний Ломоносова для 7 фигур, которые доказали, что позиция является ничейной. Более того, дальнейший анализ показывал, что чёрные могут добиться ничьей, даже не пытаясь продвигать свои пешки и выводить короля за пределы нижней левой четверти доски.
51. Фh7
Этот ход сулил Каспарову выиграть темп за счёт продвижения короля с открытым шахом. Доска обсуждений и Круш придумали ответ 51… Kрa1. Позднее Каспаров упоминал, что расценивал этот ход как приводящий к ничьей. Поздние базы данных подтвердили его слова. Но Фелекан рекомендовал 51… d5, а Петц — 51… b5. Впервые за 40 ходов рекомендация Круш провалилась на голосовании, получив лишь 34 %. 39 % голосов выбрали вариант Элизабет Петц.
51… b5 52. Крf6+
Доска обсуждений и Круш пришли к выводу, что 52… Крc1 был бы лучшим ответом для поддержания курса на ничью. Анализ, проведенный спустя две недели, подтверждал, что чёрные могли получить ничью: 52… Крc1! 53. Фe4! Фf1+ 54. Крe7 b4. На ход белых 55. Фхb4 чёрные бы ответили 55… Фf5 56. Фc3+ Крb1 57. Фf6 Фe4+ 58. Крf7 Фc4!+ 59. Крg7 d5. При 55. g6! Фg1! 56. Фf4+ Крd1! 57. Крf7 b3=. Также при 55. g6 Фg1 56. Фc4+ Крd1 57. Фd3+ Крc1, и белые не смогут ничего добиться. Однако Бакро предложил 52… Крa1, а Фелекан и Петц склонялись к 52… Крb2, надеясь поддержать пешку b на пути к превращению, и этот вариант был выбран 42 % голосов.
52… Крb2
Каспаров ответил вполне разумным ходом ферзя, чтобы защитить своего короля от шахов по вертикали f:
53. Фh2+
В то время считалось, что 52… Kрb2 являлся проигрышным ходом, и что Каспаров мог выиграть партию после 53. Фe4, но современные таблицы этого не подтверждают.
53… Крa1! 54. Фf4
|   | a | b | c | d | e | f | g | h |   |
| - | --- | --- | --- | --- | --- | --- | --- | --- | - |
| 8 | d6 чёрная пешка · f6 белый король · b5 чёрная пешка · g5 белая пешка · f4 белый ферзь · a1 чёрный король · d1 чёрный ферзь | d6 чёрная пешка · f6 белый король · b5 чёрная пешка · g5 белая пешка · f4 белый ферзь · a1 чёрный король · d1 чёрный ферзь | d6 чёрная пешка · f6 белый король · b5 чёрная пешка · g5 белая пешка · f4 белый ферзь · a1 чёрный король · d1 чёрный ферзь | d6 чёрная пешка · f6 белый король · b5 чёрная пешка · g5 белая пешка · f4 белый ферзь · a1 чёрный король · d1 чёрный ферзь | d6 чёрная пешка · f6 белый король · b5 чёрная пешка · g5 белая пешка · f4 белый ферзь · a1 чёрный король · d1 чёрный ферзь | d6 чёрная пешка · f6 белый король · b5 чёрная пешка · g5 белая пешка · f4 белый ферзь · a1 чёрный король · d1 чёрный ферзь | d6 чёрная пешка · f6 белый король · b5 чёрная пешка · g5 белая пешка · f4 белый ферзь · a1 чёрный король · d1 чёрный ферзь | d6 чёрная пешка · f6 белый король · b5 чёрная пешка · g5 белая пешка · f4 белый ферзь · a1 чёрный король · d1 чёрный ферзь | 8 |
| 7 | d6 чёрная пешка · f6 белый король · b5 чёрная пешка · g5 белая пешка · f4 белый ферзь · a1 чёрный король · d1 чёрный ферзь | d6 чёрная пешка · f6 белый король · b5 чёрная пешка · g5 белая пешка · f4 белый ферзь · a1 чёрный король · d1 чёрный ферзь | d6 чёрная пешка · f6 белый король · b5 чёрная пешка · g5 белая пешка · f4 белый ферзь · a1 чёрный король · d1 чёрный ферзь | d6 чёрная пешка · f6 белый король · b5 чёрная пешка · g5 белая пешка · f4 белый ферзь · a1 чёрный король · d1 чёрный ферзь | d6 чёрная пешка · f6 белый король · b5 чёрная пешка · g5 белая пешка · f4 белый ферзь · a1 чёрный король · d1 чёрный ферзь | d6 чёрная пешка · f6 белый король · b5 чёрная пешка · g5 белая пешка · f4 белый ферзь · a1 чёрный король · d1 чёрный ферзь | d6 чёрная пешка · f6 белый король · b5 чёрная пешка · g5 белая пешка · f4 белый ферзь · a1 чёрный король · d1 чёрный ферзь | d6 чёрная пешка · f6 белый король · b5 чёрная пешка · g5 белая пешка · f4 белый ферзь · a1 чёрный король · d1 чёрный ферзь | 7 |
| 6 | d6 чёрная пешка · f6 белый король · b5 чёрная пешка · g5 белая пешка · f4 белый ферзь · a1 чёрный король · d1 чёрный ферзь | d6 чёрная пешка · f6 белый король · b5 чёрная пешка · g5 белая пешка · f4 белый ферзь · a1 чёрный король · d1 чёрный ферзь | d6 чёрная пешка · f6 белый король · b5 чёрная пешка · g5 белая пешка · f4 белый ферзь · a1 чёрный король · d1 чёрный ферзь | d6 чёрная пешка · f6 белый король · b5 чёрная пешка · g5 белая пешка · f4 белый ферзь · a1 чёрный король · d1 чёрный ферзь | d6 чёрная пешка · f6 белый король · b5 чёрная пешка · g5 белая пешка · f4 белый ферзь · a1 чёрный король · d1 чёрный ферзь | d6 чёрная пешка · f6 белый король · b5 чёрная пешка · g5 белая пешка · f4 белый ферзь · a1 чёрный король · d1 чёрный ферзь | d6 чёрная пешка · f6 белый король · b5 чёрная пешка · g5 белая пешка · f4 белый ферзь · a1 чёрный король · d1 чёрный ферзь | d6 чёрная пешка · f6 белый король · b5 чёрная пешка · g5 белая пешка · f4 белый ферзь · a1 чёрный король · d1 чёрный ферзь | 6 |
| 5 | d6 чёрная пешка · f6 белый король · b5 чёрная пешка · g5 белая пешка · f4 белый ферзь · a1 чёрный король · d1 чёрный ферзь | d6 чёрная пешка · f6 белый король · b5 чёрная пешка · g5 белая пешка · f4 белый ферзь · a1 чёрный король · d1 чёрный ферзь | d6 чёрная пешка · f6 белый король · b5 чёрная пешка · g5 белая пешка · f4 белый ферзь · a1 чёрный король · d1 чёрный ферзь | d6 чёрная пешка · f6 белый король · b5 чёрная пешка · g5 белая пешка · f4 белый ферзь · a1 чёрный король · d1 чёрный ферзь | d6 чёрная пешка · f6 белый король · b5 чёрная пешка · g5 белая пешка · f4 белый ферзь · a1 чёрный король · d1 чёрный ферзь | d6 чёрная пешка · f6 белый король · b5 чёрная пешка · g5 белая пешка · f4 белый ферзь · a1 чёрный король · d1 чёрный ферзь | d6 чёрная пешка · f6 белый король · b5 чёрная пешка · g5 белая пешка · f4 белый ферзь · a1 чёрный король · d1 чёрный ферзь | d6 чёрная пешка · f6 белый король · b5 чёрная пешка · g5 белая пешка · f4 белый ферзь · a1 чёрный король · d1 чёрный ферзь | 5 |
| 4 | d6 чёрная пешка · f6 белый король · b5 чёрная пешка · g5 белая пешка · f4 белый ферзь · a1 чёрный король · d1 чёрный ферзь | d6 чёрная пешка · f6 белый король · b5 чёрная пешка · g5 белая пешка · f4 белый ферзь · a1 чёрный король · d1 чёрный ферзь | d6 чёрная пешка · f6 белый король · b5 чёрная пешка · g5 белая пешка · f4 белый ферзь · a1 чёрный король · d1 чёрный ферзь | d6 чёрная пешка · f6 белый король · b5 чёрная пешка · g5 белая пешка · f4 белый ферзь · a1 чёрный король · d1 чёрный ферзь | d6 чёрная пешка · f6 белый король · b5 чёрная пешка · g5 белая пешка · f4 белый ферзь · a1 чёрный король · d1 чёрный ферзь | d6 чёрная пешка · f6 белый король · b5 чёрная пешка · g5 белая пешка · f4 белый ферзь · a1 чёрный король · d1 чёрный ферзь | d6 чёрная пешка · f6 белый король · b5 чёрная пешка · g5 белая пешка · f4 белый ферзь · a1 чёрный король · d1 чёрный ферзь | d6 чёрная пешка · f6 белый король · b5 чёрная пешка · g5 белая пешка · f4 белый ферзь · a1 чёрный король · d1 чёрный ферзь | 4 |
| 3 | d6 чёрная пешка · f6 белый король · b5 чёрная пешка · g5 белая пешка · f4 белый ферзь · a1 чёрный король · d1 чёрный ферзь | d6 чёрная пешка · f6 белый король · b5 чёрная пешка · g5 белая пешка · f4 белый ферзь · a1 чёрный король · d1 чёрный ферзь | d6 чёрная пешка · f6 белый король · b5 чёрная пешка · g5 белая пешка · f4 белый ферзь · a1 чёрный король · d1 чёрный ферзь | d6 чёрная пешка · f6 белый король · b5 чёрная пешка · g5 белая пешка · f4 белый ферзь · a1 чёрный король · d1 чёрный ферзь | d6 чёрная пешка · f6 белый король · b5 чёрная пешка · g5 белая пешка · f4 белый ферзь · a1 чёрный король · d1 чёрный ферзь | d6 чёрная пешка · f6 белый король · b5 чёрная пешка · g5 белая пешка · f4 белый ферзь · a1 чёрный король · d1 чёрный ферзь | d6 чёрная пешка · f6 белый король · b5 чёрная пешка · g5 белая пешка · f4 белый ферзь · a1 чёрный король · d1 чёрный ферзь | d6 чёрная пешка · f6 белый король · b5 чёрная пешка · g5 белая пешка · f4 белый ферзь · a1 чёрный король · d1 чёрный ферзь | 3 |
| 2 | d6 чёрная пешка · f6 белый король · b5 чёрная пешка · g5 белая пешка · f4 белый ферзь · a1 чёрный король · d1 чёрный ферзь | d6 чёрная пешка · f6 белый король · b5 чёрная пешка · g5 белая пешка · f4 белый ферзь · a1 чёрный король · d1 чёрный ферзь | d6 чёрная пешка · f6 белый король · b5 чёрная пешка · g5 белая пешка · f4 белый ферзь · a1 чёрный король · d1 чёрный ферзь | d6 чёрная пешка · f6 белый король · b5 чёрная пешка · g5 белая пешка · f4 белый ферзь · a1 чёрный король · d1 чёрный ферзь | d6 чёрная пешка · f6 белый король · b5 чёрная пешка · g5 белая пешка · f4 белый ферзь · a1 чёрный король · d1 чёрный ферзь | d6 чёрная пешка · f6 белый король · b5 чёрная пешка · g5 белая пешка · f4 белый ферзь · a1 чёрный король · d1 чёрный ферзь | d6 чёрная пешка · f6 белый король · b5 чёрная пешка · g5 белая пешка · f4 белый ферзь · a1 чёрный король · d1 чёрный ферзь | d6 чёрная пешка · f6 белый король · b5 чёрная пешка · g5 белая пешка · f4 белый ферзь · a1 чёрный король · d1 чёрный ферзь | 2 |
| 1 | d6 чёрная пешка · f6 белый король · b5 чёрная пешка · g5 белая пешка · f4 белый ферзь · a1 чёрный король · d1 чёрный ферзь | d6 чёрная пешка · f6 белый король · b5 чёрная пешка · g5 белая пешка · f4 белый ферзь · a1 чёрный король · d1 чёрный ферзь | d6 чёрная пешка · f6 белый король · b5 чёрная пешка · g5 белая пешка · f4 белый ферзь · a1 чёрный король · d1 чёрный ферзь | d6 чёрная пешка · f6 белый король · b5 чёрная пешка · g5 белая пешка · f4 белый ферзь · a1 чёрный король · d1 чёрный ферзь | d6 чёрная пешка · f6 белый король · b5 чёрная пешка · g5 белая пешка · f4 белый ферзь · a1 чёрный король · d1 чёрный ферзь | d6 чёрная пешка · f6 белый король · b5 чёрная пешка · g5 белая пешка · f4 белый ферзь · a1 чёрный король · d1 чёрный ферзь | d6 чёрная пешка · f6 белый король · b5 чёрная пешка · g5 белая пешка · f4 белый ферзь · a1 чёрный король · d1 чёрный ферзь | d6 чёрная пешка · f6 белый король · b5 чёрная пешка · g5 белая пешка · f4 белый ферзь · a1 чёрный король · d1 чёрный ферзь | 1 |
|   | a | b | c | d | e | f | g | h |   |

Круш и другие пользователи форума MSN рекомендовали пожертвовать пешкой b ходом 54… b4, чтобы позволить черному ферзю дать шах по вертикали f. Частично это было основано на модифицированных базах таблиц, для которых было необходимо пожертвовать частью фигур, чтобы сократить возможное количество комбинаций и уточнить прогноз. Бакро выступал за выдвижение ферзя чёрных на центр доски 54… Фd5!, а Фелекан и Петц предлагали 54… Фd3.
Последующие анализ показал, что предложение Бакро могло удержать ничью относительно понятным образом, ход Фелекана и Петц ещё давал шансы на ничью путём хорошо продуманных ходов, но ход Круш давал возможность Каспарову одержать форсированную победу, если тот сможет найти правильную комбинацию.
54… b4?
Этот ход стал первой ошибкой в эндшпиле с семью фигурами. Базы шахматных окончаний показывают, что либо 54… Фd3, либо 54… Фd5 могли бы дать теоретическую ничью. Идея заключалась в введении ферзя в игру с последующими шахами короля белых, однако при хорошей комбинации король белых смог бы избежать их, благодаря чему белые смогли бы провести свою пешку и выиграть партию, что и было продемонстрировано Каспаровым
55. Фxb4 Фf3+ 56. Крg7 d5 57. Фd4+ Крb1 58. g6
|   | a | b | c | d | e | f | g | h |   |
| - | --- | --- | --- | --- | --- | --- | --- | --- | - |
| 8 | g7 белый король · g6 белая пешка · d5 чёрная пешка · d4 белый ферзь · f3 чёрный ферзь · b1 чёрный король | g7 белый король · g6 белая пешка · d5 чёрная пешка · d4 белый ферзь · f3 чёрный ферзь · b1 чёрный король | g7 белый король · g6 белая пешка · d5 чёрная пешка · d4 белый ферзь · f3 чёрный ферзь · b1 чёрный король | g7 белый король · g6 белая пешка · d5 чёрная пешка · d4 белый ферзь · f3 чёрный ферзь · b1 чёрный король | g7 белый король · g6 белая пешка · d5 чёрная пешка · d4 белый ферзь · f3 чёрный ферзь · b1 чёрный король | g7 белый король · g6 белая пешка · d5 чёрная пешка · d4 белый ферзь · f3 чёрный ферзь · b1 чёрный король | g7 белый король · g6 белая пешка · d5 чёрная пешка · d4 белый ферзь · f3 чёрный ферзь · b1 чёрный король | g7 белый король · g6 белая пешка · d5 чёрная пешка · d4 белый ферзь · f3 чёрный ферзь · b1 чёрный король | 8 |
| 7 | g7 белый король · g6 белая пешка · d5 чёрная пешка · d4 белый ферзь · f3 чёрный ферзь · b1 чёрный король | g7 белый король · g6 белая пешка · d5 чёрная пешка · d4 белый ферзь · f3 чёрный ферзь · b1 чёрный король | g7 белый король · g6 белая пешка · d5 чёрная пешка · d4 белый ферзь · f3 чёрный ферзь · b1 чёрный король | g7 белый король · g6 белая пешка · d5 чёрная пешка · d4 белый ферзь · f3 чёрный ферзь · b1 чёрный король | g7 белый король · g6 белая пешка · d5 чёрная пешка · d4 белый ферзь · f3 чёрный ферзь · b1 чёрный король | g7 белый король · g6 белая пешка · d5 чёрная пешка · d4 белый ферзь · f3 чёрный ферзь · b1 чёрный король | g7 белый король · g6 белая пешка · d5 чёрная пешка · d4 белый ферзь · f3 чёрный ферзь · b1 чёрный король | g7 белый король · g6 белая пешка · d5 чёрная пешка · d4 белый ферзь · f3 чёрный ферзь · b1 чёрный король | 7 |
| 6 | g7 белый король · g6 белая пешка · d5 чёрная пешка · d4 белый ферзь · f3 чёрный ферзь · b1 чёрный король | g7 белый король · g6 белая пешка · d5 чёрная пешка · d4 белый ферзь · f3 чёрный ферзь · b1 чёрный король | g7 белый король · g6 белая пешка · d5 чёрная пешка · d4 белый ферзь · f3 чёрный ферзь · b1 чёрный король | g7 белый король · g6 белая пешка · d5 чёрная пешка · d4 белый ферзь · f3 чёрный ферзь · b1 чёрный король | g7 белый король · g6 белая пешка · d5 чёрная пешка · d4 белый ферзь · f3 чёрный ферзь · b1 чёрный король | g7 белый король · g6 белая пешка · d5 чёрная пешка · d4 белый ферзь · f3 чёрный ферзь · b1 чёрный король | g7 белый король · g6 белая пешка · d5 чёрная пешка · d4 белый ферзь · f3 чёрный ферзь · b1 чёрный король | g7 белый король · g6 белая пешка · d5 чёрная пешка · d4 белый ферзь · f3 чёрный ферзь · b1 чёрный король | 6 |
| 5 | g7 белый король · g6 белая пешка · d5 чёрная пешка · d4 белый ферзь · f3 чёрный ферзь · b1 чёрный король | g7 белый король · g6 белая пешка · d5 чёрная пешка · d4 белый ферзь · f3 чёрный ферзь · b1 чёрный король | g7 белый король · g6 белая пешка · d5 чёрная пешка · d4 белый ферзь · f3 чёрный ферзь · b1 чёрный король | g7 белый король · g6 белая пешка · d5 чёрная пешка · d4 белый ферзь · f3 чёрный ферзь · b1 чёрный король | g7 белый король · g6 белая пешка · d5 чёрная пешка · d4 белый ферзь · f3 чёрный ферзь · b1 чёрный король | g7 белый король · g6 белая пешка · d5 чёрная пешка · d4 белый ферзь · f3 чёрный ферзь · b1 чёрный король | g7 белый король · g6 белая пешка · d5 чёрная пешка · d4 белый ферзь · f3 чёрный ферзь · b1 чёрный король | g7 белый король · g6 белая пешка · d5 чёрная пешка · d4 белый ферзь · f3 чёрный ферзь · b1 чёрный король | 5 |
| 4 | g7 белый король · g6 белая пешка · d5 чёрная пешка · d4 белый ферзь · f3 чёрный ферзь · b1 чёрный король | g7 белый король · g6 белая пешка · d5 чёрная пешка · d4 белый ферзь · f3 чёрный ферзь · b1 чёрный король | g7 белый король · g6 белая пешка · d5 чёрная пешка · d4 белый ферзь · f3 чёрный ферзь · b1 чёрный король | g7 белый король · g6 белая пешка · d5 чёрная пешка · d4 белый ферзь · f3 чёрный ферзь · b1 чёрный король | g7 белый король · g6 белая пешка · d5 чёрная пешка · d4 белый ферзь · f3 чёрный ферзь · b1 чёрный король | g7 белый король · g6 белая пешка · d5 чёрная пешка · d4 белый ферзь · f3 чёрный ферзь · b1 чёрный король | g7 белый король · g6 белая пешка · d5 чёрная пешка · d4 белый ферзь · f3 чёрный ферзь · b1 чёрный король | g7 белый король · g6 белая пешка · d5 чёрная пешка · d4 белый ферзь · f3 чёрный ферзь · b1 чёрный король | 4 |
| 3 | g7 белый король · g6 белая пешка · d5 чёрная пешка · d4 белый ферзь · f3 чёрный ферзь · b1 чёрный король | g7 белый король · g6 белая пешка · d5 чёрная пешка · d4 белый ферзь · f3 чёрный ферзь · b1 чёрный король | g7 белый король · g6 белая пешка · d5 чёрная пешка · d4 белый ферзь · f3 чёрный ферзь · b1 чёрный король | g7 белый король · g6 белая пешка · d5 чёрная пешка · d4 белый ферзь · f3 чёрный ферзь · b1 чёрный король | g7 белый король · g6 белая пешка · d5 чёрная пешка · d4 белый ферзь · f3 чёрный ферзь · b1 чёрный король | g7 белый король · g6 белая пешка · d5 чёрная пешка · d4 белый ферзь · f3 чёрный ферзь · b1 чёрный король | g7 белый король · g6 белая пешка · d5 чёрная пешка · d4 белый ферзь · f3 чёрный ферзь · b1 чёрный король | g7 белый король · g6 белая пешка · d5 чёрная пешка · d4 белый ферзь · f3 чёрный ферзь · b1 чёрный король | 3 |
| 2 | g7 белый король · g6 белая пешка · d5 чёрная пешка · d4 белый ферзь · f3 чёрный ферзь · b1 чёрный король | g7 белый король · g6 белая пешка · d5 чёрная пешка · d4 белый ферзь · f3 чёрный ферзь · b1 чёрный король | g7 белый король · g6 белая пешка · d5 чёрная пешка · d4 белый ферзь · f3 чёрный ферзь · b1 чёрный король | g7 белый король · g6 белая пешка · d5 чёрная пешка · d4 белый ферзь · f3 чёрный ферзь · b1 чёрный король | g7 белый король · g6 белая пешка · d5 чёрная пешка · d4 белый ферзь · f3 чёрный ферзь · b1 чёрный король | g7 белый король · g6 белая пешка · d5 чёрная пешка · d4 белый ферзь · f3 чёрный ферзь · b1 чёрный король | g7 белый король · g6 белая пешка · d5 чёрная пешка · d4 белый ферзь · f3 чёрный ферзь · b1 чёрный король | g7 белый король · g6 белая пешка · d5 чёрная пешка · d4 белый ферзь · f3 чёрный ферзь · b1 чёрный король | 2 |
| 1 | g7 белый король · g6 белая пешка · d5 чёрная пешка · d4 белый ферзь · f3 чёрный ферзь · b1 чёрный король | g7 белый король · g6 белая пешка · d5 чёрная пешка · d4 белый ферзь · f3 чёрный ферзь · b1 чёрный король | g7 белый король · g6 белая пешка · d5 чёрная пешка · d4 белый ферзь · f3 чёрный ферзь · b1 чёрный король | g7 белый король · g6 белая пешка · d5 чёрная пешка · d4 белый ферзь · f3 чёрный ферзь · b1 чёрный король | g7 белый король · g6 белая пешка · d5 чёрная пешка · d4 белый ферзь · f3 чёрный ферзь · b1 чёрный король | g7 белый король · g6 белая пешка · d5 чёрная пешка · d4 белый ферзь · f3 чёрный ферзь · b1 чёрный король | g7 белый король · g6 белая пешка · d5 чёрная пешка · d4 белый ферзь · f3 чёрный ферзь · b1 чёрный король | g7 белый король · g6 белая пешка · d5 чёрная пешка · d4 белый ферзь · f3 чёрный ферзь · b1 чёрный король | 1 |
|   | a | b | c | d | e | f | g | h |   |

Каспаров сильно играл на 55-57 ходах, и Команда мира каждый раз отвечала подавляющим большинством голосов за лучший вероятный ход. На 58-м ходу и 58… Фe4, и 58… Фf5 выглядели разумными, но доска обсуждений посчитала первый вариант проигрышным. Круш рекомендовала последний вариант. Из-за путаницы её рекомендация и анализ не были вовремя получены сайтом MSN, и некоторое время продолжалось голосование, и Бакро, и Петц рекомендовали 58… Фe4 против Фелекана в пользу 58… Фf5. Когда более слабый ход набрал 49 % голосов против 44 %, в обсуждениях прокатилась волна встревоженных постов о том, что игра проиграна из-за задержки рекомендации Круш, так как её рекомендации относительно прошлых ходов в большинстве своём совпадали с мнением большинства. Круш всё ещё училась в школе и не могла поздно засиживаться за обсуждением ходов, и её письмо пришло только на следующий день.
Каспаров согласился с тем, что ход 58… Фf5 оказал бы более жесткое сопротивление, но заявил, что это тоже проигрыш, и опубликовал последовательность форсированного выигрыша. Впоследствии таблицы показали ошибку в анализе Каспарова, но при этом подтвердили, что 58… Фf5 всё равно не спас бы чёрных при оптимальной игре с обеих сторон.
58… Фe4 59. Фg1+
В этот момент несколько недовольных членов доски сообщений, зная, что партия проиграна, предложили грубую ошибку 59… Фe1??, которая получила большинство голосов, однако представители MSN аннулировали голоса из-за «накрутки» онлайн-голосования. После игры MSN выступил с заявлением, что это был единственный случай, когда «накрутка» набрала значимое количество голосов. После этого инцидента MSN добавил вариант «сдаться» к следующему списку предложений для голосования. На следующем ходу этот вариант получил 28 % голосов — большое количество, однако игроки Команды мира решили продолжить борьбу.
59… Крb2 60. Фf2+ Крc1 61. Крf6 d4 62. g7 1-0
На 62-м ходу Каспаров объявил о форсированном мате в 28 ходов, который подтвердила компьютерная программа Deep Junior. В свете этого 51 % участников Команды мира проголосовала за сдачу игры. Партия закончилась 22 октября 1999 года, спустя четыре месяца после начала.
|   | a | b | c | d | e | f | g | h |   |
| - | --- | --- | --- | --- | --- | --- | --- | --- | - |
| 8 | g7 белая пешка · f6 белый король · d4 чёрная пешка · e4 чёрный ферзь · f2 белый ферзь · c1 чёрный король | g7 белая пешка · f6 белый король · d4 чёрная пешка · e4 чёрный ферзь · f2 белый ферзь · c1 чёрный король | g7 белая пешка · f6 белый король · d4 чёрная пешка · e4 чёрный ферзь · f2 белый ферзь · c1 чёрный король | g7 белая пешка · f6 белый король · d4 чёрная пешка · e4 чёрный ферзь · f2 белый ферзь · c1 чёрный король | g7 белая пешка · f6 белый король · d4 чёрная пешка · e4 чёрный ферзь · f2 белый ферзь · c1 чёрный король | g7 белая пешка · f6 белый король · d4 чёрная пешка · e4 чёрный ферзь · f2 белый ферзь · c1 чёрный король | g7 белая пешка · f6 белый король · d4 чёрная пешка · e4 чёрный ферзь · f2 белый ферзь · c1 чёрный король | g7 белая пешка · f6 белый король · d4 чёрная пешка · e4 чёрный ферзь · f2 белый ферзь · c1 чёрный король | 8 |
| 7 | g7 белая пешка · f6 белый король · d4 чёрная пешка · e4 чёрный ферзь · f2 белый ферзь · c1 чёрный король | g7 белая пешка · f6 белый король · d4 чёрная пешка · e4 чёрный ферзь · f2 белый ферзь · c1 чёрный король | g7 белая пешка · f6 белый король · d4 чёрная пешка · e4 чёрный ферзь · f2 белый ферзь · c1 чёрный король | g7 белая пешка · f6 белый король · d4 чёрная пешка · e4 чёрный ферзь · f2 белый ферзь · c1 чёрный король | g7 белая пешка · f6 белый король · d4 чёрная пешка · e4 чёрный ферзь · f2 белый ферзь · c1 чёрный король | g7 белая пешка · f6 белый король · d4 чёрная пешка · e4 чёрный ферзь · f2 белый ферзь · c1 чёрный король | g7 белая пешка · f6 белый король · d4 чёрная пешка · e4 чёрный ферзь · f2 белый ферзь · c1 чёрный король | g7 белая пешка · f6 белый король · d4 чёрная пешка · e4 чёрный ферзь · f2 белый ферзь · c1 чёрный король | 7 |
| 6 | g7 белая пешка · f6 белый король · d4 чёрная пешка · e4 чёрный ферзь · f2 белый ферзь · c1 чёрный король | g7 белая пешка · f6 белый король · d4 чёрная пешка · e4 чёрный ферзь · f2 белый ферзь · c1 чёрный король | g7 белая пешка · f6 белый король · d4 чёрная пешка · e4 чёрный ферзь · f2 белый ферзь · c1 чёрный король | g7 белая пешка · f6 белый король · d4 чёрная пешка · e4 чёрный ферзь · f2 белый ферзь · c1 чёрный король | g7 белая пешка · f6 белый король · d4 чёрная пешка · e4 чёрный ферзь · f2 белый ферзь · c1 чёрный король | g7 белая пешка · f6 белый король · d4 чёрная пешка · e4 чёрный ферзь · f2 белый ферзь · c1 чёрный король | g7 белая пешка · f6 белый король · d4 чёрная пешка · e4 чёрный ферзь · f2 белый ферзь · c1 чёрный король | g7 белая пешка · f6 белый король · d4 чёрная пешка · e4 чёрный ферзь · f2 белый ферзь · c1 чёрный король | 6 |
| 5 | g7 белая пешка · f6 белый король · d4 чёрная пешка · e4 чёрный ферзь · f2 белый ферзь · c1 чёрный король | g7 белая пешка · f6 белый король · d4 чёрная пешка · e4 чёрный ферзь · f2 белый ферзь · c1 чёрный король | g7 белая пешка · f6 белый король · d4 чёрная пешка · e4 чёрный ферзь · f2 белый ферзь · c1 чёрный король | g7 белая пешка · f6 белый король · d4 чёрная пешка · e4 чёрный ферзь · f2 белый ферзь · c1 чёрный король | g7 белая пешка · f6 белый король · d4 чёрная пешка · e4 чёрный ферзь · f2 белый ферзь · c1 чёрный король | g7 белая пешка · f6 белый король · d4 чёрная пешка · e4 чёрный ферзь · f2 белый ферзь · c1 чёрный король | g7 белая пешка · f6 белый король · d4 чёрная пешка · e4 чёрный ферзь · f2 белый ферзь · c1 чёрный король | g7 белая пешка · f6 белый король · d4 чёрная пешка · e4 чёрный ферзь · f2 белый ферзь · c1 чёрный король | 5 |
| 4 | g7 белая пешка · f6 белый король · d4 чёрная пешка · e4 чёрный ферзь · f2 белый ферзь · c1 чёрный король | g7 белая пешка · f6 белый король · d4 чёрная пешка · e4 чёрный ферзь · f2 белый ферзь · c1 чёрный король | g7 белая пешка · f6 белый король · d4 чёрная пешка · e4 чёрный ферзь · f2 белый ферзь · c1 чёрный король | g7 белая пешка · f6 белый король · d4 чёрная пешка · e4 чёрный ферзь · f2 белый ферзь · c1 чёрный король | g7 белая пешка · f6 белый король · d4 чёрная пешка · e4 чёрный ферзь · f2 белый ферзь · c1 чёрный король | g7 белая пешка · f6 белый король · d4 чёрная пешка · e4 чёрный ферзь · f2 белый ферзь · c1 чёрный король | g7 белая пешка · f6 белый король · d4 чёрная пешка · e4 чёрный ферзь · f2 белый ферзь · c1 чёрный король | g7 белая пешка · f6 белый король · d4 чёрная пешка · e4 чёрный ферзь · f2 белый ферзь · c1 чёрный король | 4 |
| 3 | g7 белая пешка · f6 белый король · d4 чёрная пешка · e4 чёрный ферзь · f2 белый ферзь · c1 чёрный король | g7 белая пешка · f6 белый король · d4 чёрная пешка · e4 чёрный ферзь · f2 белый ферзь · c1 чёрный король | g7 белая пешка · f6 белый король · d4 чёрная пешка · e4 чёрный ферзь · f2 белый ферзь · c1 чёрный король | g7 белая пешка · f6 белый король · d4 чёрная пешка · e4 чёрный ферзь · f2 белый ферзь · c1 чёрный король | g7 белая пешка · f6 белый король · d4 чёрная пешка · e4 чёрный ферзь · f2 белый ферзь · c1 чёрный король | g7 белая пешка · f6 белый король · d4 чёрная пешка · e4 чёрный ферзь · f2 белый ферзь · c1 чёрный король | g7 белая пешка · f6 белый король · d4 чёрная пешка · e4 чёрный ферзь · f2 белый ферзь · c1 чёрный король | g7 белая пешка · f6 белый король · d4 чёрная пешка · e4 чёрный ферзь · f2 белый ферзь · c1 чёрный король | 3 |
| 2 | g7 белая пешка · f6 белый король · d4 чёрная пешка · e4 чёрный ферзь · f2 белый ферзь · c1 чёрный король | g7 белая пешка · f6 белый король · d4 чёрная пешка · e4 чёрный ферзь · f2 белый ферзь · c1 чёрный король | g7 белая пешка · f6 белый король · d4 чёрная пешка · e4 чёрный ферзь · f2 белый ферзь · c1 чёрный король | g7 белая пешка · f6 белый король · d4 чёрная пешка · e4 чёрный ферзь · f2 белый ферзь · c1 чёрный король | g7 белая пешка · f6 белый король · d4 чёрная пешка · e4 чёрный ферзь · f2 белый ферзь · c1 чёрный король | g7 белая пешка · f6 белый король · d4 чёрная пешка · e4 чёрный ферзь · f2 белый ферзь · c1 чёрный король | g7 белая пешка · f6 белый король · d4 чёрная пешка · e4 чёрный ферзь · f2 белый ферзь · c1 чёрный король | g7 белая пешка · f6 белый король · d4 чёрная пешка · e4 чёрный ферзь · f2 белый ферзь · c1 чёрный король | 2 |
| 1 | g7 белая пешка · f6 белый король · d4 чёрная пешка · e4 чёрный ферзь · f2 белый ферзь · c1 чёрный король | g7 белая пешка · f6 белый король · d4 чёрная пешка · e4 чёрный ферзь · f2 белый ферзь · c1 чёрный король | g7 белая пешка · f6 белый король · d4 чёрная пешка · e4 чёрный ферзь · f2 белый ферзь · c1 чёрный король | g7 белая пешка · f6 белый король · d4 чёрная пешка · e4 чёрный ферзь · f2 белый ферзь · c1 чёрный король | g7 белая пешка · f6 белый король · d4 чёрная пешка · e4 чёрный ферзь · f2 белый ферзь · c1 чёрный король | g7 белая пешка · f6 белый король · d4 чёрная пешка · e4 чёрный ферзь · f2 белый ферзь · c1 чёрный король | g7 белая пешка · f6 белый король · d4 чёрная пешка · e4 чёрный ферзь · f2 белый ферзь · c1 чёрный король | g7 белая пешка · f6 белый король · d4 чёрная пешка · e4 чёрный ферзь · f2 белый ферзь · c1 чёрный король | 1 |
|   | a | b | c | d | e | f | g | h |   |

Анализ финальной позиции при помощи таблиц Налимова показывает, что при оптимальной игре обеих сторон победа белых достигается не более чем за 10 ходов.